# 지중해
지중해(地中海, Mediterranean Sea, /ˌmɛdɪtəˈreɪniən/)는 대서양과 연결된 바다로, 지중해 분지에 둘러싸여 있으며 거의 완전히 육지로 둘러싸여 있다. 동쪽으로는 서아시아의 레반트, 북쪽으로는 서아시아의 아나톨리아와 남유럽, 남쪽으로는 북아프리카, 서쪽으로는 거의 모로코-스페인 국경으로 둘러싸여 있다. 지중해는 약 2,500,000 km2 (970,000 mi2)의 면적을 차지하며, 전 세계 대양 표면의 0.7%에 해당하지만, 지브롤터 해협을 통해 대서양과 연결되는 폭은 겨우 14 km (9 mi)이다. 이 해협은 대서양과 지중해를 연결하며 유럽의 이베리아반도와 아프리카의 모로코를 분리한다.
지질학적 증거에 따르면 약 590만 년 전, 지중해는 대서양으로부터 단절되었고, 메시나절 염분 위기 동안 약 60만 년 동안 부분적으로 또는 완전히 건조되었다가 약 530만 년 전 잔클레 홍수로 다시 채워졌다.
고대에 상인과 여행자에게 중요한 경로였으며, 이 지역 사람의 무역과 문화 교류를 촉진했다. 지중해의 역사는 많은 현대 사회의 기원과 발전을 이해하는 데 중요하다. 로마 제국은 수세기 동안 이 바다에 대한 해상 패권을 유지했으며, 전체 해안을 통제했던 유일한 국가이다.
지중해의 평균 수심은 1,500 m (4,900 ft)이며, 가장 깊은 지점은 이오니아해의 칼립소 해연에서 기록된 5,109 ± 1 m (16,762 ± 3 ft)이다. 이 바다는 북위 30도와 46도 N 위도, 서경 6도와 36도 E 경도 사이에 위치한다. 서쪽의 지브롤터 해협부터 튀르키예 남동 해안의 알렉산드레타만까지 동서 길이는 약 4,000 킬로미터 (2,500 mi)이다. 남북 길이는 해안선과 직선 경로만을 고려하는지에 따라 크게 달라진다. 또한 경도 변화를 포함하면 다국적 트리에스테만과 시드라만의 리비아 해안선 사이의 최단 항로는 약 1,900 킬로미터 (1,200 mi)이다. 수온은 겨울에는 온화하고 여름에는 따뜻하여, 대부분의 강수량이 더 시원한 달에 집중되는 지중해성 기후의 이름이 되었다. 남부와 동부 해안선은 내륙에서 멀지 않은 곳에 뜨거운 사막이 늘어서 있지만, 지중해 사방의 즉각적인 해안선은 강한 해양 완화 효과를 보이는 경향이 있다.
지중해와 그 주변 해역을 시계 방향으로 둘러싸는 나라는 스페인, 프랑스, 모나코, 이탈리아, 슬로베니아, 크로아티아, 보스니아 헤르체고비나, 몬테네그로, 알바니아, 그리스, 튀르키예, 시리아, 레바논, 이스라엘, 팔레스타인 (가자 지구), 이집트, 리비아, 튀니지, 알제리, 모로코이다. 키프로스와 몰타는 이 바다에 있는 섬나라이다. 또한 북키프로스 (사실상 독립국)와 영국의 해외 영토 중 두 곳(아크로티리 데켈리아 및 지브롤터)도 지중해를 따라 해안선을 가지고 있다. 유역은 수많은 다른 나라를 포함하며, 나일강은 지중해로 흐르는 가장 긴 강이다. 지중해는 수많은 섬을 포함하며, 그중 일부는 화산 기원이다. 면적과 인구 면에서 가장 큰 두 섬은 시칠리아와 사르데냐이다.

## 이름과 어원

해안선이 매우 복잡하고 섬이 많은 그리스는 가장 긴 지중해 해안선을 가지고 있다.

로마인은 지중해를 마레 마그눔("위대한 바다") 또는 마레 인터눔("내해")이라고 불렀고, 로마 제국 시대부터는 우리 바다("우리의 바다")라고 불렀다. 마레 메디테라네움(Mare Mediterrāneum)이라는 용어는 나중에 등장하는데, 가이우스 율리우스 솔리누스가 3세기에 이 용어를 사용한 것으로 보이지만, 현재 남아 있는 가장 오래된 기록은 6세기의 이시도루스 히스팔렌시스의 저작이다.

## 역사

### 고대 문명

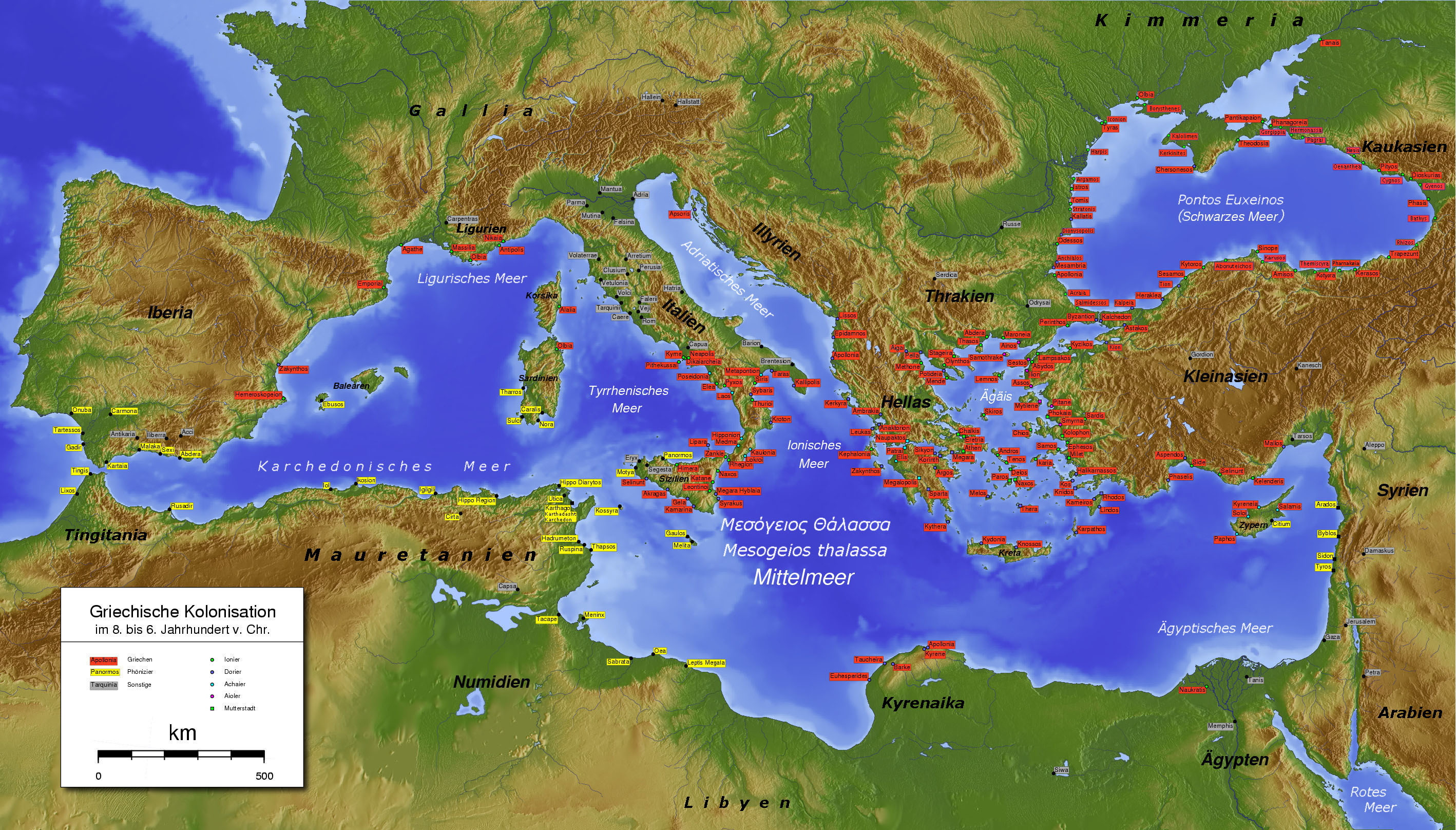
기원전 6세기경 고대 식민지의 그리스 (빨간색) 및 페니키아 (노란색) 식민지

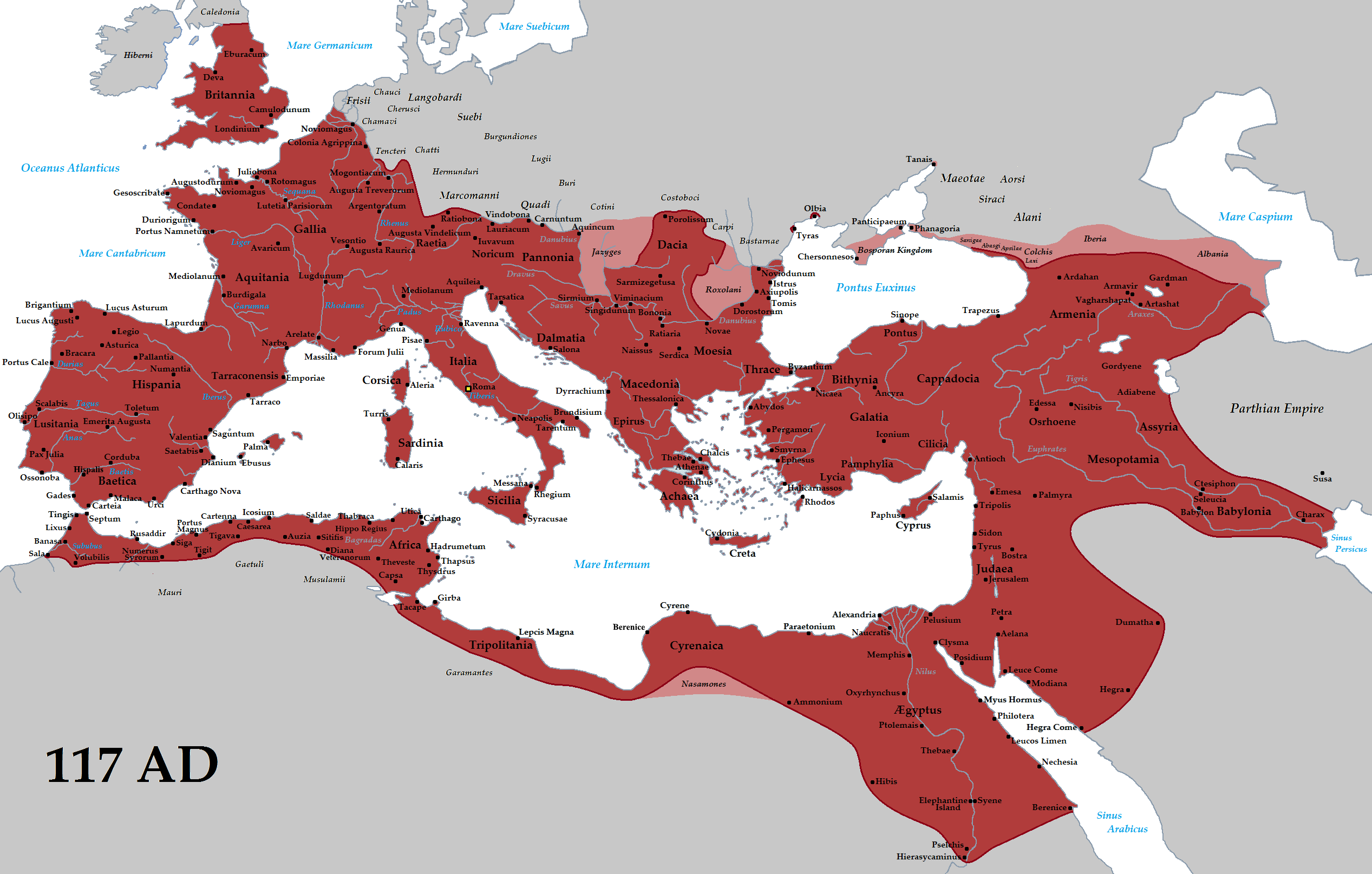
서기 117년 로마 제국의 최대 영토

주요 고대 문명은 지중해 주변에 위치했다. 이 바다는 무역, 식민지화, 전쟁의 경로를 제공했으며, 여러 시대에 걸쳐 수많은 공동체에 식량(어업 및 기타 해산물 채취)을 제공했다. 지중해에서 가장 초기에 발전한 문명은 이집트인과 미노스인으로, 그들은 서로 광범위하게 교역했다. 기원전 1200년경 동부 지중해는 청동기 시대 붕괴로 큰 영향을 받았고, 이는 많은 도시와 무역로의 파괴로 이어졌다.
고대 고전 시대의 또 다른 주목할 만한 지중해 문명은 그리스의 도시국가와 페니키아인이며, 이들 모두 지중해 해안선을 광범위하게 식민지화했다.
고대 이집트를 정복한 다리우스 1세는 홍해와 나일강을 연결하는 운하를 건설하여 지중해까지 연결했다. 다리우스의 운하는 트리에레스 두 척이 노를 펼친 채 서로 지나갈 수 있을 만큼 넓었고, 통과하는 데 4일이 걸렸다.
기원전 3세기와 2세기에 걸친 포에니 전쟁 이후, 로마 공화국은 카르타고를 물리치고 서부 지중해 지역의 패권국이 되었다. 아우구스투스가 로마 제국을 건국했을 때, 로마인은 지중해를 우리 바다("우리의 바다")라고 불렀다. 그 후 400년 동안 로마 제국은 지브롤터에서 레반트에 이르는 지중해 전역과 거의 모든 해안 지역을 완전히 통제하며, 이 바다에 "로마 호수"라는 별명을 붙였다.

### 중세 및 제국 시대
서로마 제국은 서기 476년경 붕괴했다. 로마의 세력이 4세기 로마 제국의 동반부에서 형성된 동로마 제국에 남아 있었으므로 동부가 다시 지배적인 위치를 차지했다. 그 시기에 7세기에는 또 다른 세력이 부상했고, 이와 함께 이슬람교가 동방에서 빠르게 확산되었다. 최대 전성기에는 우마이야 왕조 통치 하의 아랍인이 이베리아반도를 장악하여 이 지역에 새로운 예술과 문화 시대를 열었다.

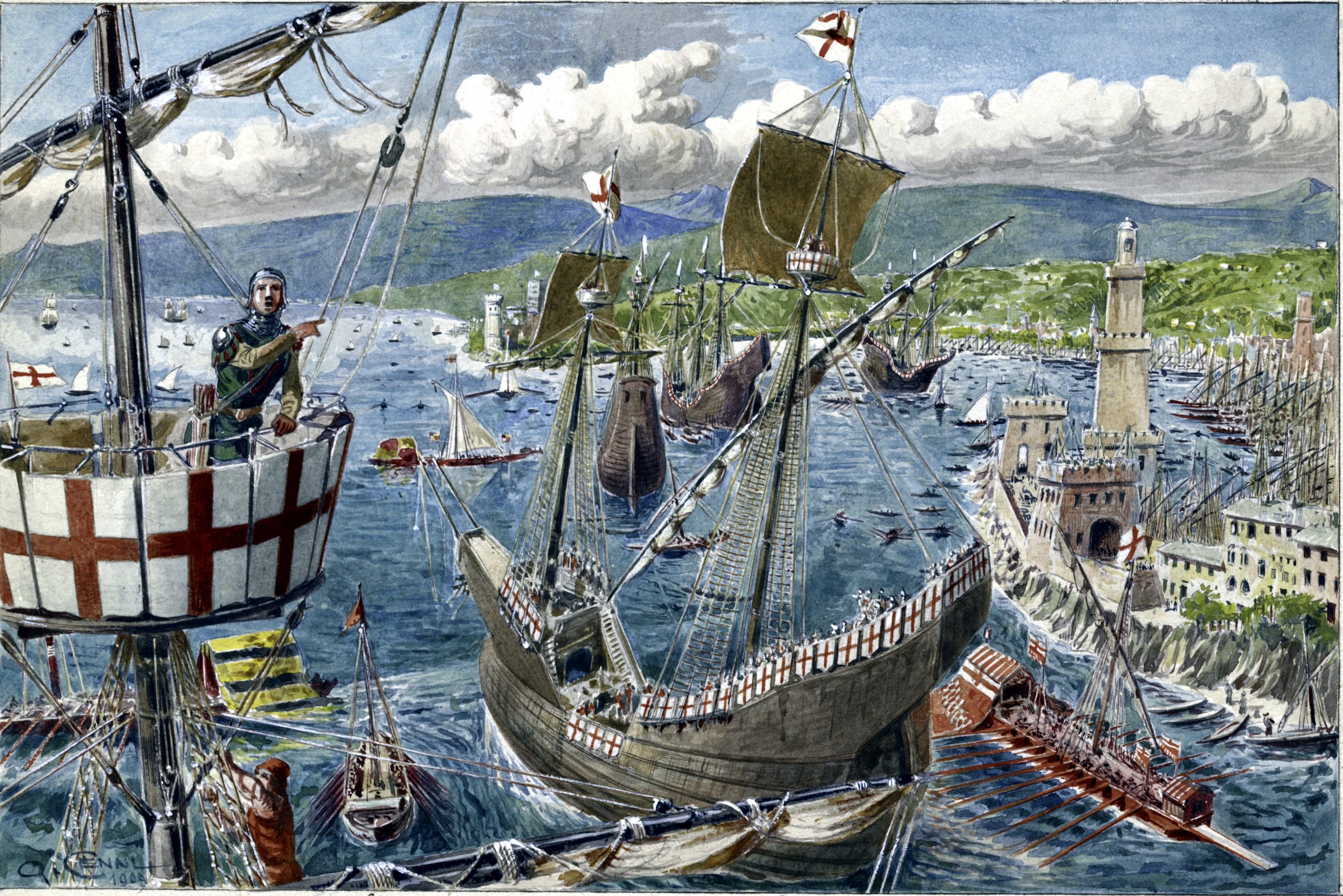
14세기 초 제노바 항구와 함대. 퀸토 첸니

다양한 식료품, 향신료 및 작물이 아랍 통치 기간 동안 이슬람 세계의 상업망을 통해 서부 지중해의 스페인과 시칠리아에 도입되었다. 여기에는 사탕수수, 쌀, 면화, 알팔파, 오렌지, 레몬, 살구, 시금치, 가지, 당근, 사프란 및 바나나가 포함된다. 아랍인은 또한 고전 그리스-로마 세계 시대부터 올리브유(스페인어로 '기름'과 '올리브'를 뜻하는 aceite와 aceituna는 각각 '올리브 즙'을 의미하는 아랍어 al-zait에서 파생됨)와 석류(그라나다의 문장 상징)의 광범위한 재배 및 생산을 계속했다.
아랍 침공은 서유럽과 동유럽 간의 무역 관계를 혼란에 빠뜨리는 동시에 동아시아 제국과의 무역로를 방해했다. 그러나 이는 간접적으로 카스피해를 통한 무역을 촉진하는 효과를 가져왔다. 이집트로부터의 곡물 수출은 동양으로 향하는 경로로 변경되었다. 실크와 향신료와 같은 동아시아 제국의 상품은 이집트에서 베네치아와 콘스탄티노폴리스와 같은 항구로 선원과 유대 상인이 운반했다. 바이킹 침략은 서유럽의 무역을 더욱 혼란에 빠뜨리고 중단시켰다. 그러나 노르드인은 노르웨이에서 백해로의 무역을 발전시켰고, 스페인과 지중해에서 사치품을 거래하기도 했다. 8세기 중반 동로마 제국은 지중해 북동부 지역에 대한 통제권을 되찾았다. 9세기부터 베네치아 선박은 아랍인의 괴롭힘에 맞서 스스로 무장했고, 아시아 상품의 무역을 베네치아에 집중시켰다.

1571년 레판토 해전은 오스만 튀르크에 맞서 유럽 신성 동맹의 승리로 끝났다.

파티마 왕조는 십자군 전쟁 이전에 아말피 및 제노바와 같은 이탈리아 도시 국가와 무역 관계를 유지했는데, 이는 카이로 게니자 문서에 기록되어 있다. 996년 문서에는 카이로에 거주하는 아말피 상인이 언급되어 있다. 또 다른 서한에는 제노바인이 알렉산드리아와 무역했다고 명시되어 있다. 칼리프 알무스탄시르는 약 1060년에 아말피 상인이 라틴 호스피스 대신 예루살렘에 거주하는 것을 허락했다.
십자군 전쟁은 유럽과 아웃레메르 지역 간의 무역을 번성시켰다. 제노바, 베네치아, 피사는 십자군이 통제하는 지역에 식민지를 건설하고 동방과의 무역을 통제하게 되었다. 이들 식민지는 또한 동양과의 무역을 가능하게 했다. 십자군 국가의 멸망과 교황의 무슬림 국가와의 무역 관계 금지 시도는 일시적으로 동방과의 무역을 방해했지만, 그것은 계속되었다. 그러나 12세기 르네상스 시기에 국가 권력이 점차 중앙집권화되면서 유럽은 다시 활력을 되찾기 시작했다.

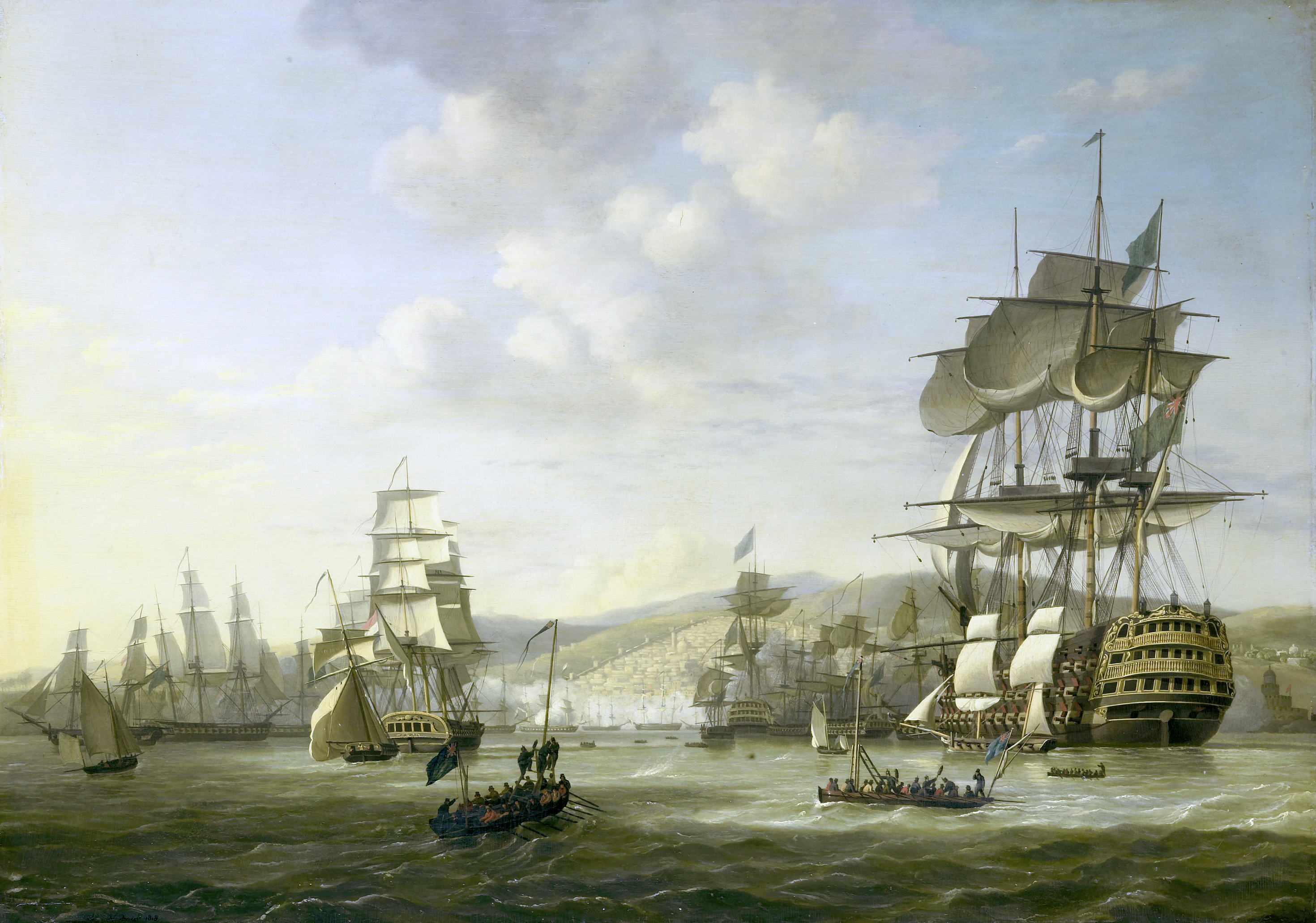
1816년 8월, 유럽 노예 해방을 요구하는 최후통첩을 지지하기 위한 영국-네덜란드 함대의 알제 전투

아나톨리아에 기반을 둔 오스만 세력은 계속 성장하여 1453년 콘스탄티노폴리스 함락으로 동로마 제국을 멸망시켰다. 오스만 선장 바르바로스 하이레딘 파샤는 프레베자 해전 (1538)의 승리로 이러한 지배를 상징하며, 트리폴리와 동부 지중해를 오스만 통치에 개방했다. 유럽 강대국의 해군력이 증강되면서, 그들은 레판토 해전 (1571)으로 오스만 해군의 힘을 약화시키며 이 지역에서 오스만 확장에 맞섰다. 이것은 주로 갤리선 사이에서 벌어진 마지막 해전이었다.
북서아프리카의 바르바리 해적은 서부 지중해에서 기독교 선박과 해안선을 약탈했다. 로버트 데이비스에 따르면, 16세기부터 19세기까지 해적은 100만에서 125만 명의 유럽인을 노예로 잡았다.
해양 운송의 발전은 지중해 전체에 영향을 미치기 시작했다. 한때 서유럽과 동양 간의 대부분의 무역은 이 지역을 통과했지만, 1490년대 이후 인도양으로 가는 해상 경로가 개발되면서 아시아의 향신료와 기타 상품이 서유럽의 대서양 항구를 통해 수입될 수 있게 되었다.

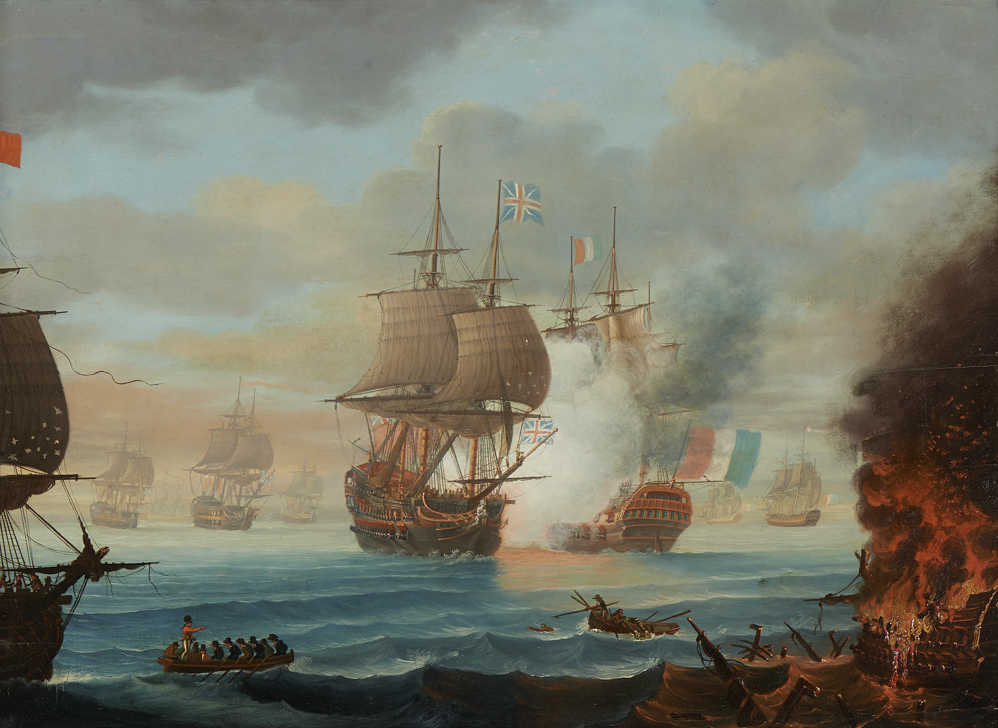
1798년 8월, 프랑스의 이집트 침공 중 나일 해전

이 바다는 전략적으로 중요하게 남아 있었다. 영국의 지브롤터 지배는 아프리카와 서남아시아에서의 영향력을 보장했다. 특히 아부키르 (1799, 나일 해전)와 트라팔가르 (1805) 해전 이후 영국은 오랫동안 지중해에서의 지배력을 강화했다. 전쟁에는 제1차 세계 대전 중 지중해 해전과 제2차 세계 대전 지중해 전역이 포함된다.
1869년 잠금 장치가 없는 수에즈 운하가 개통되면서 유럽과 아시아 간의 무역 흐름은 근본적으로 변화했다. 가장 빠른 경로는 이제 지중해를 통해 동아프리카와 아시아로 이어졌다. 이는 지중해 국가와 중부 및 동부 유럽과의 직접 연결성을 가진 트리에스테와 같은 항구에 대한 선호를 가져왔고, 이들 항구는 급격한 경제 성장을 경험했다. 20세기에는 1차 세계 대전과 2차 세계 대전, 그리고 수에즈 위기와 냉전이 무역로를 유럽 북부 항구로 이동시켰으며, 이는 유럽 통합, 비단길 활성화 및 자유 무역을 통해 다시 남부 항구로 변화했다.

### 21세기와 이주
2013년 몰타 대통령은 지중해를 "묘지"라고 묘사했는데, 보트가 전복되어 익사한 이주민이 많았기 때문이다. 유럽 의회 의장은 2014년에 유럽의 이주 정책이 "지중해를 묘지로 만들었다"고 말하며, 이 지역에서 정책의 직접적인 결과로 익사한 난민의 수를 언급했다. 아제르바이잔의 한 관리는 이 바다를 "사람들이 죽는... 매장지"라고 묘사했다.
2013년 람페두사 이주민 선박 침몰 사고 이후, 이탈리아 정부는 이주민을 구조하고 인신매매범을 체포하기 위한 군사 및 인도주의 임무인 "마레 노스트룸 작전"을 승인하여 지중해 순찰 체계를 강화하기로 결정했다. 2015년에는 100만 명 이상의 이주민이 지중해를 건너 유럽으로 들어왔다.
이탈리아는 유럽 난민 위기의 영향을 특히 많이 받았다. 2013년 이후 70만 명 이상의 이주민이 이탈리아에 상륙했으며, 주로 사하라 이남 아프리카인이었다.

## 지리
지중해는 다음을 연결한다.
- 서쪽의 지브롤터 해협("헤라클레스의 기둥"으로 알려짐)을 통해 대서양과 연결된다.[52]
- 동쪽의 다르다넬스 해협 및 보스포루스 해협을 통해 각각 마르마라해 및 흑해와 연결된다.[53]

해안선 길이는 약 46,000 km (29,000 mi)이다.
남동쪽의 길이 163 km (101 mi)인 인공 수에즈 운하는 수위가 본질적으로 같기 때문에 잠금 장치 없이 지중해를 홍해와 연결한다.
전형적인 지중해성 기후는 덥고 건조한 여름과 온화하고 비가 오는 겨울을 특징으로 한다. 이 지역의 작물로는 올리브, 포도, 오렌지, 탄제린, 케럽 및 코르크 등이 있다.

### 주변 바다

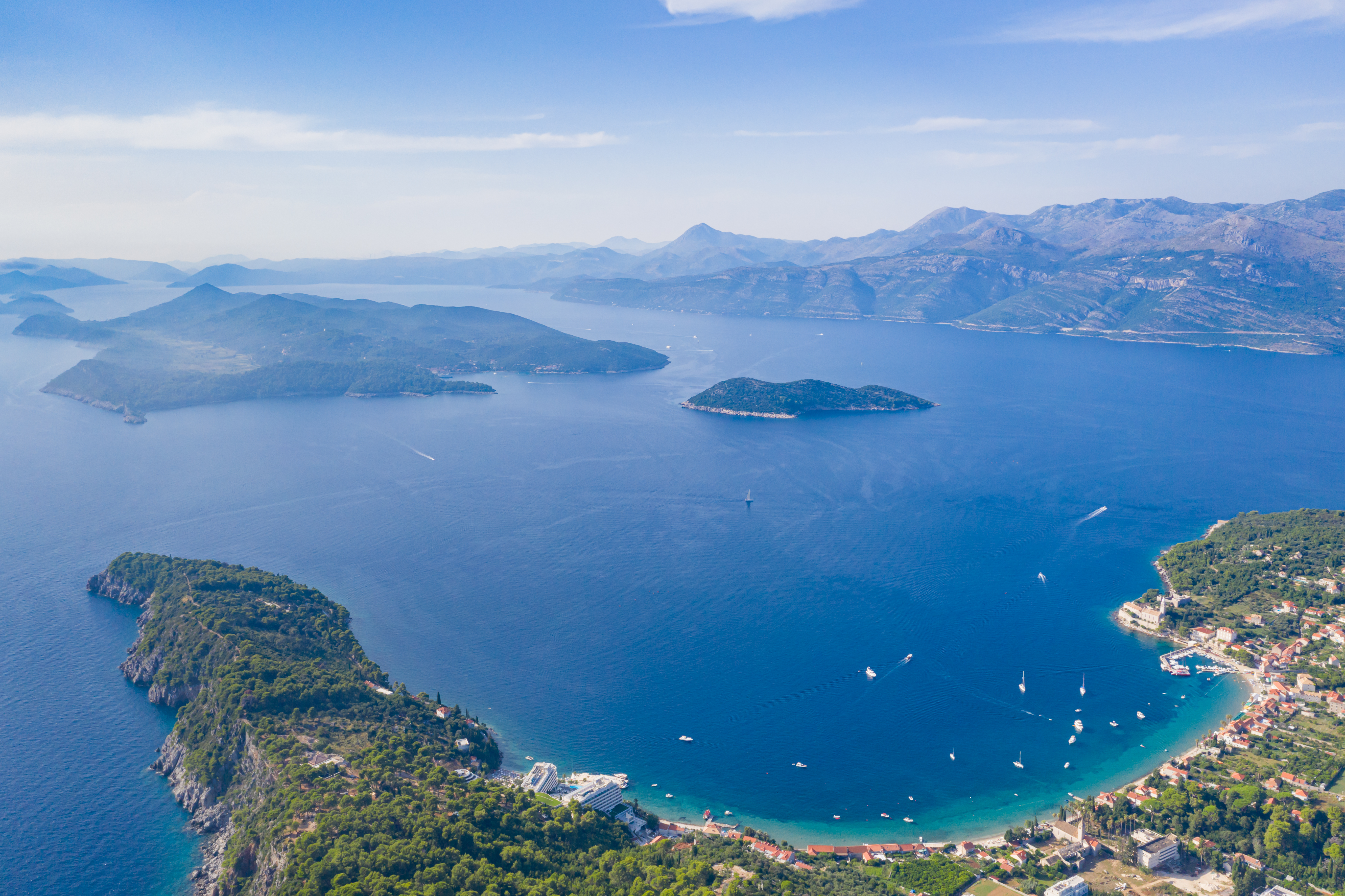
크로아티아 해안의 엘라피티 제도. 아드리아해에는 1200개 이상의 섬과 작은 섬이 있다.

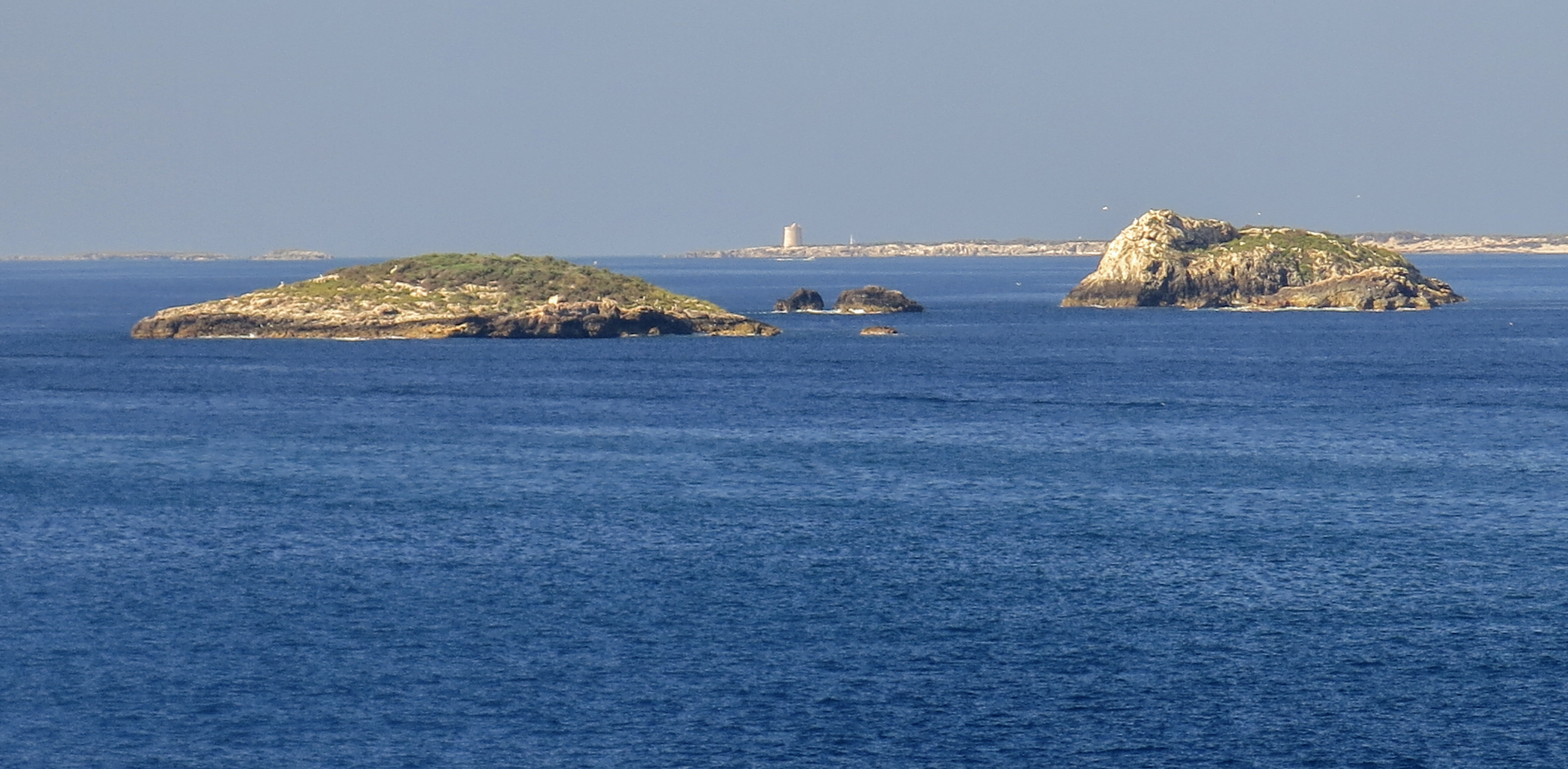
에스 말빈스, 발레아레스해

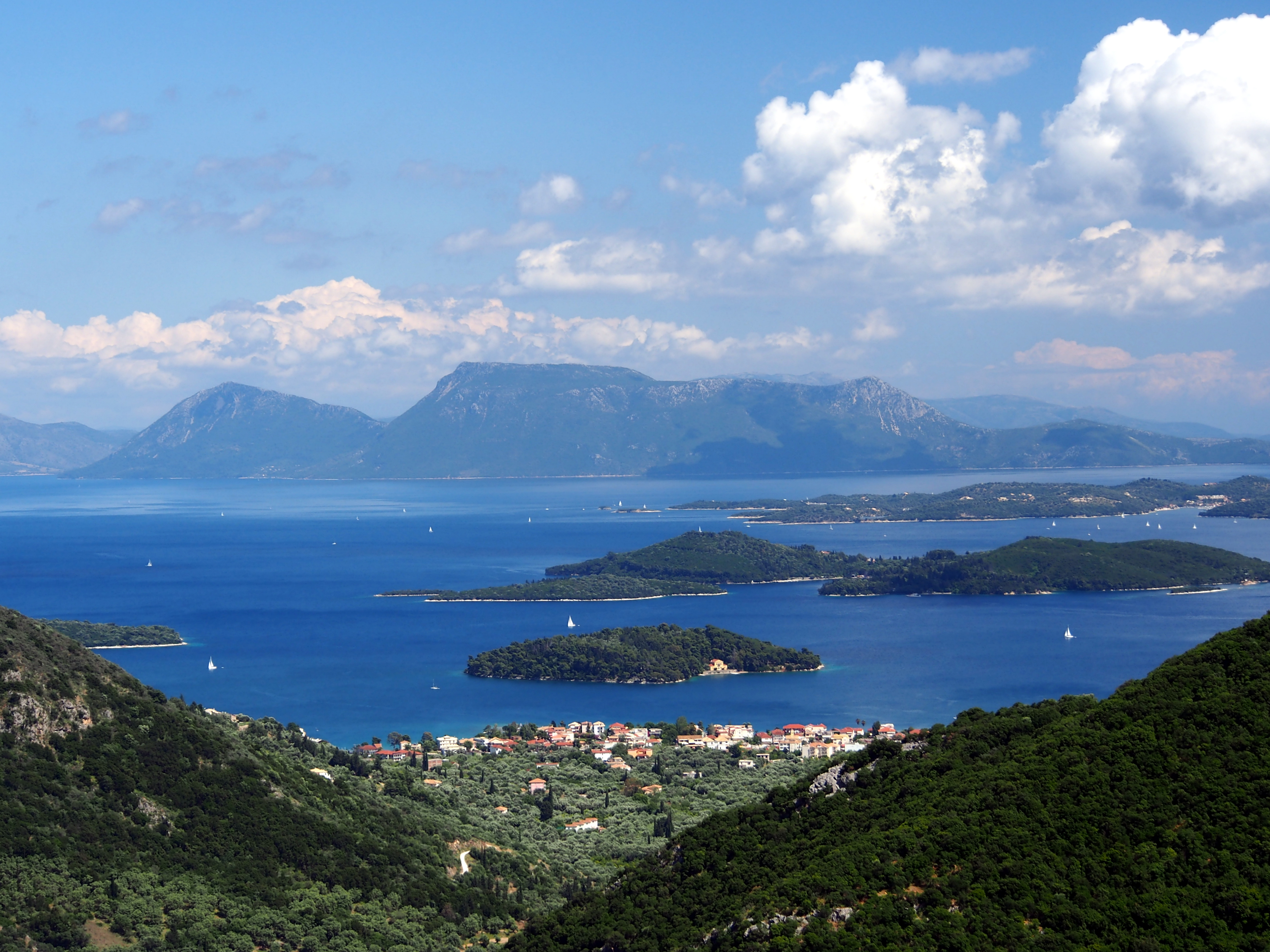
이오니아해, 그리스 레프카다 섬에서 본 모습

지중해에는 15개의 주변 바다가 포함되어 있다.
| 번호 | 바다         | 면적            | 면적                   | 주변 국가 및 영토                                                                                       |
| 번호 | 바다         | km2             | sq mi                  | 주변 국가 및 영토                                                                                       |
| ---- | ------------ | --------------- | ---------------------- | --- |
| 1    | 리비아해     | 350,000         | 140,000                | 리비아, 그리스, 몰타, 이탈리아                                                                          |
| 2    | 레반트해     | 320,000         | 120,000                | 튀르키예, 시리아, 레바논, 이스라엘, 팔레스타인, 이집트, 그리스, 키프로스, 아크로티리 데켈리아 주권 기지 |
| 3    | 티레니아해   | 275,000         | 106,000                | 이탈리아, 프랑스                                                                                        |
| 4    | 에게해       | 214,000         | 83,000                 | 그리스, 튀르키예                                                                                        |
| 5    | 이카리아해   | (에게해의 일부) | (에게해의 일부)        | 그리스                                                                                                  |
| 6    | 미르툰해     | (에게해의 일부) | (에게해의 일부)        | 그리스                                                                                                  |
| 7    | 트라키아해   | (에게해의 일부) | (에게해의 일부)        | 그리스, 튀르키예                                                                                        |
| 8    | 이오니아해   | 169,000         | 65,000                 | 그리스, 알바니아, 이탈리아                                                                              |
| 9    | 발레아레스해 | 150,000         | 58,000                 | 스페인                                                                                                  |
| 10   | 아드리아해   | 138,000         | 53,000                 | 알바니아, 보스니아 헤르체고비나, 크로아티아, 이탈리아, 몬테네그로, 슬로베니아                           |
| 11   | 사르데냐해   | 120,000         | 46,000                 | 이탈리아, 스페인                                                                                        |
| 12   | 크레타만     | 95,000          | 37,000 (에게해의 일부) | 그리스                                                                                                  |
| 13   | 리구리아해   | 80,000          | 31,000                 | 이탈리아, 프랑스                                                                                        |
| 14   | 알보란해     | 53,000          | 20,000                 | 스페인, 모로코, 알제리, 지브롤터                                                                        |
| 15   | 마르마라해   | 11,500          | 4,400                  | 튀르키예                                                                                                |
| –    | 기타         | 500,000         | 190,000                | 만, 해협, 해협 및 특정 바다의 이름을 가지지 않는 기타 부분으로 구성된다.                                |
| 총합 | 지중해       | 2,500,000       | 970,000                | |

참고 1: 국제 수로 기구는 이 지역을 서부 분지의 일반적인 지중해로 정의한다. 사르데냐해라는 명칭은 인정하지 않는다.
참고 2: 트라키아해와 미르툰해는 에게해의 일부인 바다이다.
참고 3: 흑해는 포함되지 않는다.

### 범위

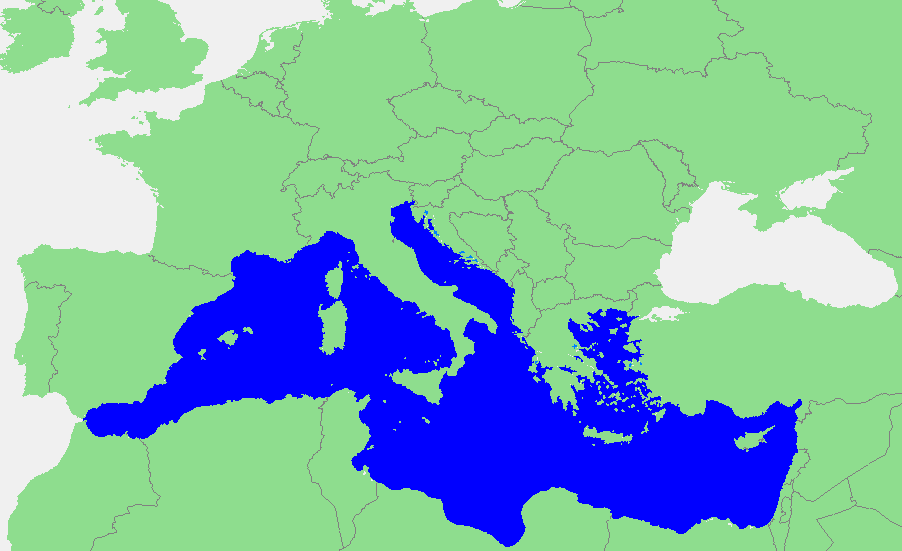
지중해의 경계

국제 수로 기구는 지중해의 경계를 다음과 같이 정의한다. 서쪽의 지브롤터 해협부터 동쪽의 다르다넬스 해협과 수에즈 운하 입구까지 뻗어 있는 지중해는 유럽, 아프리카, 아시아 해안에 둘러싸여 있으며 두 개의 깊은 분지로 나뉜다.
- 서부 분지:
  - 서쪽: 트라팔가르곶 (스페인)과 스파르텔곶 (아프리카)의 끝을 잇는 선
  - 북동쪽: 이탈리아 서해안. 메시나 해협에서는 파치 곶 (동경 15°42′)의 북단과 시칠리아 섬의 동쪽 끝인 펠로로 곶을 잇는 선. 시칠리아 북해안
  - 동쪽: 시칠리아의 서쪽 지점인 릴리베오 곶 (북위 37° 47′  동경 12° 22′  / 북위 37.783°  동경 12.367° )을 통해 어드벤처 뱅크를 거쳐 본 곶 (튀니지)까지 잇는 선
- 동부 분지:
  - 서쪽: 서부 분지의 북동쪽 및 동쪽 경계
  - 북동쪽: 쿰칼레 (동경 26°11′)와 다르다넬스 해협의 서쪽 입구인 헬레스 곶을 잇는 선
  - 남동쪽: 수에즈 운하 입구
  - 동쪽: 레바논, 시리아, 이스라엘 및 팔레스타인 (가자 지구를 통과) 해안

### 수문학

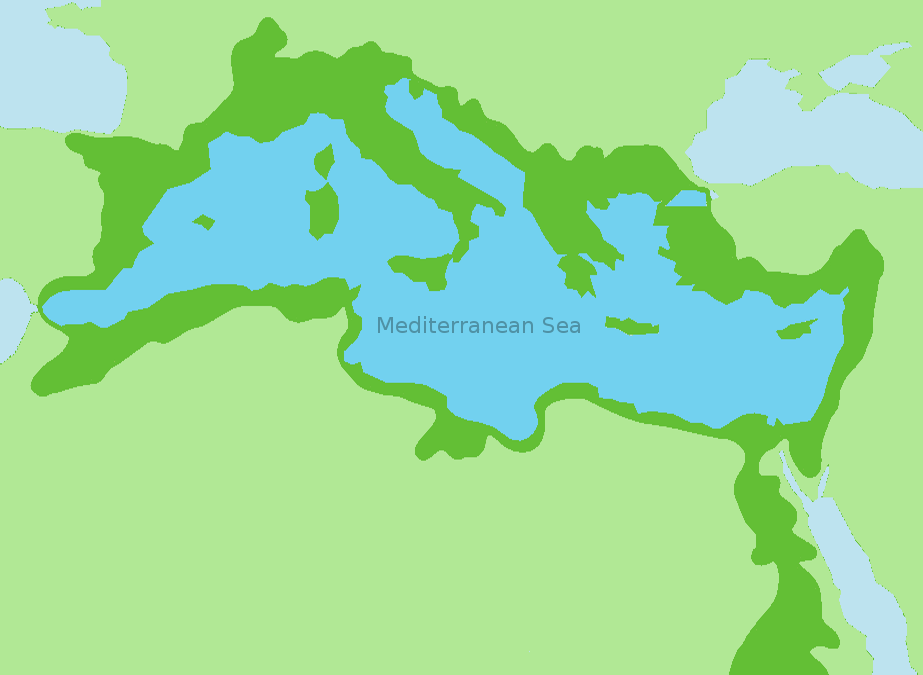
지중해 유역의 대략적인 범위 (진한 녹색). 나일강 유역은 부분적으로만 표시됨

지중해의 유역은 특히 이질적이며 지중해 지역보다 훨씬 넓게 뻗어 있다. 그 면적은 비활성 부분(사막)을 포함하는지 여부에 따라 4,000,000 and 5,500,000 km2 (1,500,000 and 2,100,000 mi2) 사이로 추정된다. 지중해로 흐르는 가장 긴 강은 나일강으로, 적도 아프리카에서 발원한다. 나일강 유역은 지중해 유역의 약 3분의 2를 차지하며 르웬조리 산맥과 같은 높은 지역도 포함한다. 아프리카의 다른 중요한 강으로는 아틀라스산맥 북쪽에 있는 물루야강과 첼리프강이 있다. 아시아에서는 토로스산맥 남쪽에 있는 제이한강과 세이한강이 있다. 유럽에서는 론강, 에브로강, 포강, 마리차강의 유역이 가장 크다. 론강 유역은 가장 넓고 쥐라산맥 북쪽까지 뻗어 있으며, 심지어 알프스산맥 북쪽 지역도 포함한다. 에브로강, 포강, 마리차강의 유역은 각각 피레네산맥, 알프스산맥, 발칸산맥 남쪽에 위치하며, 이들은 남유럽을 경계 짓는 주요 산맥이다.
연간 총 강수량은 지중해 분지의 유럽 지역, 특히 알프스(‘유럽의 워터 타워’) 및 기타 높은 산맥 근처에서 훨씬 높다. 결과적으로 론강과 포강의 강 수량은 나일강의 유역이 훨씬 더 넓음에도 불구하고 나일강과 유사하다. 이들 강만이 평균 유량이 1,000 m3/s (35,000 cu ft/s)을 초과한다. 큰 자연 담수원으로는 빅토리아호 (나일강 유역), 레만호 (론강), 이탈리아 호수 (포강)가 있다. 지중해 유역은 유럽에서는 다른 강 유역과 경계를 이루지만, 다른 지역에서는 본질적으로 내륙유역 또는 사막과 경계를 이룬다.
다음 국가는 지중해 해안선이 없지만 지중해 유역에 속한다.
- 유럽: 다양한 강을 통해[68] 안도라,[주 2] 불가리아,[주 3] 코소보,[주 4] 북마케도니아,[주 5] 산마리노,[주 6] 세르비아,[주 7] 그리고 스위스.[주 8]
- 아프리카: 나일강을 통해[71] 콩고 민주 공화국, 부룬디, 에리트레아, 에티오피아, 케냐, 르완다, 남수단, 수단, 탄자니아, 우간다.

### 해안 국가

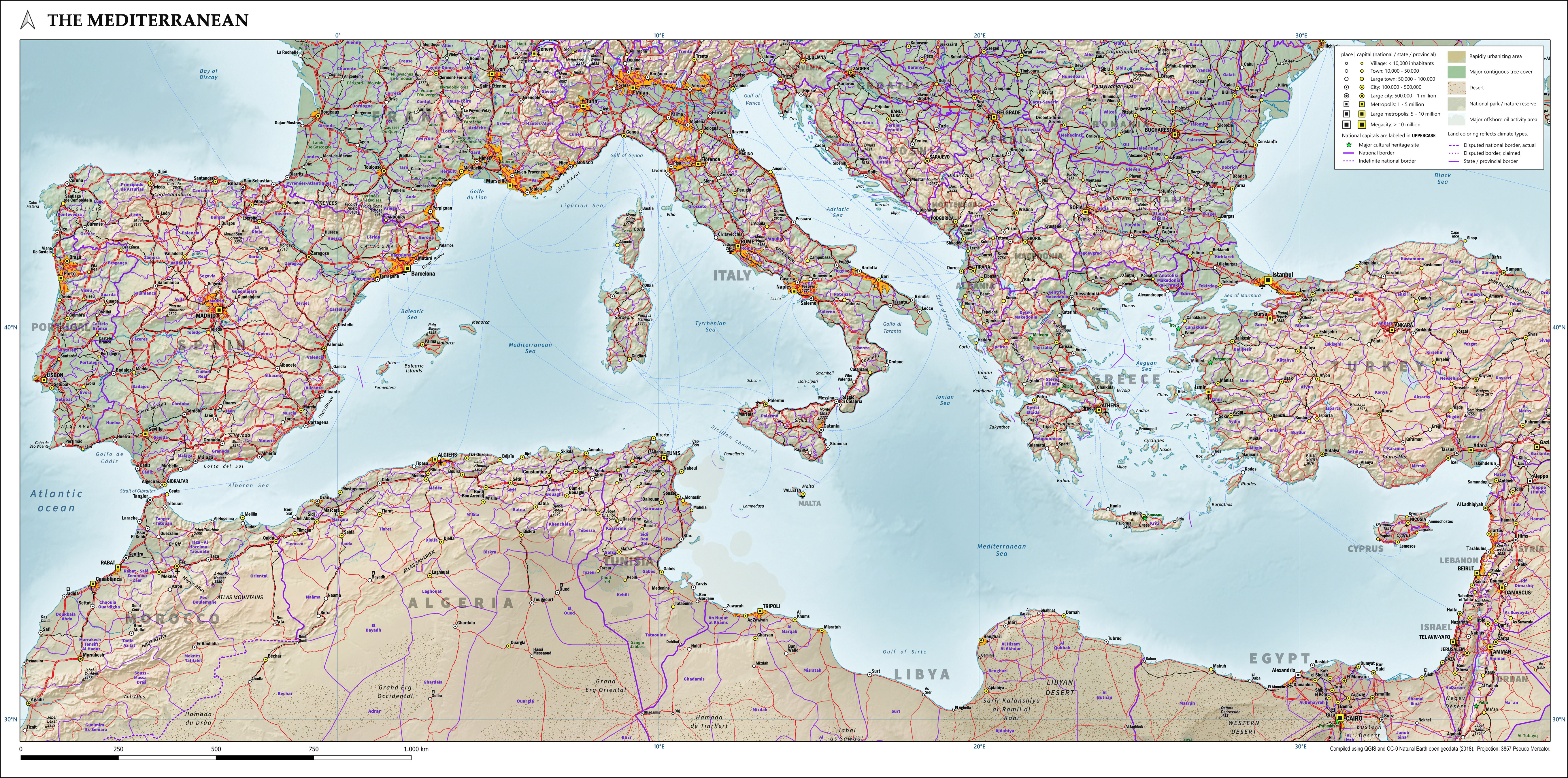
2020년 오픈 내추럴 어스 데이터에서 본 지중해 지도

다음 국가는 지중해 해안선을 가지고 있다.
- 유럽: 스페인, 프랑스, 이탈리아, 몰타, 모나코, 슬로베니아, 크로아티아, 보스니아 헤르체고비나, 몬테네그로, 알바니아, 그리스
- 중동: 튀르키예, 시리아, 레바논, 이스라엘, 팔레스타인, 그리고 키프로스 섬
- 북아프리카: 모로코, 알제리, 튀니지, 리비아, 이집트

### 배타적 경제 수역
지중해의 배타적 경제 수역:
| 번호 | 국가                  | 면적      | 면적    |
| 번호 | 국가                  | km2       | sq mi   |
| ---- | --------------------- | --------- | ------- |
| 1    | 이탈리아              | 541,915   | 209,235 |
| 2    | 그리스                | 493,708   | 190,622 |
| 3    | 리비아                | 355,604   | 137,299 |
| 4    | 스페인                | 260,000   | 100,000 |
| 5    | 이집트                | 169,125   | 65,300  |
| 6    | 알제리                | 128,843   | 49,747  |
| 7    | 튀니지                | 102,047   | 39,401  |
| 8    | 프랑스                | 88,389    | 34,127  |
| 9    | 키프로스              | 80,412    | 31,047  |
| 10   | 튀르키예              | 72,195    | 27,875  |
| 11   | 크로아티아            | 59,032    | 22,792  |
| 12   | 몰타                  | 55,542    | 21,445  |
| 13   | 이스라엘              | 25,139    | 9,706   |
| 14   | 레바논                | 19,265    | 7,438   |
| 15   | 모로코                | 18,302    | 7,066   |
| 16   | 북키프로스            | 17,676    | 6,825   |
| 17   | 알바니아              | 13,691    | 5,286   |
| 18   | 시리아                | 10,189    | 3,934   |
| 19   | 몬테네그로            | 7,745     | 2,990   |
| 20   | 팔레스타인            | 2,591     | 1,000   |
| 21   | 모나코                | 288       | 111     |
| 22   | 슬로베니아            | 220       | 85      |
| 23   | 보스니아 헤르체고비나 | 50        | 19      |
| 24   | 영국                  | 6.8       | 2.6     |
| 총합 | 지중해                | 2,500,000 | 970,000 |

### 하위 구분

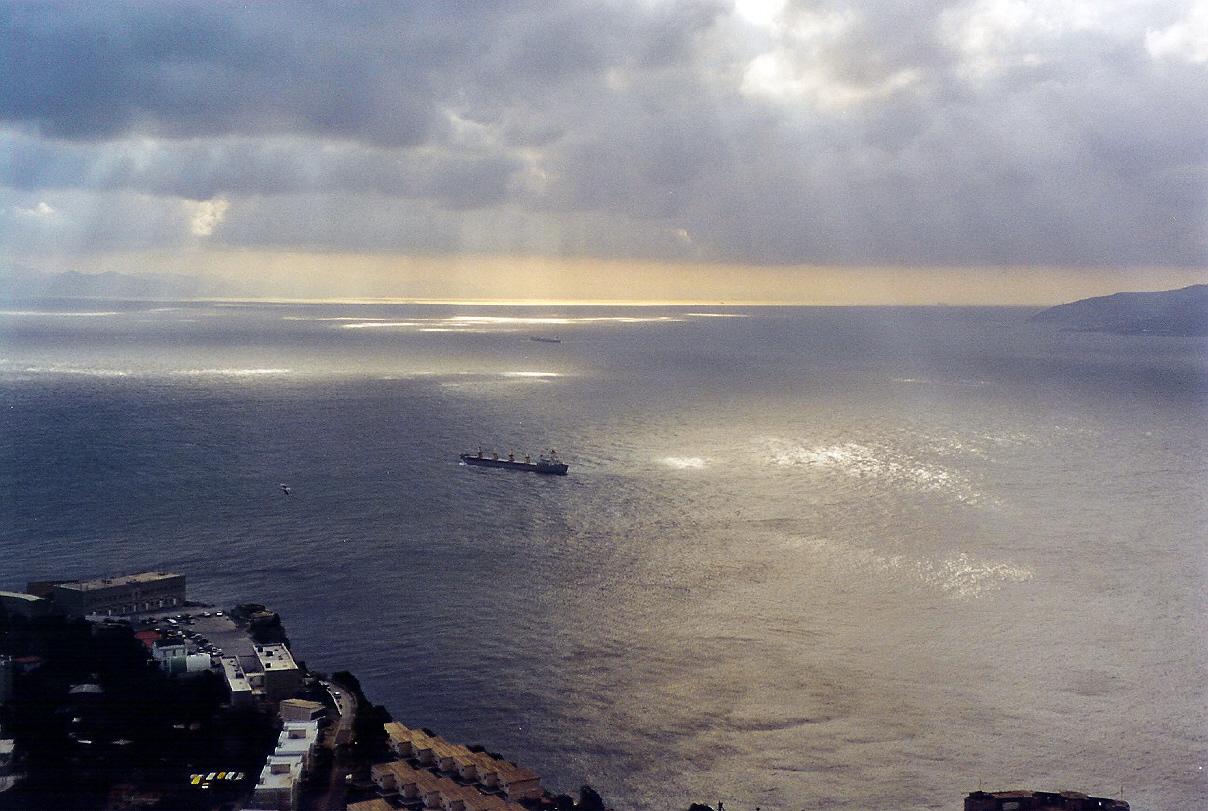
지브롤터에서 본 아프리카 (왼쪽, 수평선)와 유럽 (오른쪽)

국제 수로 기구 (IHO)는 지중해를 여러 개의 더 작은 수역으로 나누는데, 각각 고유한 명칭을 가지고 있다 (서쪽에서 동쪽으로):
- 지브롤터 해협
- 알보란해, 스페인과 모로코 사이
- 발레아레스해, 스페인 본토와 발레아레스 제도 사이
- 리구리아해, 코르시카와 리구리아 (이탈리아) 사이
- 티레니아해, 사르데냐, 코르시카, 이탈리아반도와 시칠리아로 둘러싸인 해역
- 이오니아해, 이탈리아, 알바니아와 그리스 사이
- 아드리아해, 이탈리아, 슬로베니아, 크로아티아, 보스니아 헤르체고비나, 몬테네그로와 알바니아 사이
- 에게해, 그리스와 터키 사이

### 가장 큰 섬

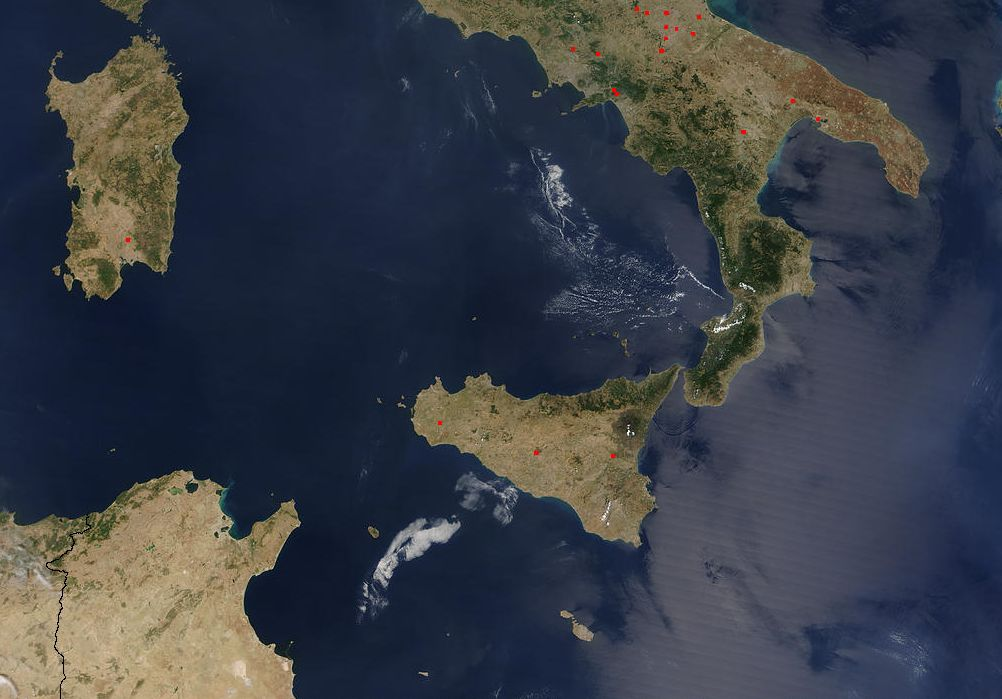
지중해의 두 큰 섬: 시칠리아와 사르데냐 (이탈리아)

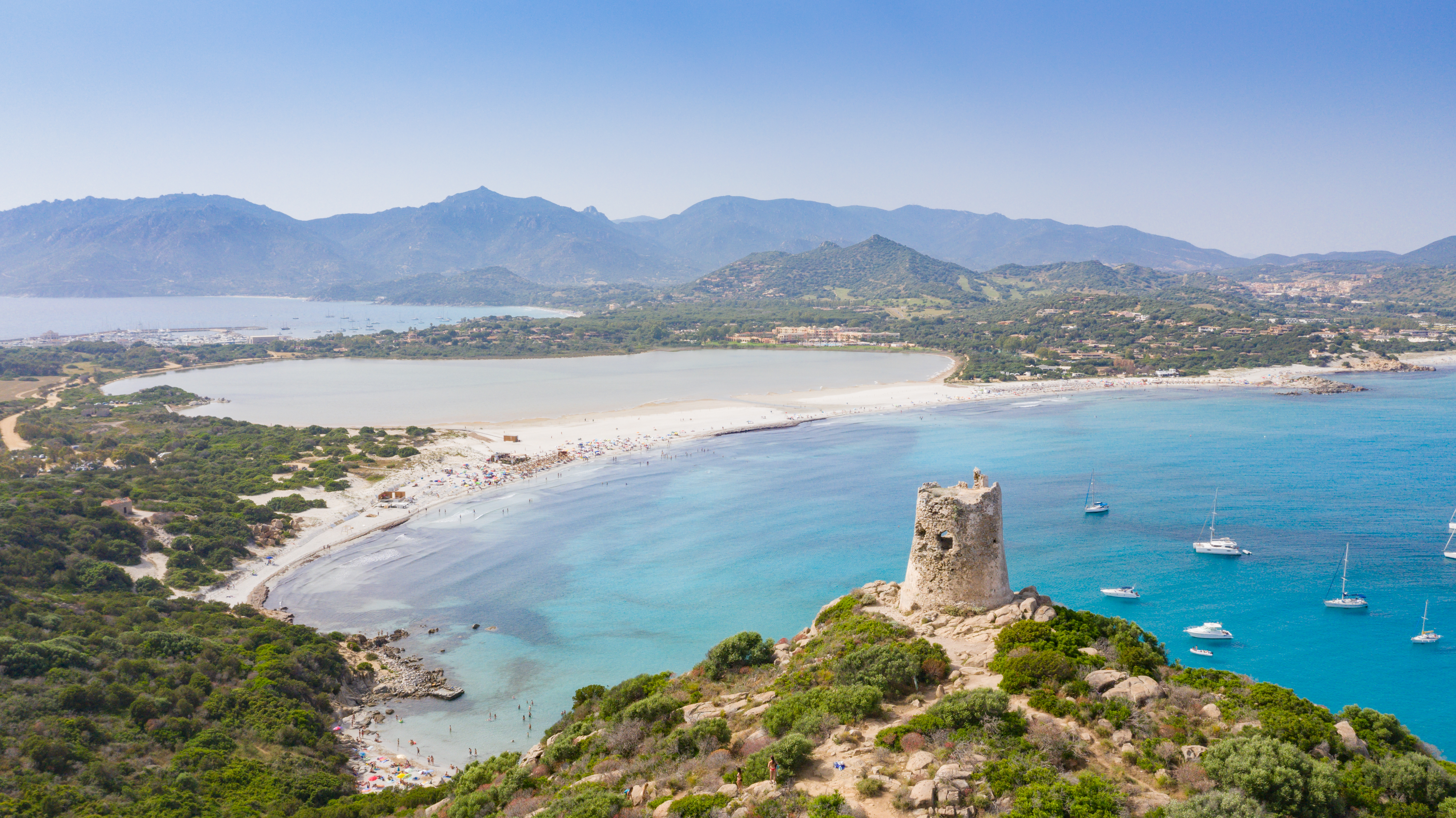
16세기 사르데냐 해안의 망루

지중해에는 약 10,000개의 섬과 작은 섬이 있으며, 이 중 약 250개는 영구적으로 사람이 거주한다. 아래 표에는 크기별로 가장 큰 10개 섬이 나열되어 있다.
| 국가     | 섬         | 면적   | 면적  | 인구      |
| 국가     | 섬         | km2    | sq mi | 인구      |
| -------- | ---------- | ------ | ----- | --------- |
| 이탈리아 | 시칠리아   | 25,460 | 9,830 | 5,048,995 |
| 이탈리아 | 사르데냐   | 23,821 | 9,197 | 1,672,804 |
| 키프로스 | 키프로스   | 9,251  | 3,572 | 1,088,503 |
| 스페인   | 마요르카섬 | 3,640  | 1,410 | 869,067   |
| 그리스   | 크레타     | 8,336  | 3,219 | 623,666   |
| 프랑스   | 코르시카   | 8,680  | 3,350 | 299,209   |
| 그리스   | 에비아섬   | 3,655  | 1,411 | 218,000   |
| 튀니지   | 제르바섬   | 514    | 198   | 182,911   |
| 스페인   | 이비사섬   | 572    | 221   | 159,180   |
| 그리스   | 로도스섬   | 1,400  | 540   | 117,007   |
| 그리스   | 케르키라섬 | 641    | 247   | 101,600   |
| 스페인   | 메노르카섬 | 696    | 269   | 99,005    |
| 그리스   | 레스보스섬 | 1,632  | 630   | 90,643    |
| 그리스   | 히오스섬   | 842    | 325   | 51,936    |

### 기후
지중해 해안의 대부분은 고온 지중해성 기후를 누린다. 그러나 남동 해안의 대부분은 고온 사막 기후이며, 스페인 동부(지중해성) 해안의 대부분은 냉량 스텝 기후인 반면, 이탈리아 북부(아드리아해) 해안의 대부분은 온난 습윤 기후를 보인다. 드물기는 하지만 열대성 사이클론이 지중해에서 가끔 발생하며, 주로 9월에서 11월 사이에 발생한다.

#### 해수 온도
|              | 1월     | 2월     | 3월     | 4월     | 5월     | 6월     | 7월     | 8월     | 9월     | 10월    | 11월    | 12월    | 연평균      |
| ------------ | ------- | ------- | ------- | ------- | ------- | ------- | ------- | ------- | ------- | ------- | ------- | ------- | ----------- |
| 말라가       | 16 (61) | 15 (59) | 16 (61) | 16 (61) | 18 (64) | 20 (68) | 22 (72) | 23 (73) | 22 (72) | 20 (68) | 18 (64) | 17 (63) | 18.6 (65.5) |
| 바르셀로나   | 13 (55) | 12 (54) | 13 (55) | 14 (57) | 17 (63) | 20 (68) | 23 (73) | 25 (77) | 23 (73) | 20 (68) | 17 (63) | 15 (59) | 17.8 (64.0) |
| 마르세유     | 13 (55) | 13 (55) | 13 (55) | 14 (57) | 16 (61) | 18 (64) | 21 (70) | 22 (72) | 21 (70) | 18 (64) | 16 (61) | 14 (57) | 16.6 (61.9) |
| 나폴리       | 15 (59) | 14 (57) | 14 (57) | 15 (59) | 18 (64) | 22 (72) | 25 (77) | 27 (81) | 25 (77) | 22 (72) | 19 (66) | 16 (61) | 19.3 (66.7) |
| 몰타         | 16 (61) | 16 (61) | 15 (59) | 16 (61) | 18 (64) | 21 (70) | 24 (75) | 26 (79) | 25 (77) | 23 (73) | 21 (70) | 18 (64) | 19.9 (67.8) |
| 베네치아     | 11 (52) | 10 (50) | 11 (52) | 13 (55) | 18 (64) | 22 (72) | 25 (77) | 26 (79) | 23 (73) | 20 (68) | 16 (61) | 14 (57) | 17.4 (63.3) |
| 아테네       | 16 (61) | 15 (59) | 15 (59) | 16 (61) | 18 (64) | 21 (70) | 24 (75) | 24 (75) | 24 (75) | 21 (70) | 19 (66) | 18 (64) | 19.3 (66.7) |
| 이라클리오   | 16 (61) | 15 (59) | 15 (59) | 16 (61) | 19 (66) | 22 (72) | 24 (75) | 25 (77) | 24 (75) | 22 (72) | 20 (68) | 18 (64) | 19.7 (67.5) |
| 안탈리아     | 17 (63) | 17 (63) | 16 (61) | 17 (63) | 21 (70) | 24 (75) | 27 (81) | 29 (84) | 27 (81) | 25 (77) | 22 (72) | 19 (66) | 21.8 (71.2) |
| 리마솔       | 18 (64) | 17 (63) | 17 (63) | 18 (64) | 20 (68) | 24 (75) | 26 (79) | 28 (82) | 27 (81) | 25 (77) | 22 (72) | 19 (66) | 21.7 (71.1) |
| 메르신       | 18 (64) | 17 (63) | 17 (63) | 18 (64) | 21 (70) | 25 (77) | 28 (82) | 29 (84) | 28 (82) | 25 (77) | 22 (72) | 19 (66) | 22.3 (72.1) |
| 텔아비브     | 18 (64) | 17 (63) | 17 (63) | 18 (64) | 21 (70) | 24 (75) | 27 (81) | 28 (82) | 28 (82) | 26 (79) | 23 (73) | 20 (68) | 22.3 (72.1) |
| 알렉산드리아 | 18 (64) | 17 (63) | 17 (63) | 18 (64) | 20 (68) | 23 (73) | 25 (77) | 26 (79) | 26 (79) | 25 (77) | 22 (72) | 20 (68) | 21.4 (70.5) |

## 해저
지중해는 아프리카판이 유라시아판 아래로 섭입하면서 형성된 수많은 수중 지질적 특징을 가지고 있다. 이 바다는 시칠리아 섬에서 아프리카 해안으로 이어지는 몰타 단층애를 따라 서부와 동지중해 지역으로 자연적으로 나뉜다.
서부 지중해 지역은 세 가지 주요 수중 분지로 나눌 수 있다.
- 알보란해 분지는 모로코와 스페인 해안 사이에 위치하며, 지브롤터 동쪽, 사르데냐와 코르시카 서쪽에 자리잡고 있어 대서양과 지중해 사이의 관문 역할을 하며 생물 다양성 핫스팟이다.[96]
- 알제리 분지는 알제리 해안에서 프랑스 해안까지 뻗어 있으며, 최대 2,800 미터 (9,200 ft)의 깊이를 포함한다.[97] 특히 알제리, 리비아, 튀니지 해안에서는 상당한 탄화수소 탐사가 있었다.[98] 캄피 플레그레이 마르 시칠리아는 시칠리아 남서쪽 약 40 킬로미터 (25 mi) 지점에 위치한 해저화산 지대로, 해수면에 매우 가깝게 위치하며 중요한 분출 시에는 일시적으로 해수면 위로 모습을 드러내기도 한다. 여기에는 그레이엄 섬과 엠페도클레스가 포함된다.[99]
- 티레니아 분지, 또한 티레니아해라고도 불리며, 이탈리아와 사르데냐, 코르시카 섬 사이에 위치한다.[91][92] 이 분지에는 나폴리 남쪽 약 175 킬로미터 (109 mi) 지점의 티레니아해에 있는 큰 해저화산인 마르실리와, 티레니아해에서 가장 큰 해산 중 하나인 팔리누로 해산이 포함되며, 마르실리에서 북동쪽으로 약 30 킬로미터 (19 mi) 떨어져 있다. 마르실리는 유럽에서 가장 큰 화산 중 하나로, 길이는 70 킬로미터 (43 mi), 폭은 30km로, 에트나산보다 크고 에올리에 제도 화산호의 일부이다.[100]

동지중해 지역은 또한 다음과 같은 수중 분지로 세분될 수 있다.
- 이오니아 분지는 이탈리아, 알바니아, 그리스 남쪽에 뻗어 있는 깊고 좁은 해양 분지로, 이오니아해에 위치한 칼립소 해연을 포함한다. 이곳은 헬레닉 해구에 있으며, 그리스 필로스에서 남서쪽으로 62.6 킬로미터 (38.9 mi) 떨어진 곳으로, 최대 수심은 약 4,900 미터 (16,000 ft)에 달하여 지중해에서 가장 깊은 지점이다.[91]
- 아나톨리아 남쪽의 레반트해 분지는 지중해 해령을 경계로 이오니아 분지와 분리된다. 칼라브리아에서 크레타 남쪽을 따라 터키 남서쪽 끝까지 뻗어 있는 길이 1,300-킬로미터 (810 mi)-의 해저 산맥은 150-to-300-킬로미터 (93 to 186 mi)-폭의 곡선형 지형이며, 이화산과 돔형 구조로도 유명하며 메시나절 염분 위기에 대한 연구 대상이 되어 왔다.[93] 에라토스테네스 해산, 즉 탄산염 해산은 키프로스 서부 남쪽 약 100 킬로미터 (62 mi) 지점의 레반트 분지에서 발견된다.
- 크레타 섬은 레반트 분지를 에게해와 구분하는데, 에게해는 크레타 북쪽의 지중해 부분으로 동쪽으로는 튀르키예 해안, 서쪽과 북쪽으로는 그리스 해안과 접해 있다. 수많은 그리스 섬과 해산이 에게해에 위치한다.[91][101] 그리고
- 아드리아해는 동부 지중해 본체 북서쪽에 위치하며, 동쪽으로는 슬로베니아, 크로아티아, 보스니아 헤르체고비나, 몬테네그로, 알바니아와 접하고, 서쪽과 북쪽으로는 이탈리아와 접해 있다.[91][92]

1960년대까지 지중해는 한때 동반구를 둘러싸고 있던 고대 (2억 년 전) 중생대 테티스해의 주요 잔존 부분으로 여겨졌다. 그러나 20세기 후반부터 해저 확장 이론을 이용한 연구는 현재 지중해 해저의 대부분이 테티스 해저의 일부가 아님을 시사했다. 이는 신테티스라고 불리는 구조적으로 더 젊은 분지로, 후기 트라이아스기와 초기 쥐라기 동안 아프리카판과 유라시아판의 수렴으로 처음 형성되었다. 일부 연구자는 몰타 단층애 동쪽에 위치한 이오니아 분지를 테티스해의 잔존물로 간주한다. 지난 4,400만 년 동안 아프리카와 유라시아의 대륙판이 수렴하고 후퇴하면서 현재의 지질학적으로 활발한 분지와 주변 산맥이 형성되었다. 지질학적 데이터 해석에 따르면, 현재 아프리카와 유라시아가 충돌하는 여러 주요 지점이 있으며, 이는 육지 침수, 산맥 형성, 그리고 화산 활동을 유발한다.
1970년과 1975년에 시추된 퇴적물 코어는 약 600만 년 전 지중해가 현재 해수면보다 약 3,000 미터 (10,000 ft) 아래에 있었으며, 증발암 염으로 덮인 건조한 사막을 포함했다는 이론으로 이어졌다. 약 550만 년 전까지 지브롤터의 높은 산등성이가 대서양 물의 유입을 막았고, 그 후 이 산등성이가 붕괴되면서 지중해가 범람했다고 여겨졌다. 그러나 최근의 지진 및 미화석 연구에 따르면 해저가 완전히 마르지 않았다. 오히려 약 500만 년 전에는 해저가 깊이가 200 to 1,520 미터 (650 to 5,000 ft)에 이르는 다양한 지형과 크기를 가진 여러 분지로 구성되었다. 염은 아마도 다양한 깊이의 고염도 해수 바닥에 축적되었을 것이다. 해저 염 형성의 시기와 특성에 대한 불확실성, 그리고 후속 지진 연구 및 코어 샘플의 증거는 격렬한 과학적 논쟁의 대상이 되어 왔다.

### 몰타 단층애
몰타 단층애는 시칠리아 동해안에서 몰타 제도의 동해안까지 남쪽으로 뻗어 있는 길이 250-킬로미터 (160 mi)의 수중 석회암 급경사면으로, 주로 판 구조론 활동으로 형성되었다. 절벽을 따라 500개 이상의 해저 협곡이 있으며, 일부 지역에서는 높이가 3.5 킬로미터 (2.2 mi)에 달할 수 있다. 이 협곡에서는 풍부한 생물 군집을 찾을 수 있으며, 해저 해류로 인해 오염 물질과 영양소의 통로 역할도 한다. 이러한 깊은 계곡은 표면의 강 때문에 침식되지 않았다는 점에서 특별하다. 수중 산사태는 몰타 단층애에서 발견되는 자연 재해 중 하나이다. 몰타 대학교, 사우스햄튼 국립 해양학 센터, 뉴질랜드 국립 수질 및 대기 연구소, 유니버시티 칼리지 더블린 및 이탈리아 국립 해양학 및 응용 지구물리 연구소는 유럽 연합이 자금을 지원한 최근 연구에서 이 단층애에 초점을 맞춰 협력했다.

## 해양학

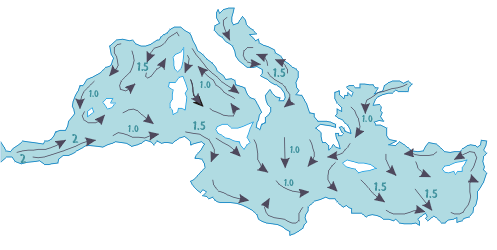
6월의 우세한 표층 해류

지중해에서는 증발이 강수량과 강물 유출을 크게 초과하며, 이 사실이 분지 내 수분 순환의 핵심이다. 증발은 특히 동부 절반에서 높아, 수위가 감소하고 염분이 동쪽으로 갈수록 증가한다. 이 분지의 평균 염분은 수심 5 m (16 ft)에서 38 PSU이다.
지중해의 가장 깊은 곳의 수온은 13.2 °C (55.8 °F)이다.
대서양으로부터의 순수 유입 수량은 약 70,000 m3/s 또는 2.2×1012 m3/a (7.8×1013 cu ft/a)이다. 이 대서양 물이 없었다면 지중해의 해수면은 연간 약 1 m (3 ft)의 속도로 하강했을 것이다.
해양학에서는 다른 지중해와 구별하기 위해 유라프리카 지중해, 유럽 지중해 또는 아프리카 지중해라고 부르기도 한다. 예를 들어 발트해나 북동 대서양과 구분하기 위해서이다.

### 일반적인 순환
지중해의 수분 순환은 지브롤터 해협을 통해 대서양에서 유입되는 표층수(그리고 보스포루스 해협을 통해 흑해에서 지중해로 유입되는 저염도 물)에 기인한다. 시원하고 비교적 저염도인 대서양 물은 북아프리카 해안을 따라 동쪽으로 순환한다. 표층수 일부는 시칠리아 해협을 통과하지 못하고 코르시카 쪽으로 편향된 후 지중해를 빠져나간다. 동부 지중해 분지로 유입되는 표층수는 가열되어 염분이 증가하여 초기 대서양 상태보다 밀도가 높아지고 가라앉아 레반트 중간수(LIW)를 형성한다. 지중해의 수심 50 and 600 m (160 and 2,000 ft) 사이에서 발견되는 물의 대부분은 LIW에서 유래한다.
LIW는 튀르키예 해안을 따라 형성되며, 그리스와 이탈리아 남부 해안을 따라 서쪽으로 순환한다. LIW는 시칠리아 해협을 서쪽으로 통과하는 유일한 해수이다. 시칠리아 해협을 지나면 LIW는 이탈리아, 프랑스, 스페인 해안을 따라 순환한 후 지브롤터 해협의 깊은 곳을 통해 지중해를 빠져나간다. 지중해의 심층수는 세 가지 주요 지역에서 기원하는데, 동부 지중해 심층수의 대부분이 기원하는 아드리아해, 에게해, 그리고 리옹만이다. 지중해의 심층수 형성은 보라와 같은 강한 한랭풍으로 촉진되는 강한 겨울 대류 때문에 발생한다. 새로운 심층수가 형성되면, 오래된 물은 상층의 중간층 물과 섞여 결국 지중해를 빠져나간다. 지중해의 물의 체류 시간은 약 100년으로, 지중해는 기후 변화에 특히 민감하다.

### 물 순환에 영향을 미치는 기타 사건
반폐쇄된 분지인 지중해는 단기간에 물 순환에 영향을 미칠 수 있는 일시적인 현상을 겪는다. 1990년대 중반, 에게해는 특히 추운 겨울 조건 이후 동부 지중해의 심층수 형성의 주요 지역이 되었다. 동부 지중해 심층수 기원의 이러한 일시적인 변화는 동부 지중해 일시적 현상(Eastern Mediterranean Transient, EMT)이라고 불리며 지중해 물 순환에 주요한 결과를 초래했다.
지중해 순환에 영향을 미치는 일시적인 현상의 또 다른 예는 그리스 해안의 이오니아해 북부에서 관찰되는 반시계 방향 해양 환류인 북이오니아 해류의 주기적인 역전이다. 이 해류의 회전이 반시계 방향에서 시계 방향으로 전환되면 해류를 형성하는 물의 원산지가 바뀐다. 순환이 반시계 방향일 때(가장 흔한 경우), 해류의 물은 아드리아해에서 유래한다. 순환이 시계 방향일 때, 물은 레반트해에서 유래한다. 이 물은 서로 다른 물리적, 화학적 특성을 가지고 있으며, 북이오니아 해류의 주기적인 역전(양식 진동 체계 또는 BiOS라고 불림)은 아드리아해와 레반트 지역 주변의 지중해 순환과 생물 지구 화학을 변화시킨다.

### 기후 변화
지중해는 수심이 얕아 기후 변화 기록의 핫스팟으로 간주되며, 실제로 1950년대 이후 전체 수심에 걸쳐 현저한 온도 상승을 기록하고 있다. 기후 예측에 따르면, 이 지역의 강수량 감소는 더 많은 증발을 초래하여 궁극적으로 해수 염도를 증가시킬 것이다. 온도 및 염도 증가의 결과로, 지중해는 21세기 말까지 더 층화될 가능성이 높으며, 이는 물 순환 및 생물지구화학에 상당한 영향을 미칠 것이다. 층화 및 온난화는 이미 동부 지중해가 대기로의 CO2 순 배출원이 되게 했다.
인간이 유발한 기후 변화는 최근 몇 년간 중요한 연구 주제가 된 해양 폭염의 발달에 점점 더 큰 역할을 하는 것으로 보인다. 특히 지중해에서는 서부와 동부 하위 분지의 여러 지역에서 기록상 전례 없는 최고 기온과 더 빈번하고 강렬하며 오래 지속되는 온난화 현상을 겪고 있다. 이러한 현상은 주로 해양 및 대기 요인의 조합 때문에 발생하며, 종종 고기압 체계로 유발되어 구름 양을 줄이고 해수면의 태양 흡수를 증가시킨다. 이는 저서 생물 군집의 대량 사망, 산호 백화 현상, 어획량 감소 및 종 분포 변화와 같은 해양 생태계에 파괴적인 영향을 미칠 수 있다. 극심한 온난화는 생물다양성 감소로 이어질 수 있으며 일부 서식지에 대한 실존적 위협을 초래하고 동시에 외래 열대종에게 더 적합한 환경을 조성한다.

## 생물지구화학

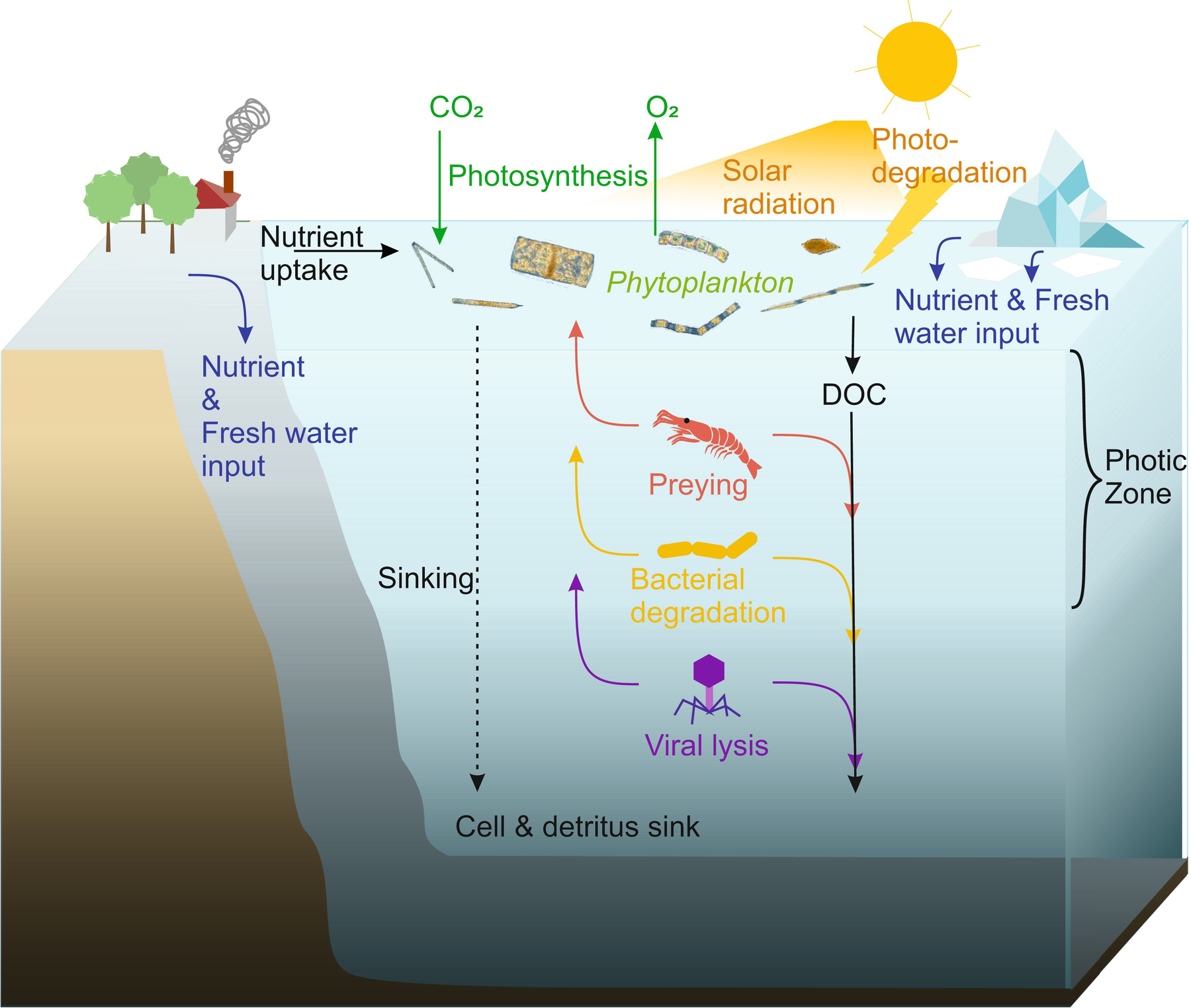
해양 식물성 플랑크톤의 순환

지중해는 엄청난 생물 다양성에도 불구하고 엽록소와 영양소 농도가 매우 낮아 전 세계에서 가장 빈영양성 해양 지역 중 하나이다. 지중해는 일반적으로 저영양, 저엽록소 지역 (Low-Nutrient, Low-Chlorophyll, LNLC)으로 불린다. 지중해는 영양소 함량이 낮아 동식물이 자라기 어려운 사막의 정의에 부합한다.
지중해에는 영양소 농도, 엽록소 농도, 일차 생산성의 급격한 경사가 있다. 서부 분지의 영양소 농도는 동부 분지의 약 두 배이다. 지브롤터 해협과 가까운 알보란해의 일일 일차 생산성은 약 0.25 g C (그램 탄소) m−2 day−1인 반면, 동부 분지의 평균 일일 생산성은 0.16 g C m−2 day−1이다. 이러한 이유로 지중해의 동부 지역은 "초빈영양성"이라고 불린다. 지중해의 생산적인 지역은 소수이며 작다. 높은(즉, 세제곱미터당 0.5그램 이상의 엽록소 a) 생산성은 용해된 영양소의 주요 공급원인 강 하구 근처의 해안 지역에서 발생한다. 리옹만은 높은 수직 혼합 지역이므로 상대적으로 높은 생산성을 가지며, 이는 식물성 플랑크톤이 엽록소 a를 생산하는 데 사용할 수 있는 영양소를 표층수로 가져온다.
지중해의 일차 생산성은 강렬한 계절적 변동성으로도 특징지어진다. 겨울에는 분지 위로 강한 바람과 강수가 발생하여 수직 혼합을 일으키고, 심층수의 영양소를 표층으로 끌어올려 식물성 플랑크톤이 이를 바이오매스로 전환할 수 있게 한다. 그러나 겨울에는 빛이 일차 생산성의 제한 요인이 될 수 있다. 3월에서 4월 사이 봄은 봄꽃이 피는 데 이상적인 빛의 강도와 표층수의 영양소 농도를 제공한다. 여름에는 높은 대기 온도로 인해 표층수가 따뜻해진다. 그 결과 발생하는 밀도 차이는 표층수를 나머지 수층으로부터 사실상 고립시키고 영양소 교환이 제한된다. 결과적으로 6월에서 10월 사이에는 일차 생산성이 매우 낮다.
해양학 탐사는 지중해 생물 지구 화학의 특징적인 특징을 밝혀냈다: 대부분의 엽록소 생산은 표면에서 일어나는 것이 아니라 80~200미터 깊이의 표층 아래 수심에서 일어난다. 지중해의 또 다른 주요 특징은 높은 질소-인 비율(N:P)이다. 알프레드 레드필드는 전 세계 대부분의 대양이 평균 16 정도의 N:P 비율을 가진다는 것을 보여주었다. 그러나 지중해는 평균 N:P 비율이 24에서 29 사이로, 광범위한 인 제한을 의미한다.
생산성이 낮기 때문에 지중해의 플랑크톤 군집은 피코식물성 플랑크톤과 세균과 같은 작은 유기체가 대부분이다.

## 지질학

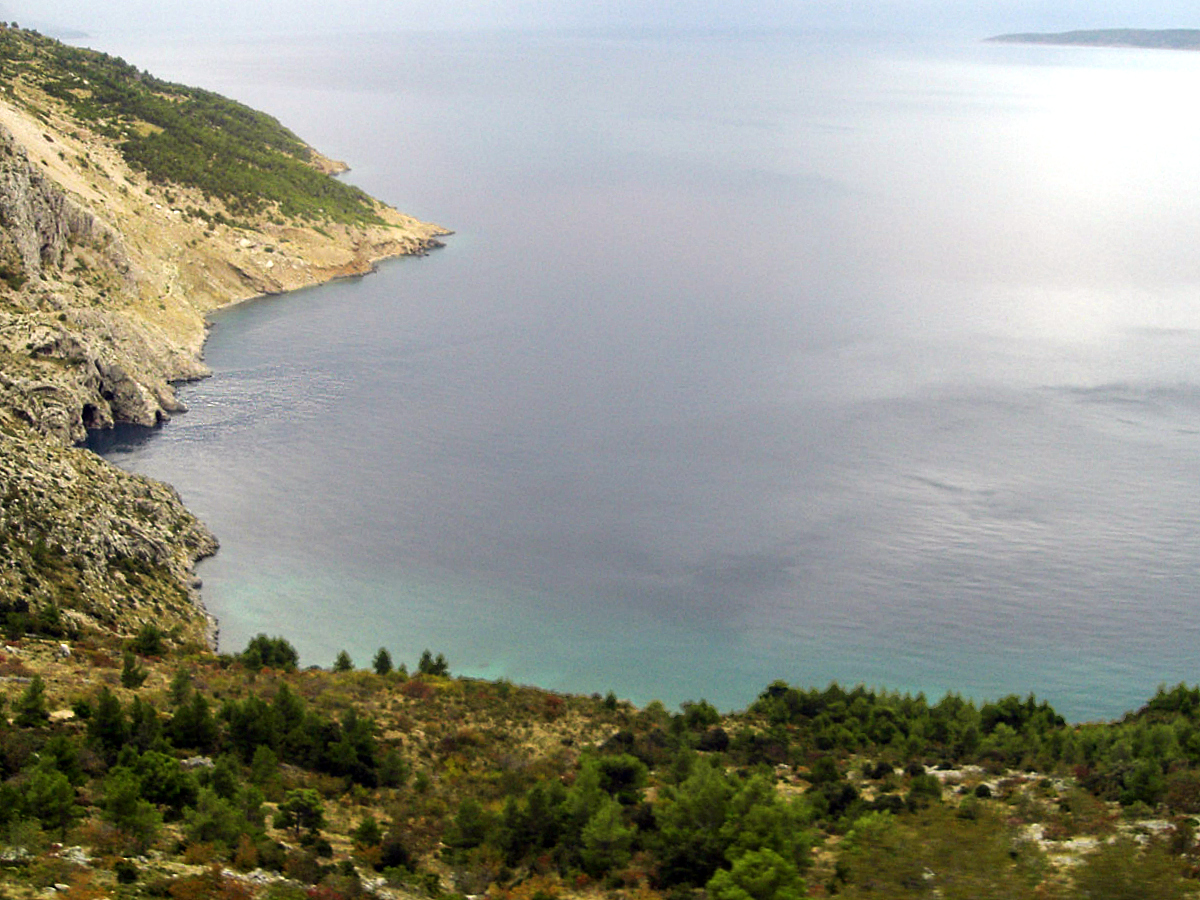
오미시 근처의 해저 카르스트 용천인 브룰리야(vrulja). 잔잔한 해수면의 여러 파동을 통해 관찰된다.

지중해의 지질 역사는 복잡하다. 해양 지각 아래에 위치한 이 해양 분지는 한때 고대 테티스해의 지각 잔존물로 여겨졌으나, 현재는 후기 트라이아스기와 초기 쥐라기 동안 아프리카판과 유라시아판의 수렴으로 처음 형성된 구조적으로 더 젊은 분지인 신테티스로 알려져 있다. 일반적으로 건조한 기후에서 거의 육지에 둘러싸인 수역이기 때문에 지중해는 강렬한 증발과 증발암의 침전의 영향을 받는다. 메시나절 염분 위기는 약 600만 년 전(mya) 지중해가 육지에 둘러싸여 사실상 말라붙으면서 시작되었다. 분지 바닥에는 100만 입방킬로미터 이상의 염분 퇴적물이 쌓여 있는데, 일부 지역에서는 두께가 3킬로미터가 넘는다.
과학자는 약 530만 년 전(mya) 잔클레 홍수로 대서양에서 새로 생긴 지브롤터 해협을 통해 아마존강의 현재 유량보다 약 천 배 빠른 속도로 물이 쏟아져 들어오면서 바다가 2년도 채 안 되어 마지막으로 채워졌다고 추정한다.
지중해의 평균 수심은 1,500 m (4,900 ft)이며, 가장 깊은 지점은 이오니아해의 칼립소 해연에서 기록된 5,267 m (17,280 ft)이다. 해안선은 46,000 km (29,000 mi)에 달한다. 시칠리아 섬과 튀니지 해안 사이의 얕은 해저 능선(시칠리아 해협)은 바다를 두 가지 주요 하위 지역으로 나눈다: 면적이 약 850,000 km2 (330,000 mi2)인 서부 지중해와 약 1.65 x 10^6 km2인 동부 지중해이다. 해안 지역에는 해저 카르스트 용천 또는 vrulja가 있는데, 이는 지표 아래에서 압력을 받은 지하수를 물 속으로 배출하며, 배출되는 물은 대개 신선하며 때로는 온천일 수도 있다.

#### 메시나절 염분 위기

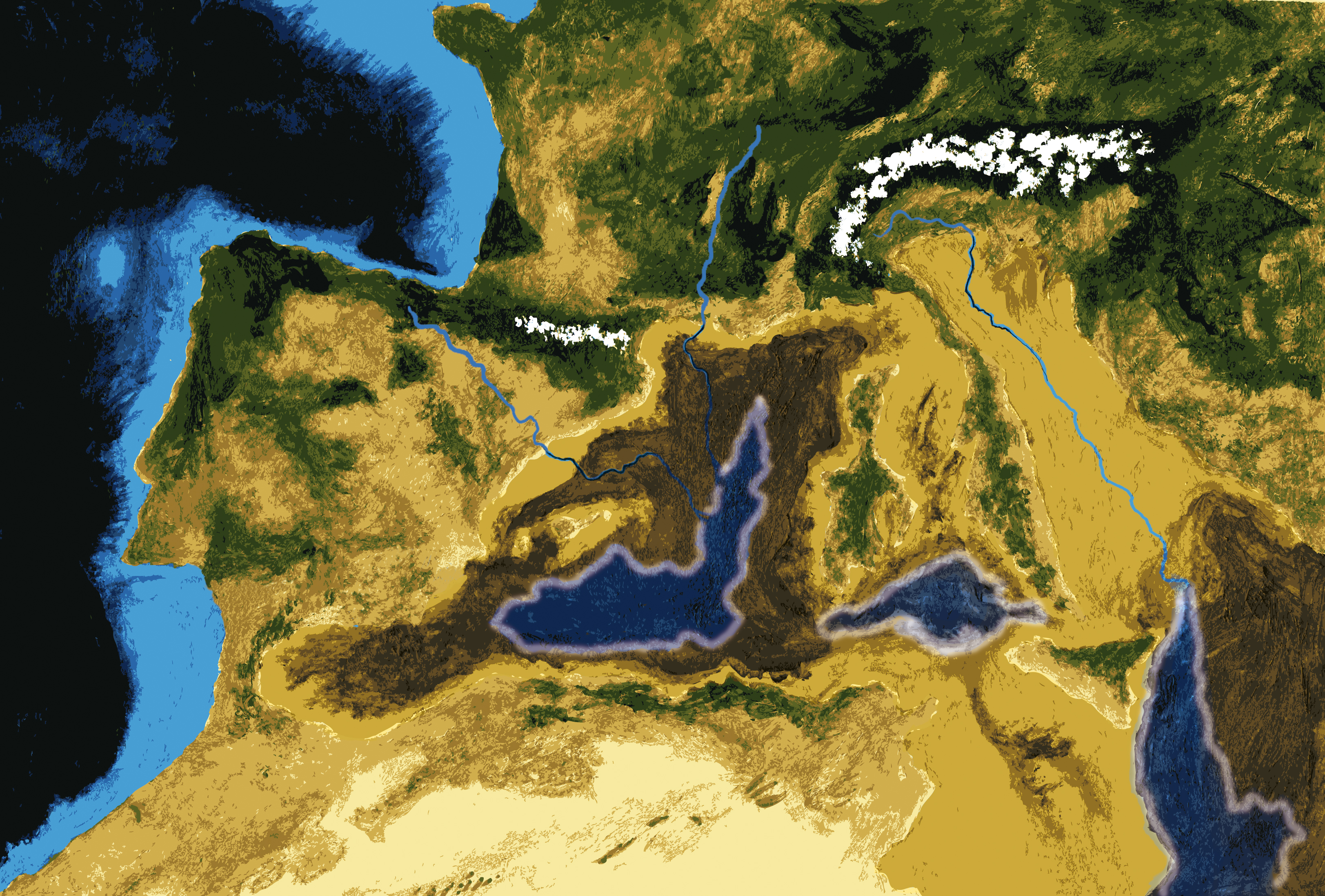
잔클레 홍수 이전의 메시나절 염분 위기

중생대와 신생대 동안 아프리카 북서부가 이베리아와 수렴하면서 이베리아 남부와 북서 아프리카에 베틱-리프 산맥을 솟아오르게 했다. 그곳에서 산간 분지인 베틱 분지와 리프 분지가 형성되어 대서양과 지중해 사이에 두 개의 거의 평행한 해상 관문이 생겼다. 베틱 회랑과 리피아 회랑으로 불린 이들은 중기와 후기 미오세 동안 점차 폐쇄되었고, 아마도 여러 번 폐쇄되었을 것이다. 후기 미오세에는 베틱 회랑의 폐쇄가 이른바 "메시나절 염분 위기"(MSC)를 촉발했는데, 이는 두꺼운 증발암층의 퇴적(레반트해에서는 최대 2km 두께의 염분 퇴적물)과 분지 대부분의 수위가 대폭 하락하는 특징을 보였다. 이 사건은 오랫동안 격렬한 과학적 논쟁의 대상이었으나, 이제는 훨씬 완화되었다. 이는 그 순서, 지리적 범위, 증발암층 및 염분 퇴적물을 유발하는 과정에 관한 것이었다. MSC의 시작은 최근 천문학적으로 596만 년 전으로 추정되었으며, 약 63만 년 동안 지속되어 약 530만 년 전까지 이어졌다. 오른쪽 애니메이션: 메시나절 염분 위기 참조.
초기 해수면 하강과 재범람 이후, MSC 기간 동안 해수면 하강과 재범람의 추가 에피소드가 이어졌다(총 횟수는 논쟁 중이다). 이 사건은 대서양의 마지막 재범람으로 분지가 다시 채워지면서 끝났는데, 이는 지브롤터 해협을 만들고 잔클레 홍수를 야기한 마이오세 말기(533만 년 전)에 일어났다. 일부 연구는 건조-범람-건조 주기가 여러 번 반복되었을 수 있으며, 이는 대량의 염분 퇴적 사건을 설명할 수 있다고 제안했다. 그러나 최근 연구는 지구역학적 관점에서 반복적인 건조와 재범람은 가능성이 낮음을 보여준다.

#### 건조와 동식물 교환
현재의 대서양 통로인 지브롤터 해협은 초기 플라이오세 잔클레 홍수를 통해 형성되었다. 앞서 언급했듯이, 그 이전에는 스페인 남부를 가로지르는 베틱 회랑과 모로코 북부를 가로지르는 리피아 회랑이라는 두 개의 통로가 있었다. 베틱 회랑은 약 600만 년 전 폐쇄되어 메시나절 염분 위기(MSC)를 유발했고, 리피아 회랑 또는 두 통로 모두가 그보다 훨씬 이전인 토르토니안절 시대(1160만~720만 년 전)에 폐쇄되어 MSC보다 훨씬 오래 지속된 "토르토니안 염분 위기"를 유발했다. 이 두 "위기"는 아프리카와 유럽 대륙 사이에 광범위한 연결을 형성하여 두 대륙 간에 동식물(특히 영장류를 포함한 대형 포유류)의 이동을 가능하게 했다. 발레시아 위기는 기후 격변과 신종의 육상 이동에 이어 토르토니안 시대 유럽에서 포유류 종의 전형적인 멸종과 교체를 나타낸다.
오늘날 해수면 증발(유출)은 강수량과 해안 유수 체계를 통한 담수 공급(유입)보다 많아 지중해의 염분 농도가 대서양보다 훨씬 높다. 너무 높아서 염분 농도가 높은 지중해 해수는 대서양에서 들어오는 물 아래로 가라앉아 지브롤터 해협을 가로지르는 두 층의 흐름을 유발한다. 즉, 따뜻한 염분 지중해 해수의 해저 유출류와, 대서양에서 유입되는 염분 농도가 낮은 차가운 해수면 유입류가 균형을 이룬다. 1920년대에 헤르만 죄르겔은 해협을 가로지르는 수력 발전 댐(아틀란트로파 프로젝트)을 건설하여 유입류를 이용해 막대한 수력 에너지를 생산할 것을 제안했다. 기반 에너지망은 또한 유럽과 적어도 아프리카의 마그레브 지역 간의 정치적 연합을 지원할 의도였다(나중에 영향력을 미친 유라프리카와 계획된 전력망에서 유사점을 가진 후기 프로젝트인 데저텍과 비교).

## 고기후
위도와 육지로 둘러싸인 지리적 특성 때문에 지중해는 천문학적으로 유도된 기후 변동에 특히 민감하며, 이는 퇴적 기록에 잘 나타나 있다. 지중해는 건조 기간 동안 사하라 사막에서 유입되는 풍성 먼지가 퇴적되고, 습윤 기간 동안에는 하천에서 유입되는 쇄설성 물질이 우세하므로, 지중해의 부니를 포함하는 퇴적층은 고해상도 기후 정보를 제공한다. 이 데이터는 지구 역사의 지난 900만 년 동안 천문학적으로 보정된 시간 척도를 재구성하는 데 사용되어 과거 지구자기역전의 시기를 규명하는 데 도움을 주었다.

## 생물 다양성

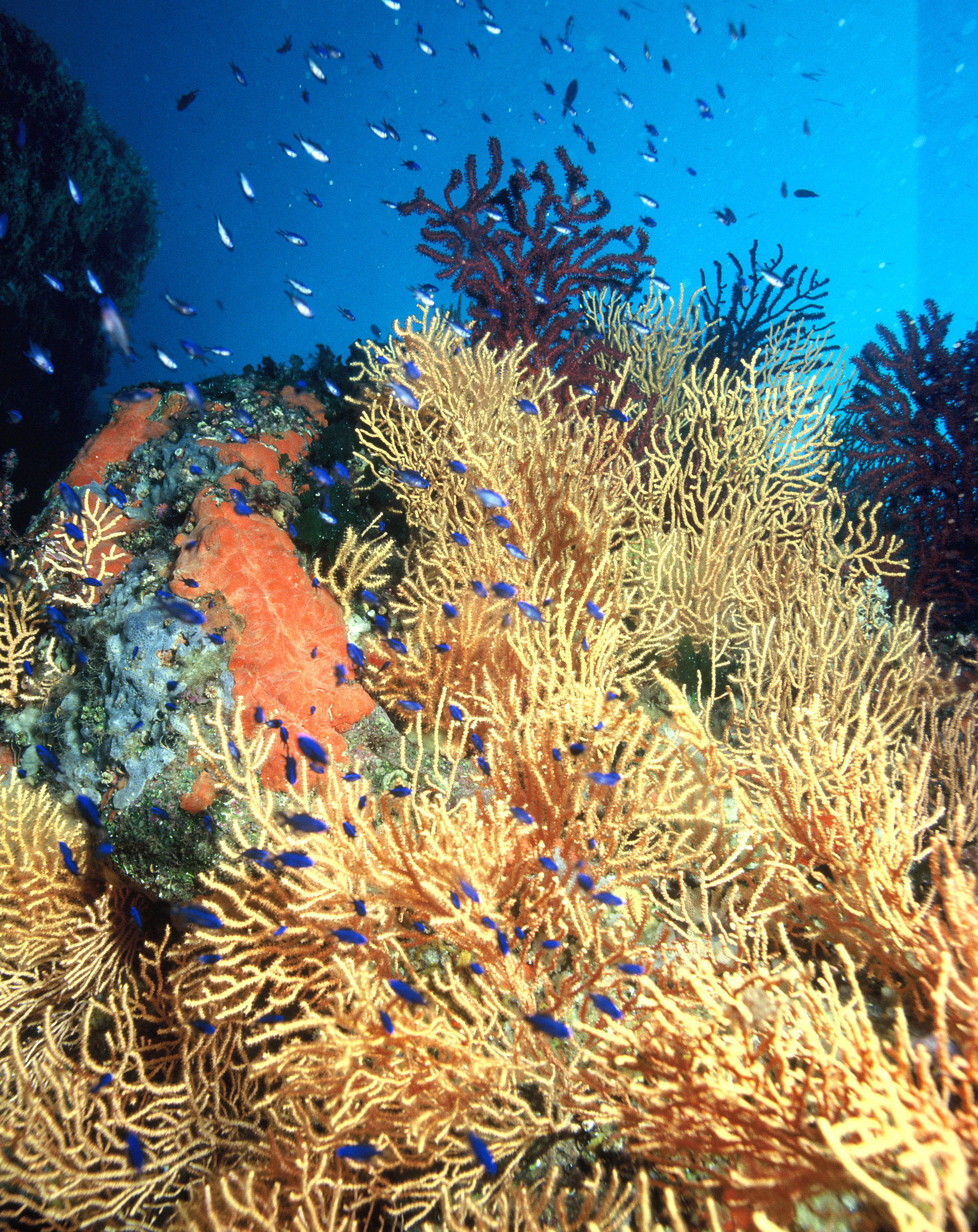
부드러운 산호 에우니셀라 카볼리니

대양의 해당 해양 지대 내에서 광대한 다방향성 해류와 달리, 지중해의 생물 다양성은 미묘하지만 강력하게 고정된 해류의 특성 때문에 안정적이며, 이는 심지어 가장 작은 거시적 유형의 화산 생명체에게도 유리하다. 지중해의 안정적인 해양 생태계와 해수의 온도는 심해 생물이 번성하는 데 영양을 공급하는 환경을 제공하며, 외부 심해 대양 요인으로부터 격리된 균형 잡힌 수생생태계를 보장한다. 지중해에는 17,000종 이상의 해양종이 있는 것으로 추정되며, 일반적으로 연안 지역, 대륙붕에서 더 높은 해양 생물 다양성을 보이고 깊이에 따라 감소한다.
메시나절 염분 위기 동안 바다가 말라붙으면서, 지중해의 해양 생물은 주로 대서양에서 유래했다. 북대서양은 지중해보다 훨씬 더 차갑고 영양분이 풍부하며, 지중해의 해양 생물은 분지가 재범람한 지 5백만 년이 지난 지금도 그 다른 조건에 적응해야 했다.
알보란해는 지중해와 대서양 종이 섞여 있는 두 바다 사이의 전이 지대이다. 지중해몽크물범은 그리스의 에게해에 서식한다.
1980년대까지 지중해에는 범고래의 서식 개체군이 있었으나, PCB 장기 노출로 인해 멸종되었다. 여전히 매년 범고래 방랑 개체가 목격된다.

## 환경 문제
4,000년 동안 인간 활동은 지중해 유럽의 대부분을 변화시켰으며, "경관의 인간화"는 현재의 지중해성 기후의 출현과 겹쳤다. 고대 지중해의 지구상 낙원이라는 단순하고 환경 결정론적인 개념이 후대 문명의 영향으로 파괴되었다는 이미지는 적어도 18세기부터 시작되어 수세기 동안 고고학 및 역사 학계에서 유행했다. 역사 문서, 무역 관계 분석, 범람원 퇴적물, 꽃가루, 나이테 및 추가 고고학적 분석, 인구 연구 등 다양한 방법을 바탕으로 한 앨프레드 토머스 그로브와 올리버 랙햄의 "지중해 유럽의 자연"에 대한 연구는 지중해 유럽이 "잃어버린 에덴", 즉 과거에 비옥하고 숲이 우거진 지역이었으나 인간의 잘못된 관리로 점차 황폐화되고 사막화되었다는 통념에 도전한다. 이러한 믿음은 초기 근대 계몽시대의 예술가, 시인, 과학자기 이상화한 고전학의 상상 속 과거에 현재의 경관이 미치지 못한다는 생각에서 비롯되었다.

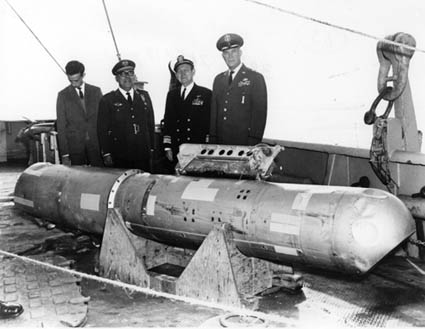
1966년 팔로마레스 해상에서 회수된 열핵폭탄

남유럽의 기후, 식생 및 경관의 역사적 진화는 선사 시대부터 현재까지 훨씬 더 복잡하며 다양한 변화를 겪었다. 예를 들어, 일부 삼림 벌채는 로마 시대 이전에 이미 일어났다. 로마 시대에는 라티푼디움과 같은 대규모 기업이 숲과 농업을 효과적으로 관리했지만, 가장 큰 인구 감소 효과는 제국의 종말과 함께 찾아왔다. 주요 삼림 벌채는 현대에 일어났을 수 있다. 후기 이용 패턴도 남부와 북부 이탈리아에서 상당히 달랐다. 또한 기후는 일반적으로 불안정했으며, 다양한 고대 및 현대의 "소빙기"에 대한 증거가 있으며, 식물 군락은 다양한 극단에 적응하고 다양한 인간 활동 패턴에 탄력성을 가지게 되었다.
그로브조차도 인간 활동이 기후 변화의 원인일 수 있다고 생각했다. 현대 과학은 이에 대한 명확한 증거를 제공할 수 있었다. 지중해 유럽의 넓은 생태 다양성은 주로 인간 행동에 기반을 두고 있으며, 이는 인간의 사용 패턴과 밀접하게 관련되어 왔다. 다양성의 범위는 오랜 역사와 고도로 다양한 지역 농업, 활발한 운송 및 무역 관계, 정착지, 목초지 및 기타 토지 이용과의 상호 작용의 광범위한 교환 및 상호 작용으로 향상되었다. 그러나 가장 큰 인위적인 변화는 제2차 세계 대전 이후 "1950년대 증후군"과 함께 찾아왔는데, 이 지역 전역의 농촌 인구가 전통적인 자급자족 경제를 포기했기 때문이다. 그로브와 랙햄은 현지 주민이 전통적인 농업 패턴을 버리고 대신 관광을 위한 경관 설정 주체가 되었다고 제안한다. 그 결과 더욱 균일하고 대규모적인 형성이 나타났다. 지중해 경관에 대한 현재의 주요 위협 중에는 해안 지역의 과도한 개발, 산간 지역의 방치, 그리고 언급된 바와 같이 전통적인 농업 직업의 감소를 통한 다양성 상실이 있다.

### 자연 재해

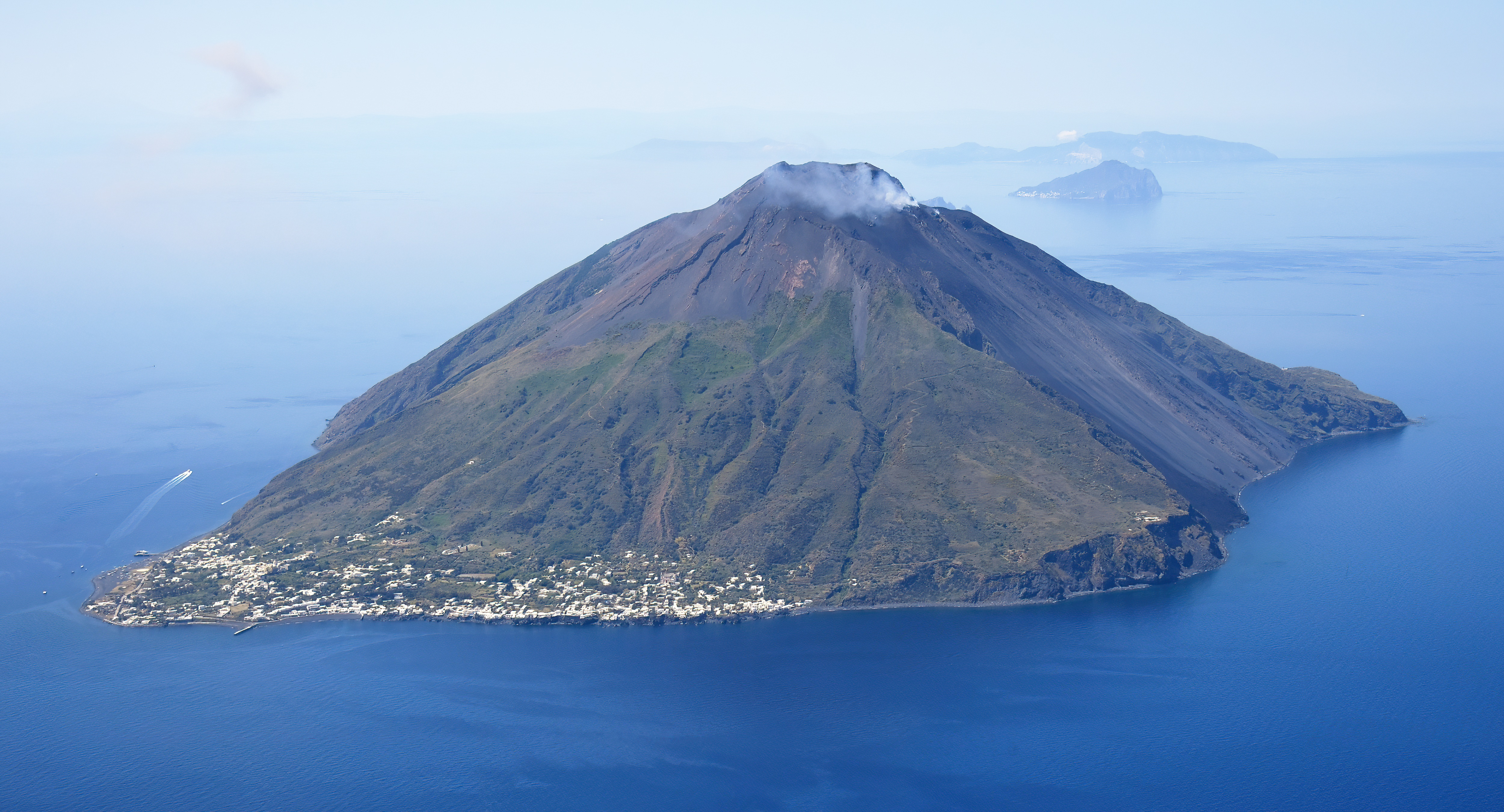
이탈리아의 스트롬볼리섬 화산

지중해 지역은 유럽판과 아프리카판 사이의 복잡한 판 구조론 경계 지대에 위치하여 지구상에서 지질학적으로 가장 활발한 해양 지역 중 하나이다. 판 경계와 활성 단층의 존재로 인해 이 지역의 지질학적 특성은 비교적 빈번한 지진, 지진해일, 해저 산사태에 취약하며, 이는 인구 밀집 해안 지역에 파괴적인 결과를 초래할 수 있다. 또한 기후 변화는 이제 폭풍 해일과 해안 홍수의 빈도와 영향을 심화시켜 인명과 재산을 추가로 위험에 빠뜨리고 있다.
지중해 분지에서는 약 7천만 년 전부터 지진이 상대적으로 자주 발생하고 있으며, 지금도 계속되고 있다. 판 구조론적 경계에 따라 지중해 지역은 두 개의 뚜렷한 부분으로 나뉜다: 동지중해(이탈리아에서 튀르키예까지)는 리히터 규모 7.5에 달하는 강한 지진이 특징이며 350회 이상의 지진해일이 기록되었고, 서지중해이다. 20세기 동안 198,548명의 지진 희생자가 기록되었다.
화산 폭발도 드물지 않으며 역사 및 고고학 기록에 그 흔적을 남겼다. 가장 큰 폭발로는 기원전 1600년경의 테라 분화와 기원전 217년 및 서기 79년의 베수비오산 분출이 있는데, 후자는 고대 도시인 폼페이와 헤르쿨라네움을 파괴하고 매몰시킨 것으로 유명하다. 같은 지역에서 나폴리 서쪽에 위치한 캄피 플레그레이는 세계에서 가장 중요한 화산계 중 하나로, 여전히 매우 활발하다. 같은 일반 지역에서 에트나산과 스트롬볼리와 같은 화산은 지난 1500년 동안 빈번한 분출과 용암 방출로 영구적인 활동 상태에 있는 것으로 간주된다.
일반적으로 지진, 화산 분출, 해저 산사태로 인해 발생하는 지진해일은 지난 2500년 동안 지중해 분지에서 수많은 재앙을 기록했다. 역사적 사례로는 365년과 1303년의 헬레닉 아크 지진해일, 최근에는 메시나와 레조 칼라브리아를 파괴한 1908년의 재앙적인 사건, 그리고 2003년 알제리 해안에서 발생한 대규모 지진해일이 있다.
외교 전선에서는 해안 국가 및 지역 당국이 NGO, 국가, 지역 및 지방 당국의 협력으로 국제 수준에서 교류를 주도하고 있다. 그리스-튀르키예 지진 외교는 1999년 이즈미트와 아테네에서 발생한 지진 이후 이 지역의 전통적인 경쟁자 간의 관계 개선으로 이어진 매우 긍정적인 자연 재해 사례이다. 유럽 연합 연대 기금(EUSF)은 유럽 전역의 재난 지역에 대한 유럽 연대를 표명하고 주요 자연 재해에 대응하기 위해 설립되었다. EU에서 가장 많은 자금 요청은 산불과 관련되어 있으며, 그 다음이 홍수와 지진이다. 산불은 인위적이든 자연적이든 지중해 지역에서 빈번하고 위험한 재해이다. 지진해일 또한 이 지역에서 종종 과소평가되는 위험이다. 예를 들어, 1908년 메시나 지진과 지진해일은 시칠리아와 칼라브리아에서 123,000명 이상의 목숨을 앗아갔으며, 현대 유럽에서 가장 치명적인 자연 재해 중 하나였다.

### 외래종

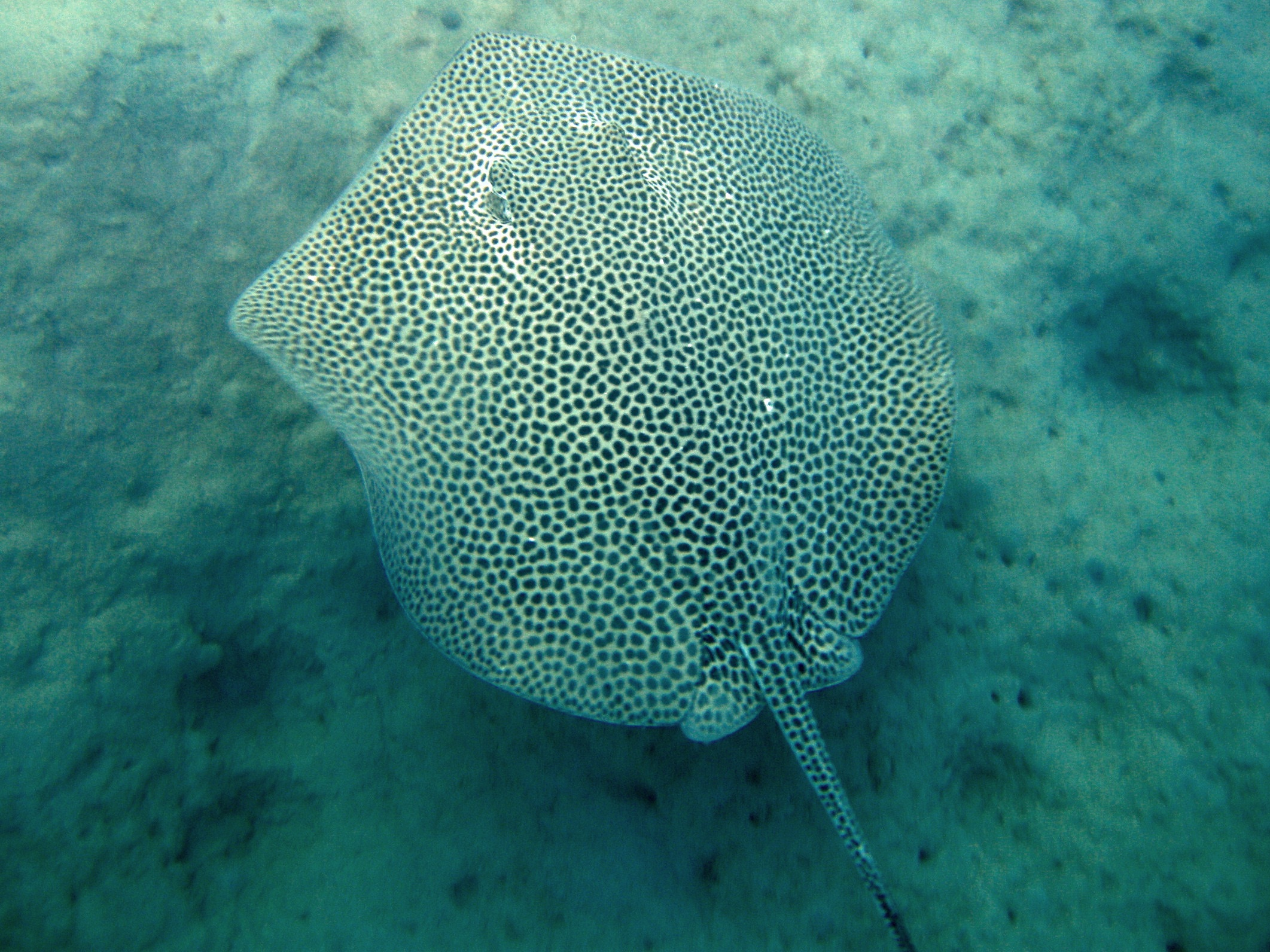
범무늬소녀가오리는 진행 중인 레셉스의 이주의 일환으로 수에즈 운하를 통해 동부 지중해를 식민지화한 종 중 하나이다.

외래종은 지중해 생태계의 주요 구성 요소가 되었고 지중해 생태에 심각한 영향을 미치며, 수많은 지역 및 고유한 지중해 종을 위협하고 있다. 해양 생물 그룹을 처음 살펴보면, 지중해에서 발견되는 외래 십각류의 70% 이상과 외래 어류의 약 2/3가 인도-태평양 기원으로, 수에즈 운하를 통해 홍해에서 유입되었다. 이는 운하가 외래종이 지중해로 유입되는 첫 번째 경로임을 의미한다. 일부 레셉스의 이주 종의 영향은 주로 지중해의 레반트 분지에서 상당한 것으로 입증되었으며, 그곳에서 토착종을 대체하고 흔한 광경이 되고 있다.
지중해 과학 위원회 및 국제자연보전연맹의 정의에 따라, 그리고 생물 다양성 협약 (CBD) 및 람사르 협약 용어에 따르면, 이들은 지중해에 토착종(비고유종)이 아니며, 정상적인 비인접 분포 지역 외에서 발견되므로 외래종이다. 이 종이 지중해에 개체군을 성공적으로 정착시키고, 토착종과 경쟁하며 대체하기 시작하면 "외래 침입종"이 되며, 이는 변화의 매개체이자 토착 생물 다양성에 대한 위협이 된다. CBD의 맥락에서 "도입"은 인간의 개입으로 인해 외래종이 자연 서식 범위(과거 또는 현재) 밖으로 이동하는 것을 직간접적으로 의미한다. 인공(인간이 만든) 운하인 수에즈 운하는 인간의 개입이다. 따라서 레셉스의 이주자는 "도입된" 종(간접적이고 의도치 않은)이다. 어떤 용어를 선택하든, 그들은 지중해에 토착종이 아니므로 지중해 토착 생물 다양성에 대한 위협을 나타낸다. 최근 몇 년간 이집트 정부가 운하를 깊고 넓게 확장하려는 의사를 발표하면서 해양생물학자 사이에서는 이러한 행위가 홍해 종의 지중해 침입을 더욱 악화시키고 더 많은 종이 운하를 통과하게 할 것이라는 우려가 커졌다.

#### 새로운 열대 대서양 종의 도래
최근 수십 년 동안, 열대 대서양에서 유입된 외래종의 등장이 두드러지고 있다. 많은 경우 이는 아열대 대서양 수역의 온난화 경향과 급증하는 해상 교통량에 힘입어 종의 자연 서식 범위가 확장되어, 이제 지브롤터 해협을 통해 지중해로 유입되는 것을 반영한다. 레셉스의 이주만큼 강렬하지는 않지만, 이 과정은 중요하며 따라서 과학적 관심이 증가하고 있다.

### 해수면 상승
2100년까지 지중해의 전체 수위는 기후 변화의 영향으로 인해 3 and 61 cm (1.2 and 24.0 in) 상승할 수 있다. 이는 지중해 연안 지역의 인구에 부정적인 영향을 미칠 수 있다.
- 해수면 상승은 몰타의 일부를 수몰시킬 것이다. 해수면 상승은 몰타 지하수 공급의 염분 농도 상승을 의미하며, 식수 가용성을 감소시킬 것이다.[173]
- 해수면이 30 cm (12 in) 상승하면 나일강 삼각주의 200 제곱킬로미터 (77 mi2)가 침수되어 50만 명 이상의 이집트인이 이주해야 할 것이다.[174]
- 키프로스 습지 또한 기온 및 해수면 상승으로 파괴될 위험에 처해 있다.[175]

해안 생태계 또한 해수면 상승으로 위협받고 있는 것으로 보인다. 특히 발트해와 같은 폐쇄된 바다, 지중해, 그리고 흑해가 그렇다. 이 바다는 작고 주로 동서 방향의 서식지 회랑만을 가지고 있어, 이 지역에서 생물의 북쪽 이동을 제한할 수 있다. 다음 세기(2100년)의 해수면 상승은 30 and 100 cm (12 and 39 in) 사이가 될 수 있으며, 심해에서 겨우 0.05–0.1 °C (0.09–0.18 °F)의 온도 변화만으로도 종 풍부도와 기능적 다양성에 상당한 변화를 유도하기에 충분하다.

### 오염
이 지역의 해양 오염은 최근 몇 년간 매우 심각했다. 유엔 환경 계획은 매년 650,000,000 t (720,000,000 쇼트톤)의 폐수, 129,000 t (142,000 쇼트톤)의 광물유, 60,000 t (66,000 쇼트톤)의 수은, 3,800 t (4,200 쇼트톤)의 납, 그리고 36,000 t (40,000 쇼트톤)의 인산염이 지중해에 버려진다고 추정했다. 바르셀로나 협약은 '지중해의 오염을 줄이고 해양 환경을 보호 및 개선하여 지속 가능한 발전에 기여하는 것'을 목표로 한다.
많은 해양 종이 바다 오염 때문에 거의 멸종 위기에 처했다. 그 중 하나는 세계에서 가장 멸종 위기에 처한 해양 포유류 중 하나로 간주되는 지중해몽크물범이다.
지중해는 또한 바다 쓰레기로 고통받고 있다. 1994년 스페인, 프랑스, 이탈리아 해안을 따라 저인망을 이용한 해저 연구에 따르면, 특히 높은 평균 잔해물 농도가 보고되었다. 평균적으로 km2당 1,935개(5,010/sq mi)였다.

### 해운

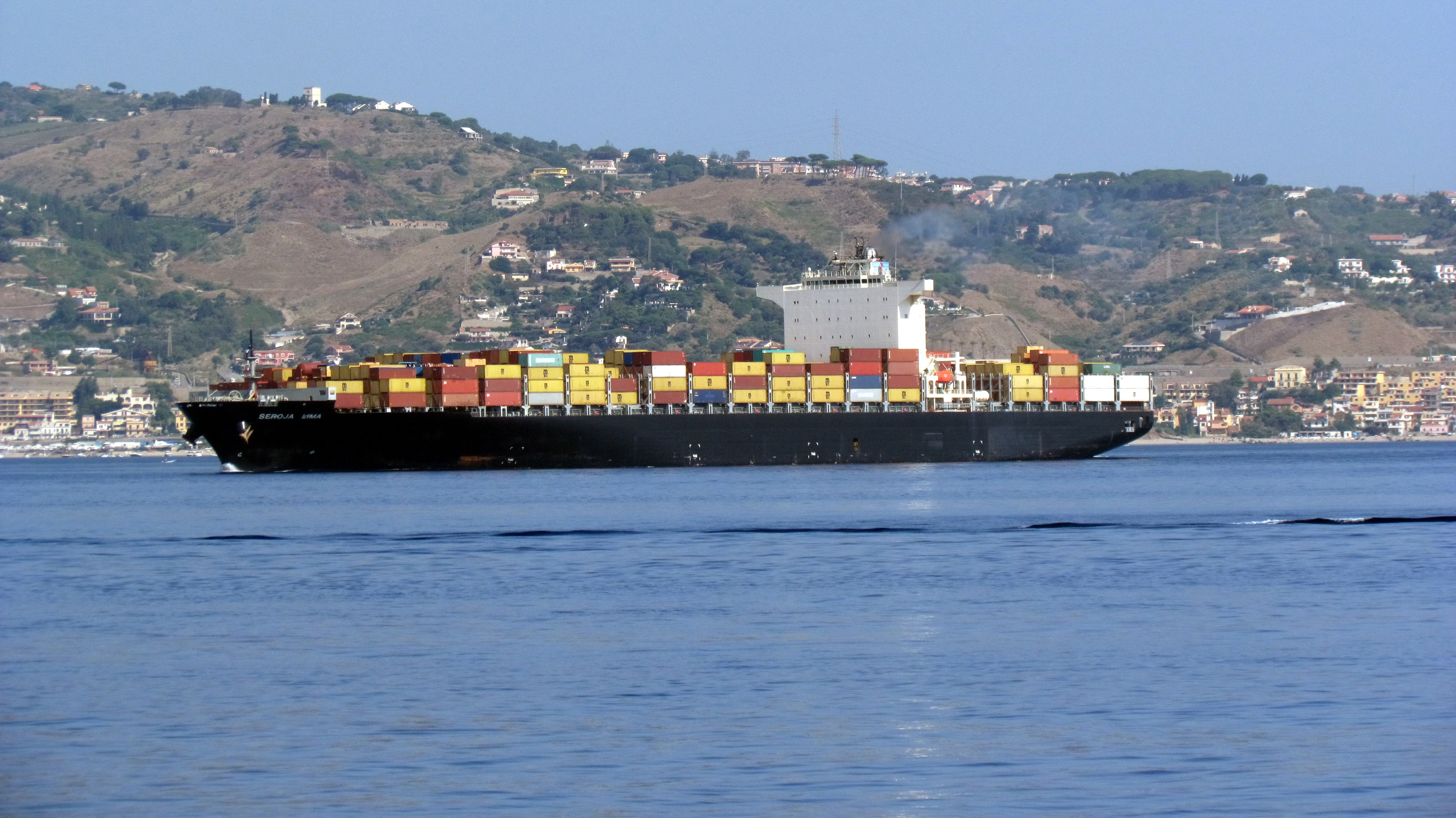
메시나 해협을 향해 항해하는 화물선

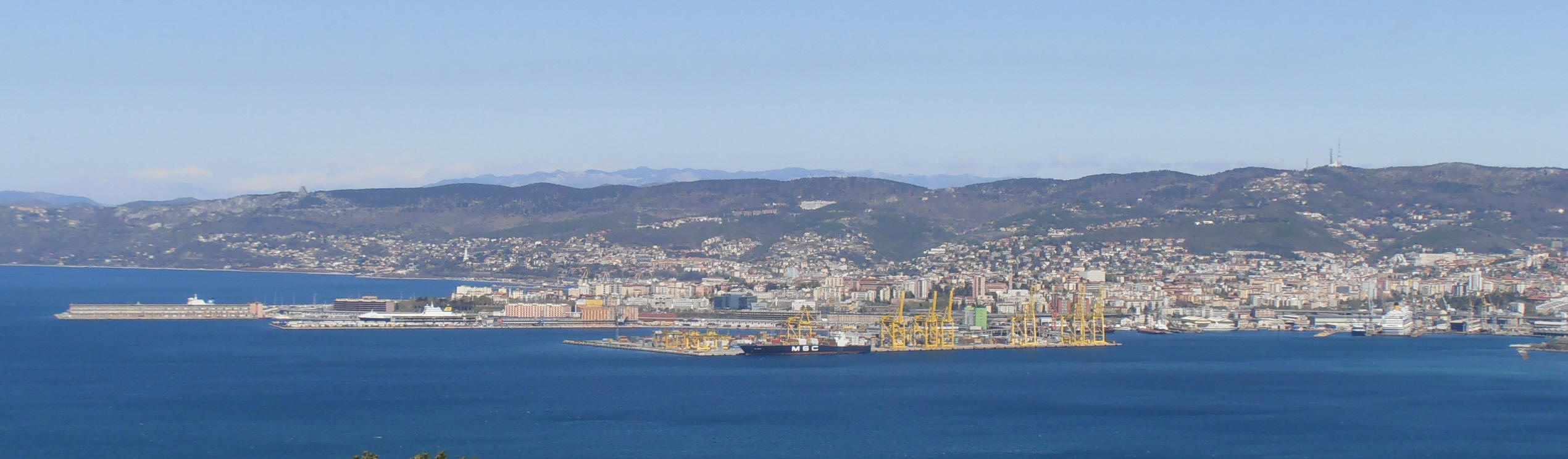
트리에스테 항구

매년 약 370,000,000 t (360,000,000 롱톤)의 석유가 지중해에서 운송되며(전 세계 총량의 20% 이상), 매일 약 250~300척의 유조선이 바다를 건넌다. 중요한 목적지 중 하나는 독일 석유 수요의 40%(바이에른 및 바덴뷔르템베르크 주의 100%), 오스트리아의 90%, 체코의 50%를 충당하는 트란스알프스 파이프라인의 시작점인 트리에스테 항구이다. 우발적인 기름 유출은 연평균 10건으로 자주 발생한다. 대규모 기름 유출은 지중해 어느 곳에서든 언제든지 발생할 수 있다.

### 관광

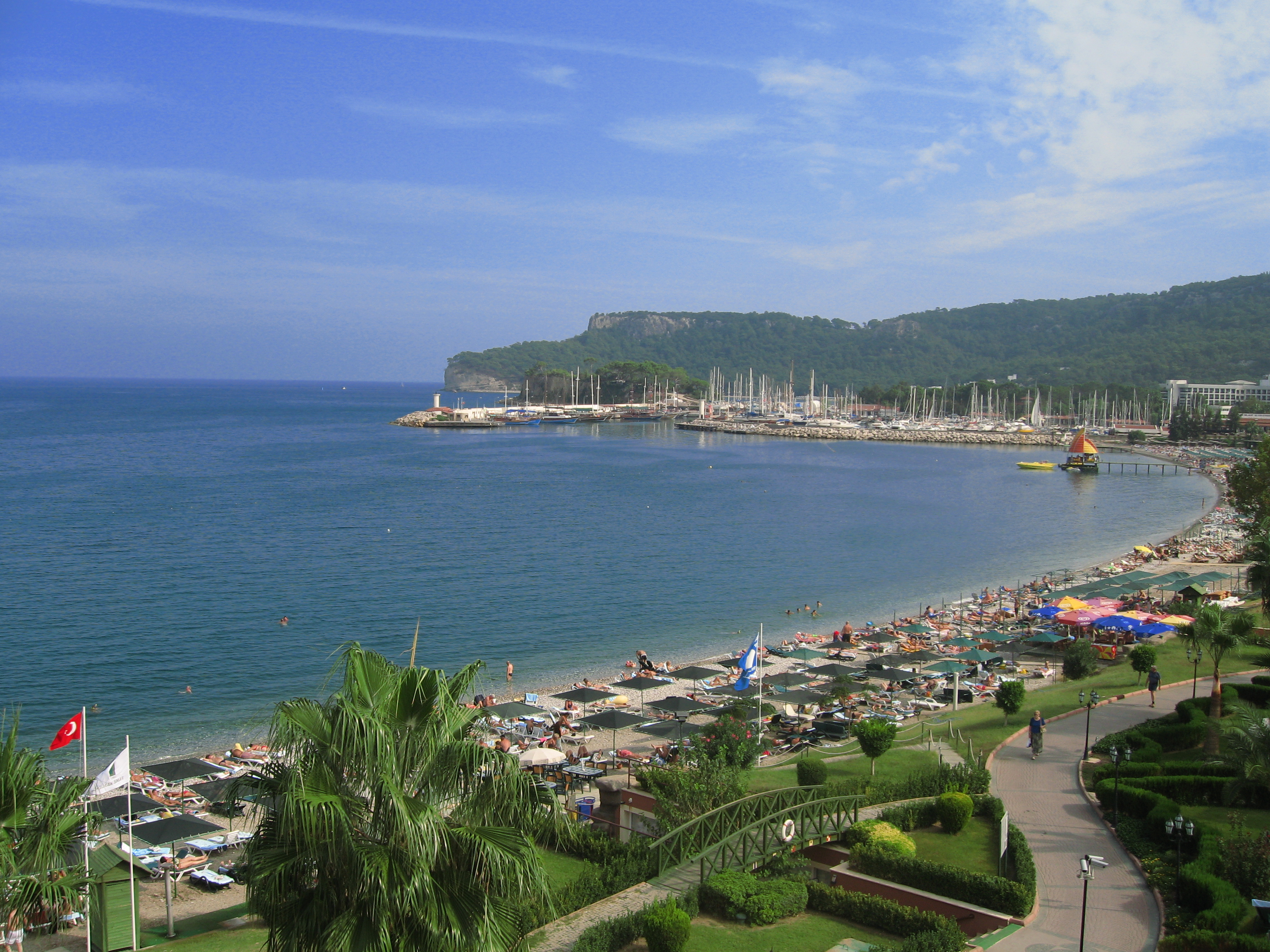
터키 리비에라(터키석 해안)에 위치한 안탈리아의 케메르 해변. 2019년 튀르키예는 국제 관광객 방문 수 기준으로 세계 6위를 차지했으며, 5,120만 명의 외국인 관광객이 이 나라를 방문했다.

지중해 연안은 고대부터 관광지로 사용되었으며, 아말피 해안이나 바르콜라의 로마 빌라 건물이 이를 보여준다. 특히 19세기 말부터 해변은 많은 유럽인과 여행자에게 동경의 장소가 되었다. 그 이후, 특히 제2차 세계 대전 이후, 모든 장단점을 지닌 지중해로의 대중 관광이 시작되었다. 처음에는 기차로, 나중에는 버스나 자동차로 여행했지만, 오늘날에는 비행기가 점점 더 많이 이용된다.
관광은 오늘날 많은 지중해 국가에게 가장 중요한 수입원 중 하나이며, 이 지역의 인위적인 지정학적 갈등에도 불구하고 그렇다. 이들 국가는 이웃 해안 국가의 경제와 사회, 그리고 해상 교통로에 영향을 미칠 수 있는 인위적인 혼란 지역을 해소하기 위해 노력해 왔다. 지중해의 해군 및 구조 구성 요소는 다양한 해군 함대 간의 신속한 협력 덕분에 최고 수준으로 간주된다. 광대한 대양과 달리, 이 바다의 폐쇄된 위치는 효과적인 해군 및 구조 임무를 용이하게 하며, 이는 어떤 인위적이거나 자연재해에도 불구하고 가장 안전한 것으로 간주된다.
관광은 섬을 포함한 작은 해안 공동체에게 도시 중심부와 독립적으로 소득원이 된다. 그러나 관광은 해안 및 해양 환경의 황폐화에도 큰 역할을 해왔다. 지중해 정부는 이 지역을 방문하는 많은 관광객을 지원하기 위해 급속한 개발을 장려했지만, 이는 많은 지중해 해안 지역에서 침식과 오염으로 인해 해양 서식지에 심각한 교란을 야기했다.
관광은 종종 자연 자원이 풍부한 지역에 집중되어 바다거북상과 및 몽크물범과 같은 멸종 위기종의 서식지에 심각한 위협을 가한다. 자연 자원의 감소는 관광객이 방문할 유인을 줄일 수 있다.

### 남획
지중해의 어류 자원 수준은 경고할 정도로 낮다. 유럽 환경청에 따르면 이 지역의 모든 어류 자원 중 65% 이상이 안전한 생물학적 한계를 벗어났다. 가장 중요한 어업 중 일부가 위협받고 있다. 어획량과 품질이 현저히 감소했고, 많은 지역에서 더 크고 오래 사는 종들이 상업적 어획에서 완전히 사라졌다는 명확한 징후가 있다.

### 해양 폭염
한 연구에 따르면 2015-2019년 지중해에서 발생한 기후 변화 관련 이례적인 해양 폭염으로 인해 5년 연속 광범위한 해양 생물 대량 폐사가 발생했다.

## 갤러리

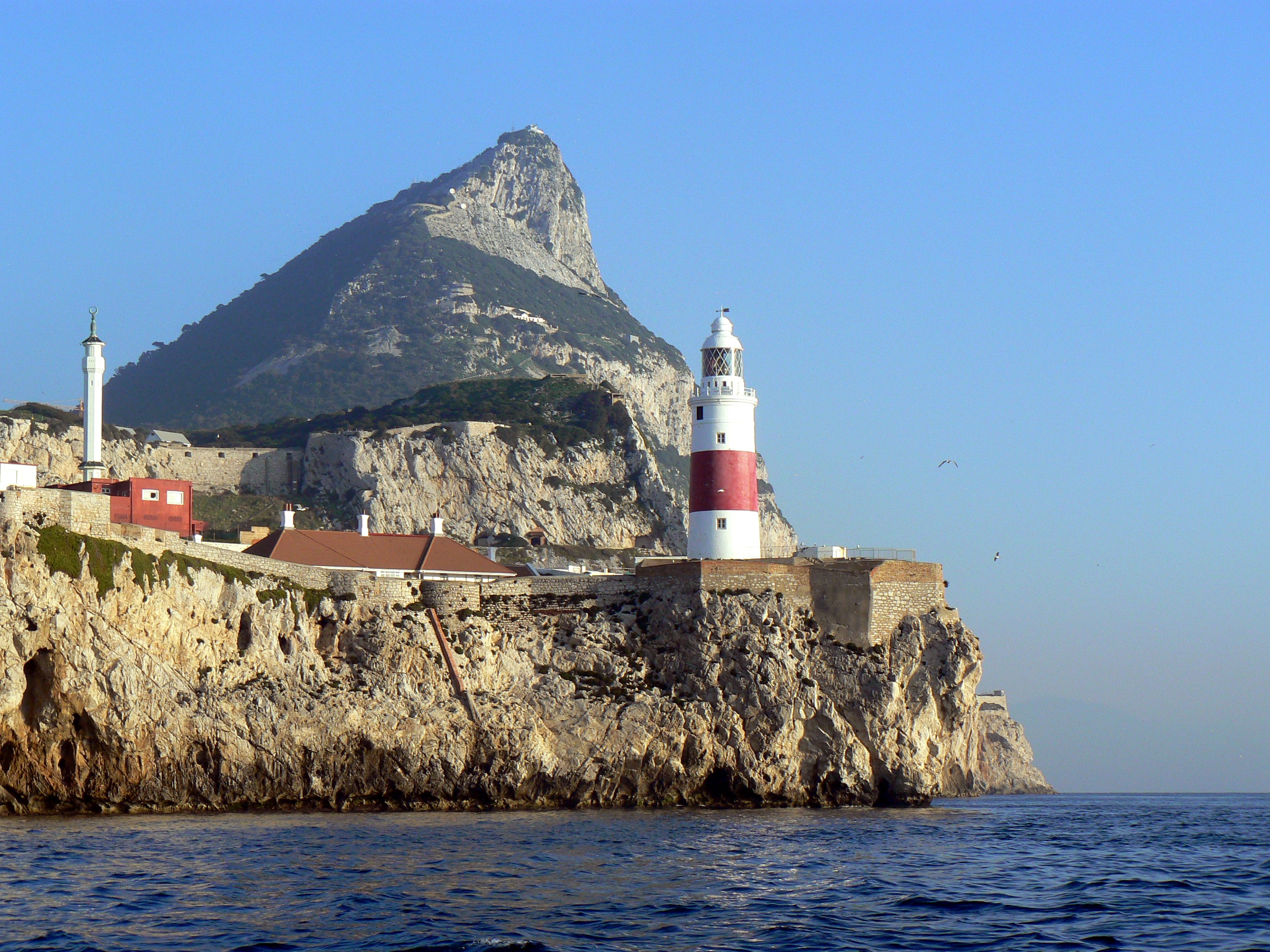
지브롤터 유로파 포인트
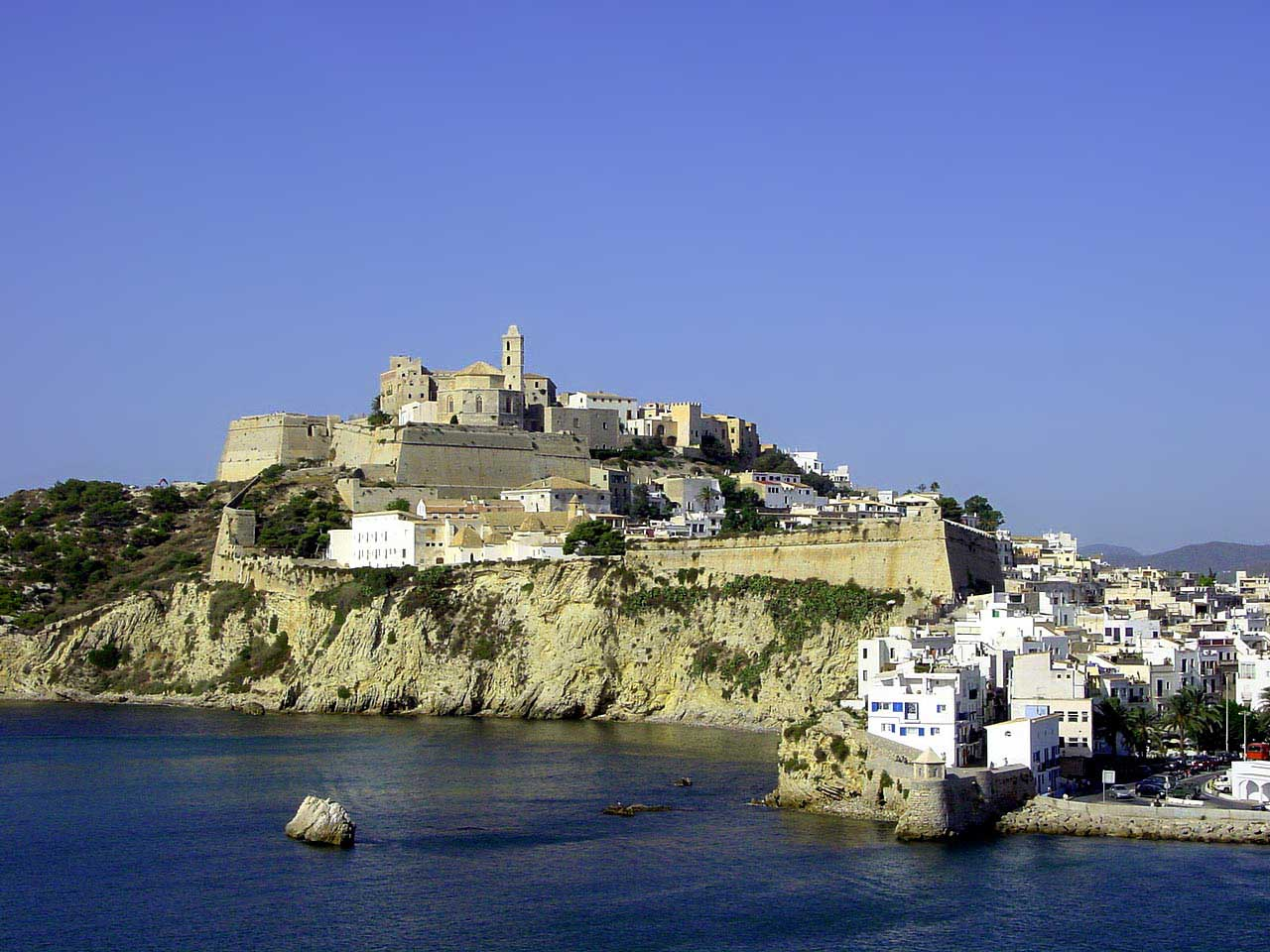
스페인 이비사타운 구시가지
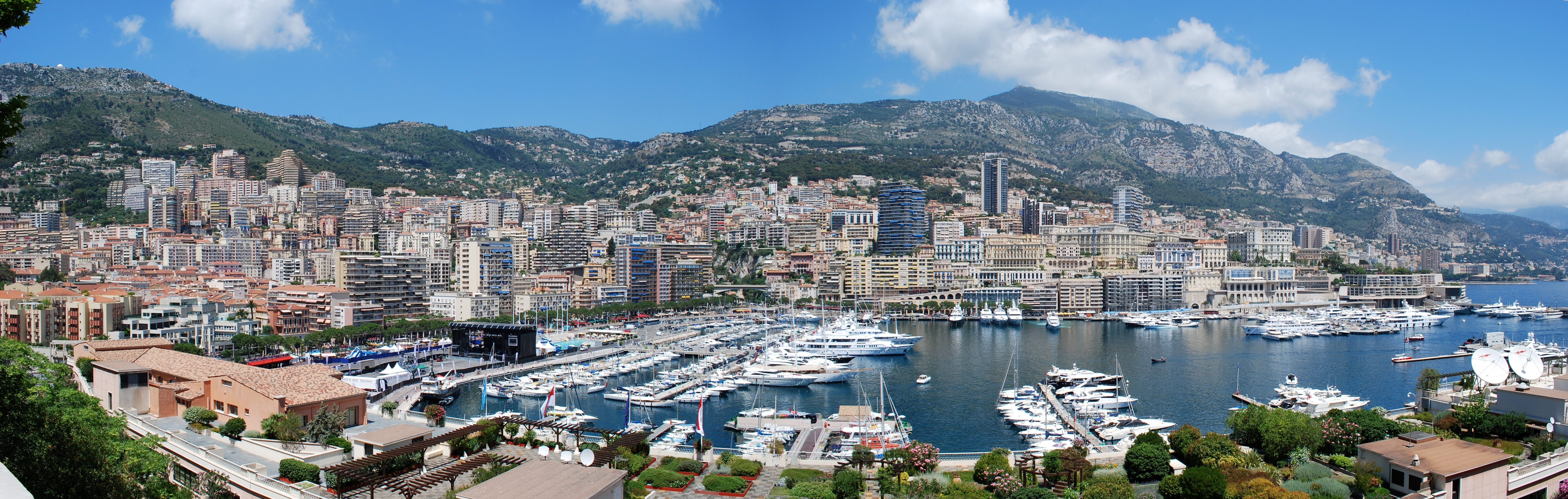
모나코 라 콩다민 전경
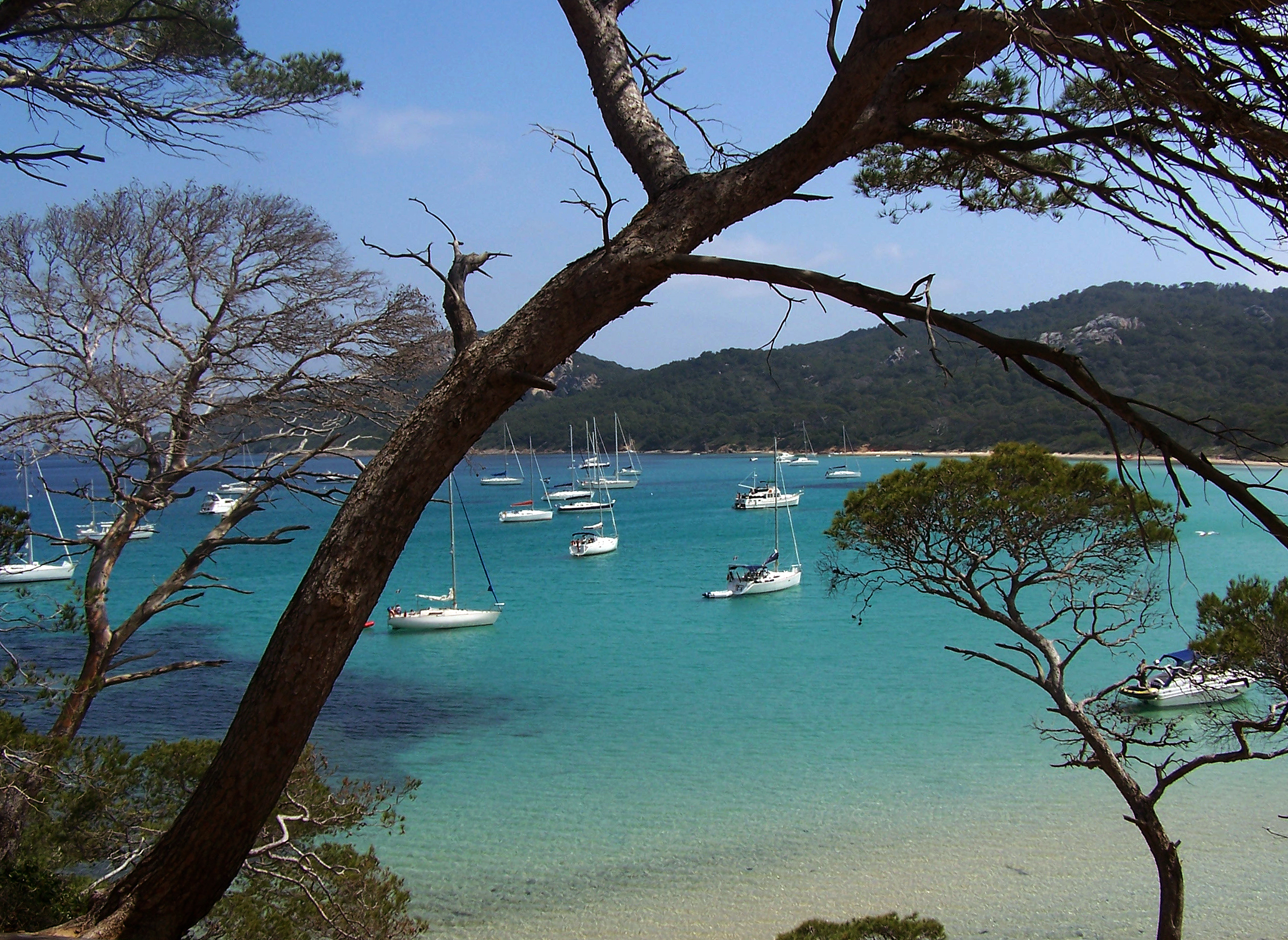
프랑스 일드이에르의 라 쿠르타드 해변
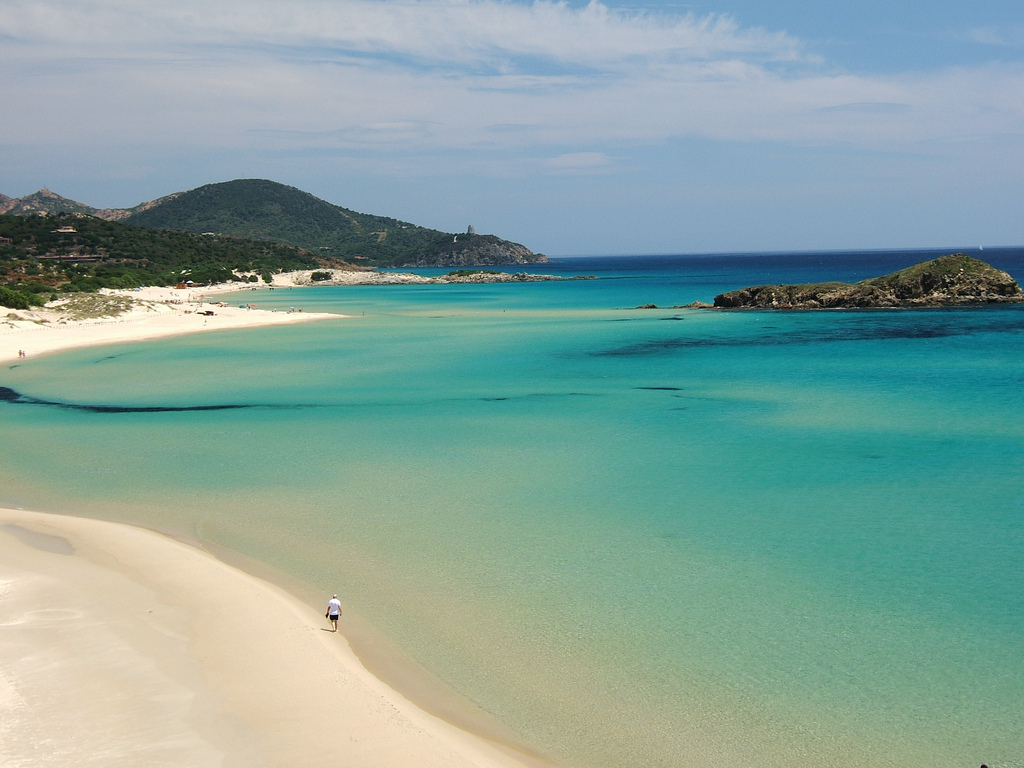
이탈리아 사르데냐 남해안
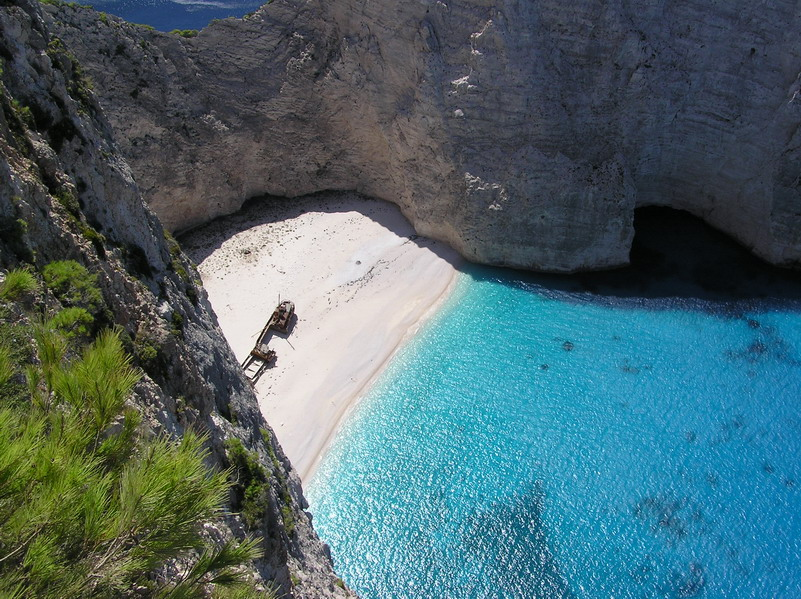
그리스 나바지오
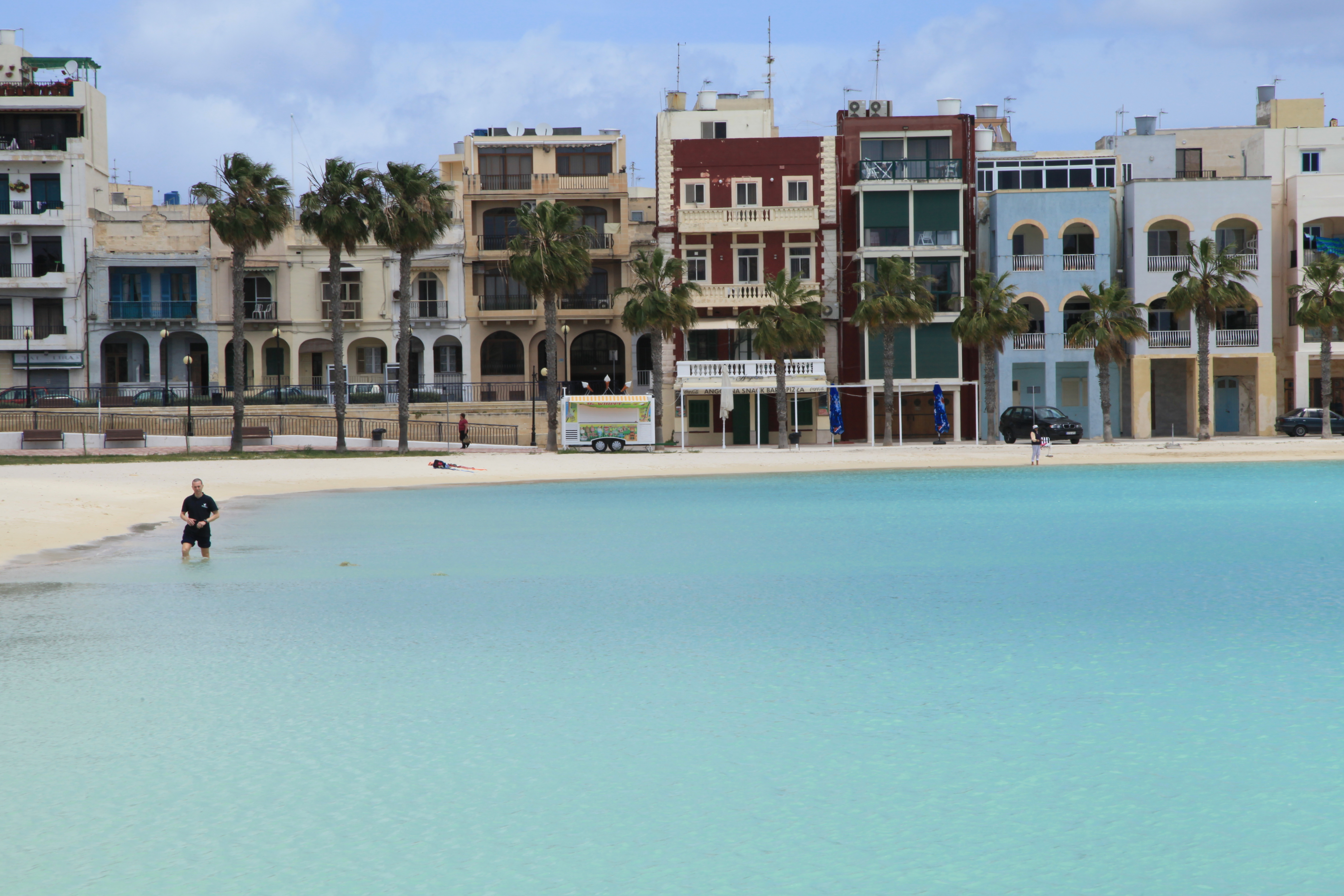
몰타 비르제부자의 프리티 베이
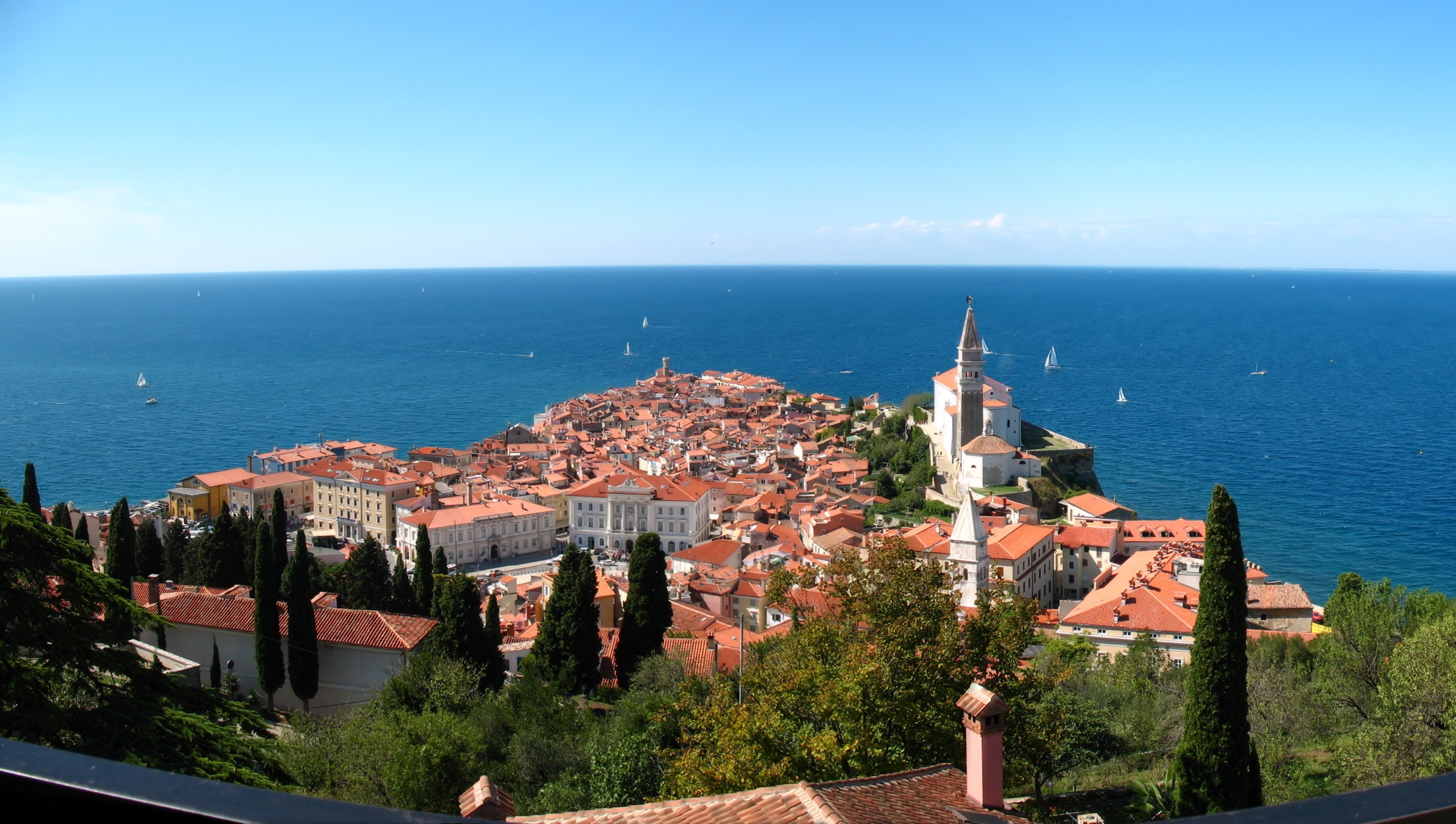
슬로베니아 피란 전경
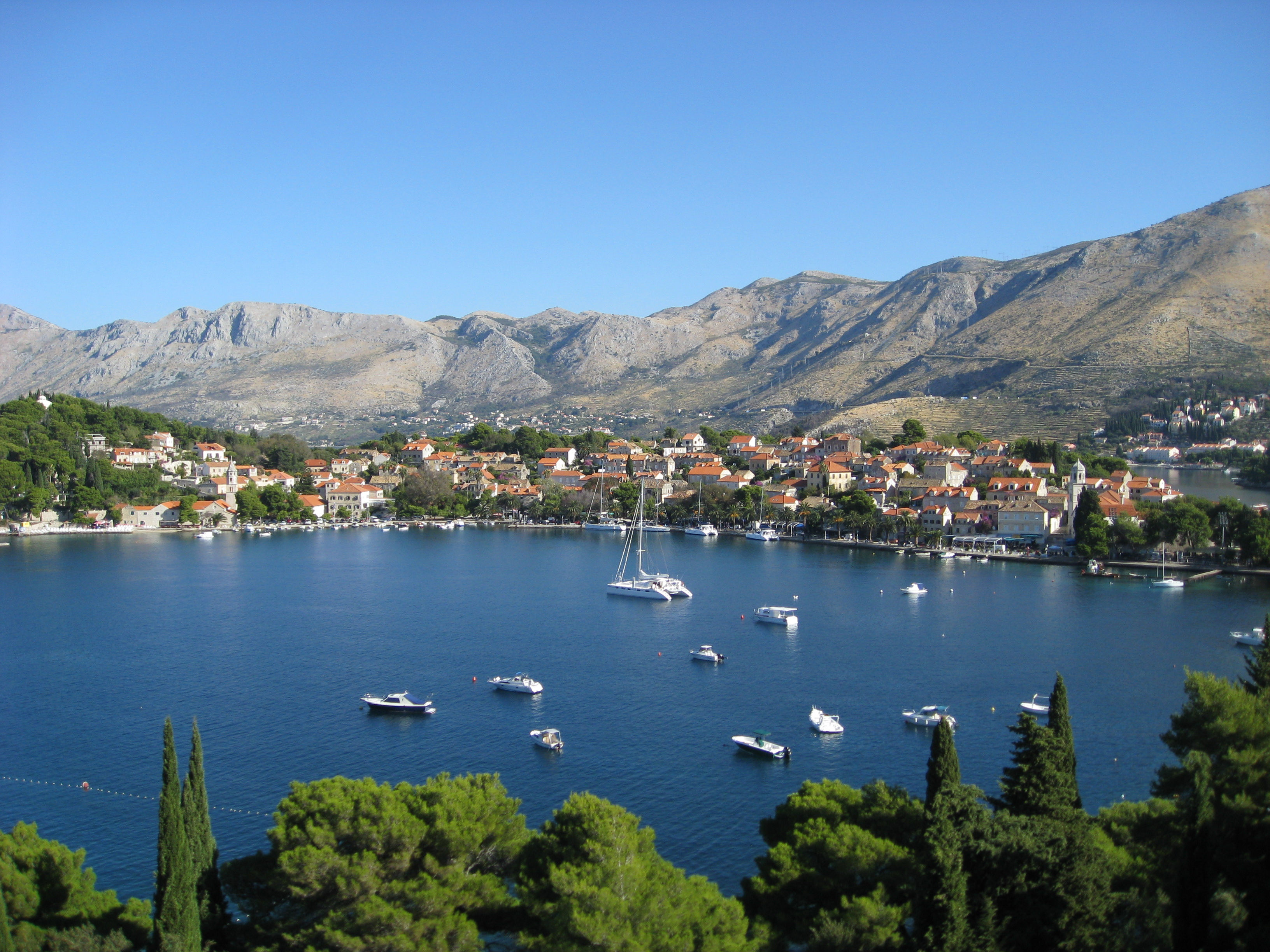
크로아티아 카브타트 전경
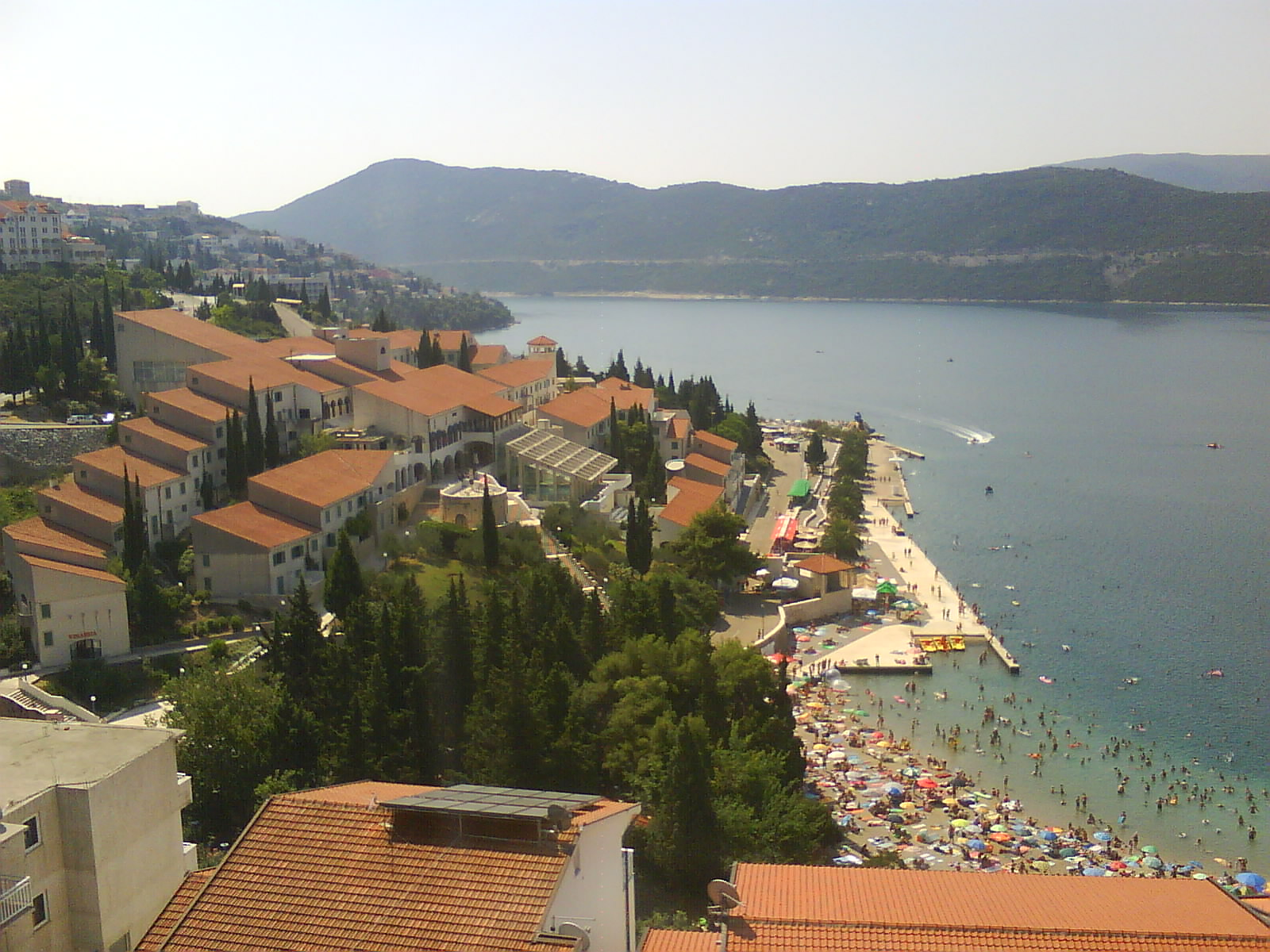
보스니아 헤르체고비나 네움의 모습
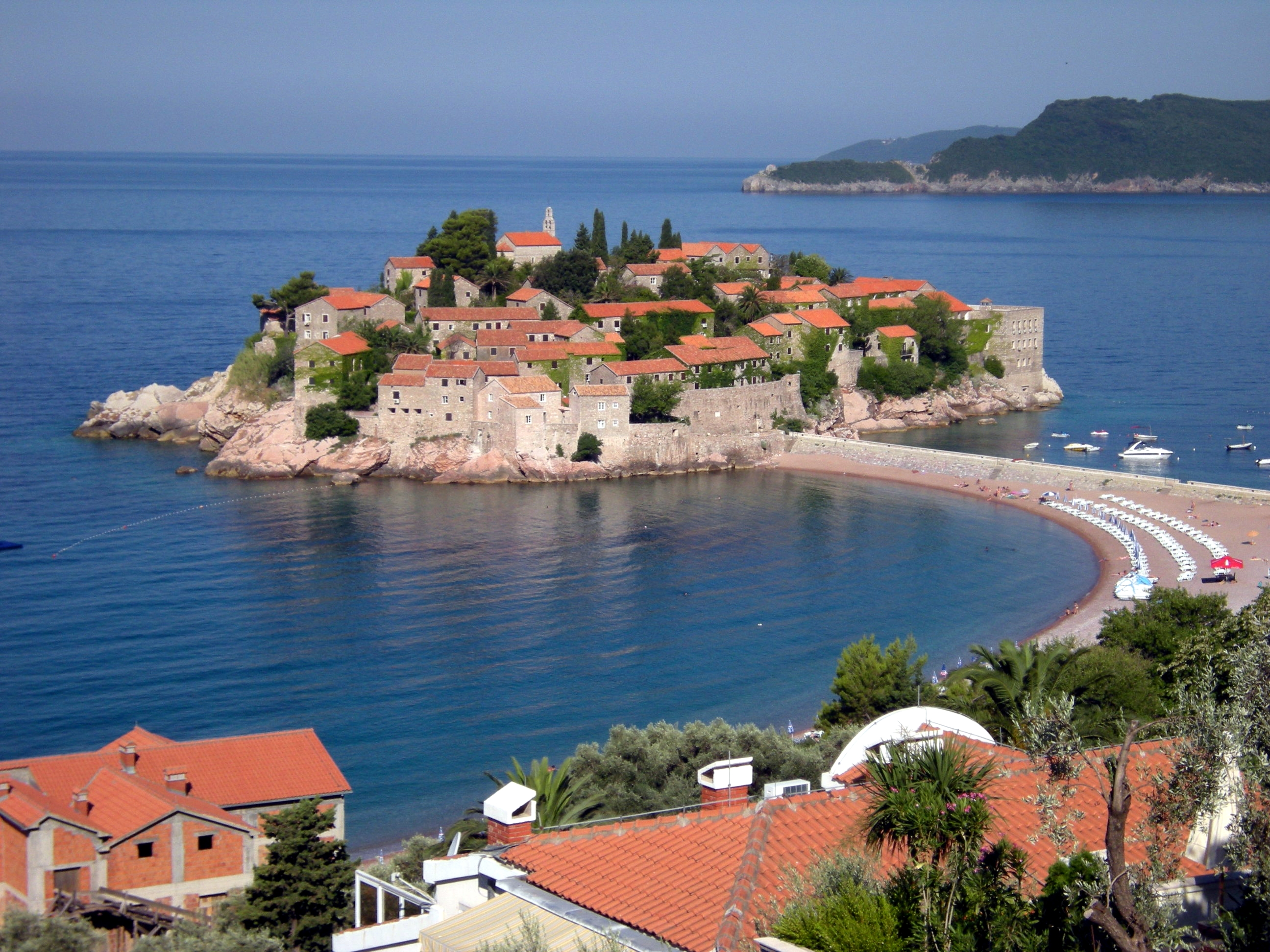
몬테네그로 스베티스테판의 모습
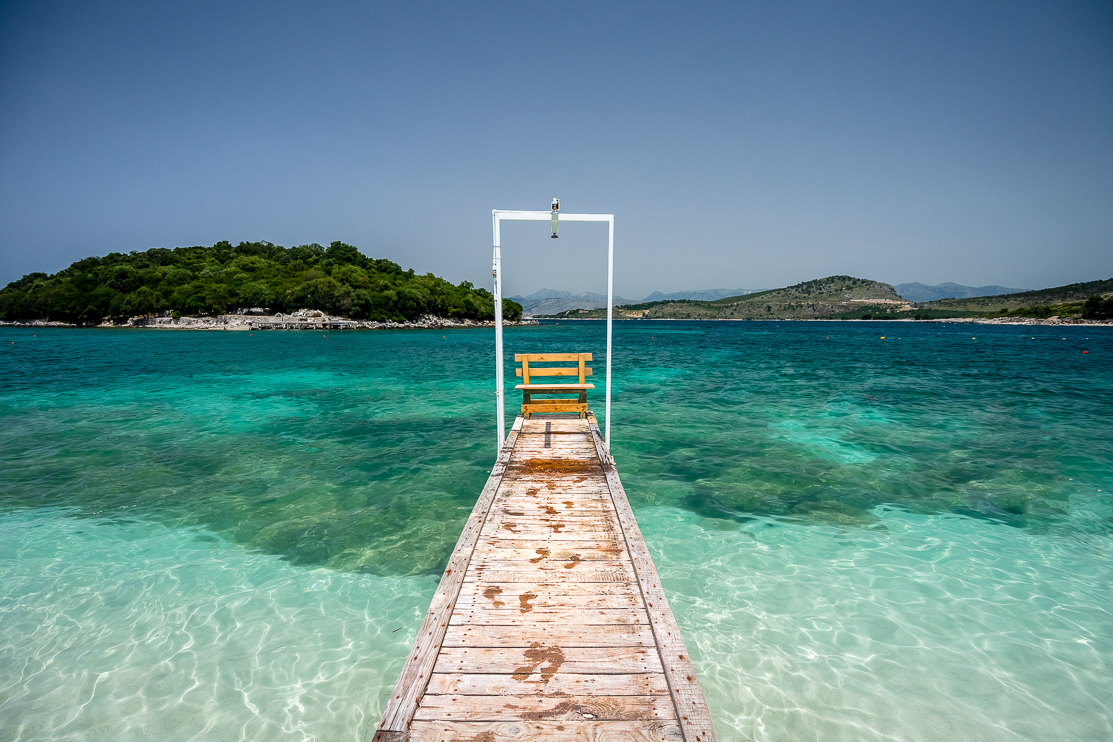
알바니아 크사밀 제도
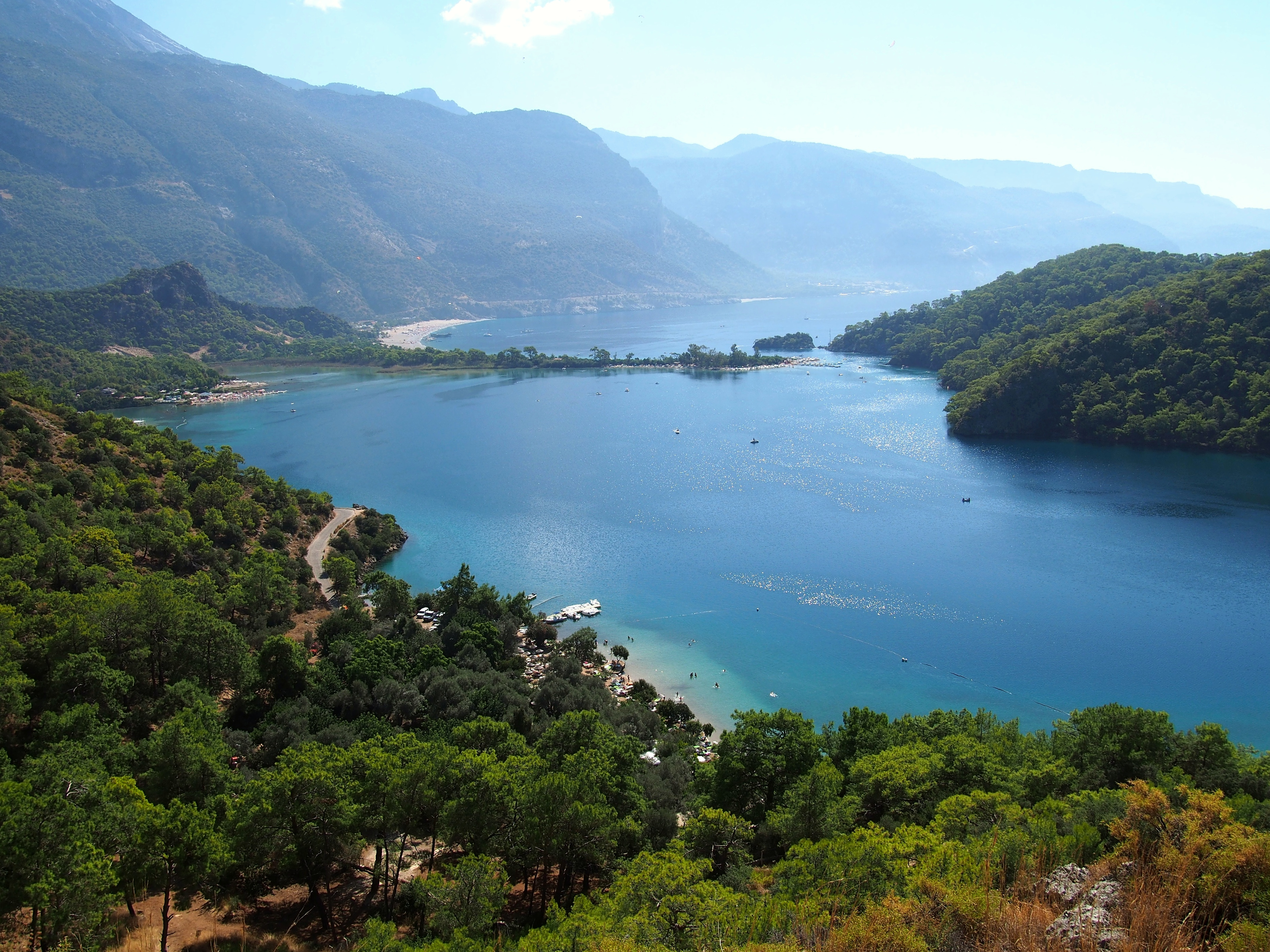
튀르키예 욀뤼데니즈, 터키석 해안
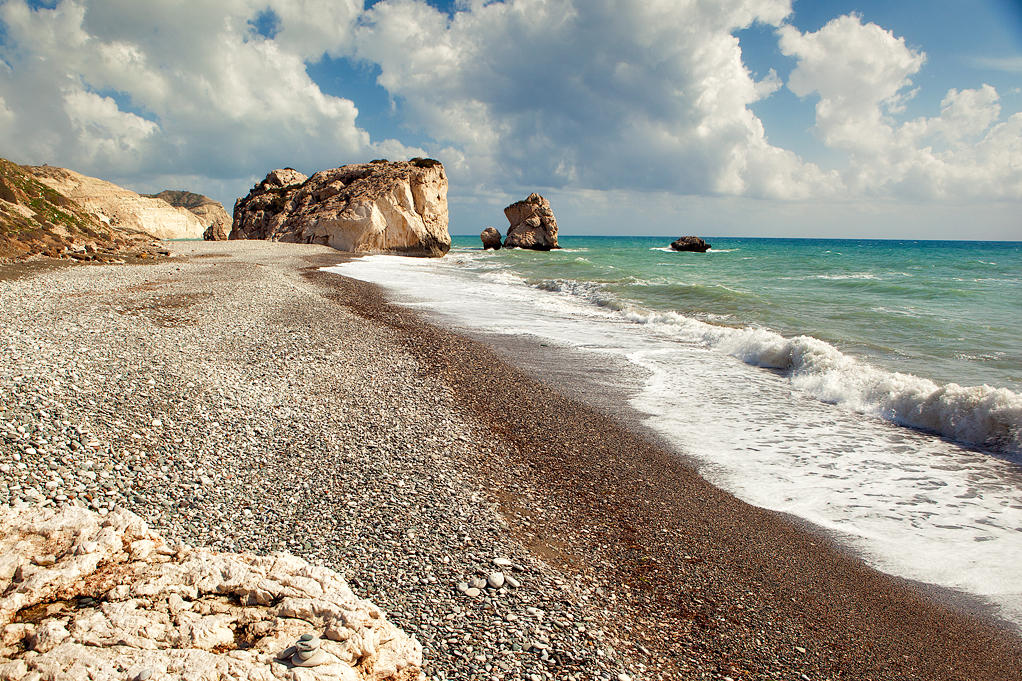
키프로스 파포스
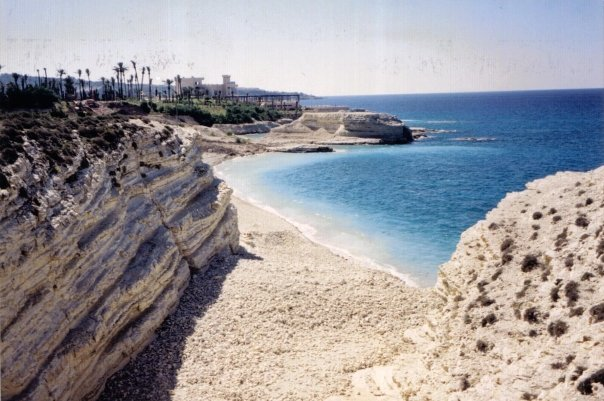
시리아 라타키아의 부르즈 이슬람 해변
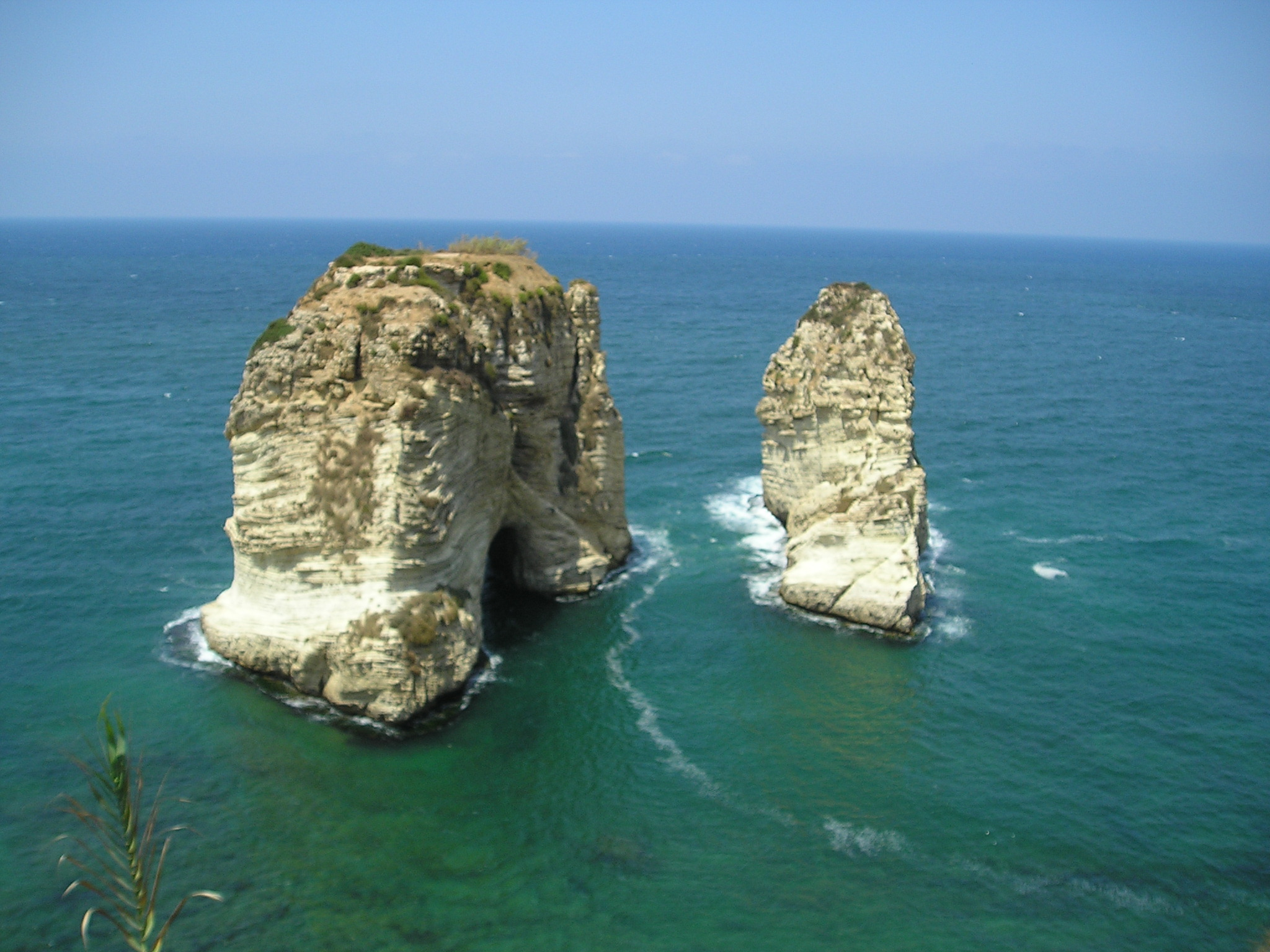
레바논 베이루트 연안의 라오우체 전경
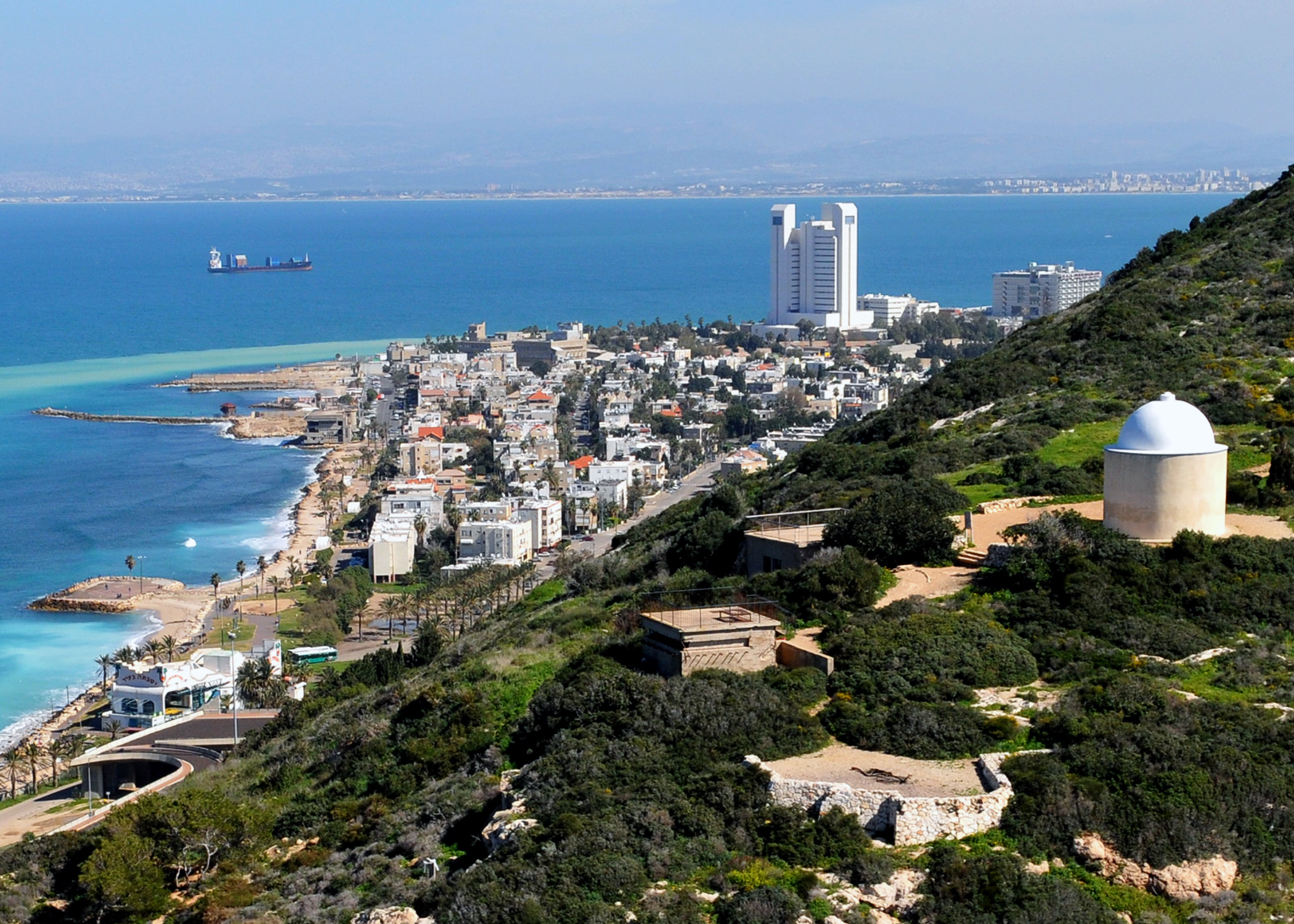
이스라엘 하이파의 모습
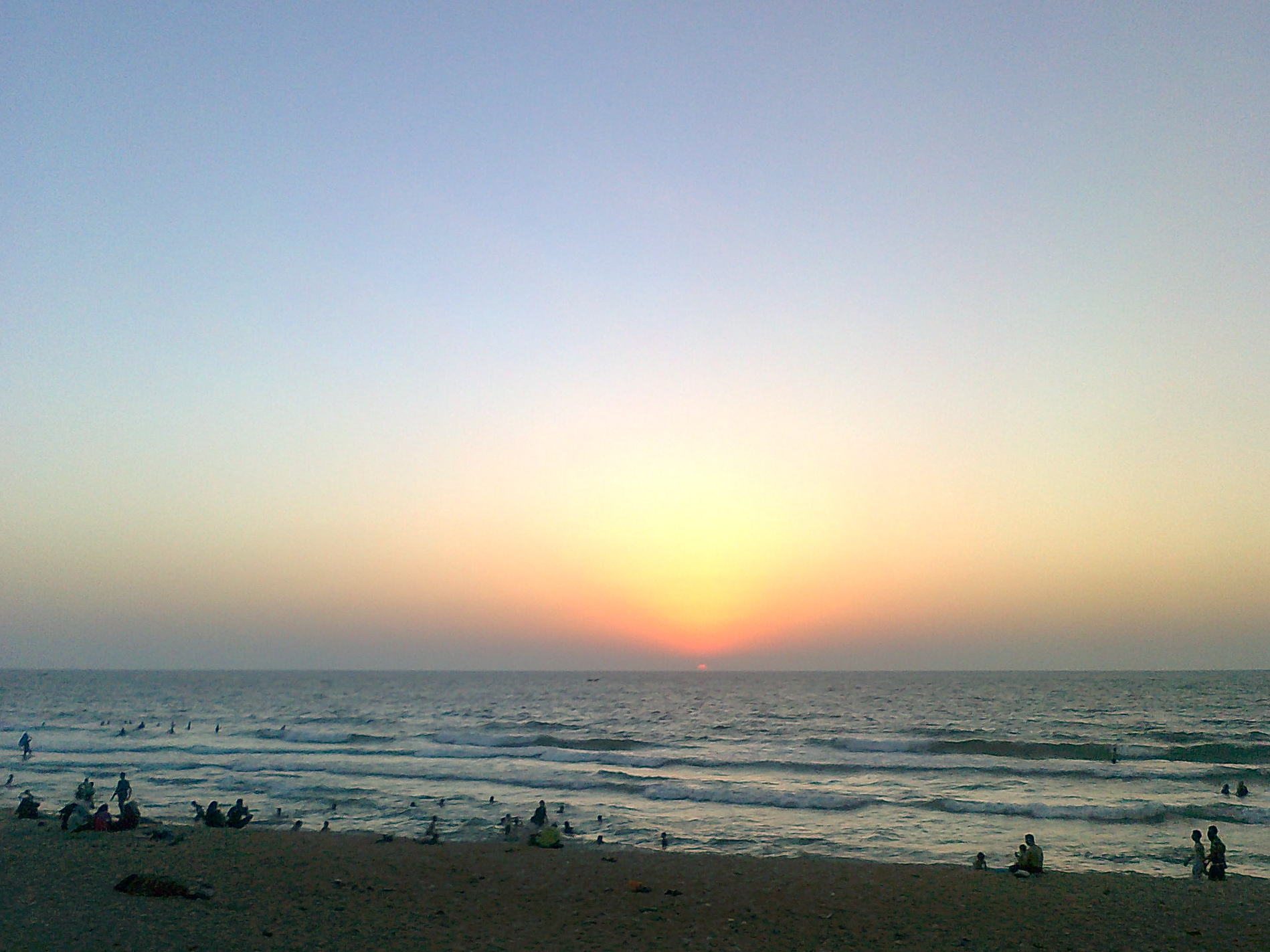
가자 지구 데이르알발라 해변의 일몰
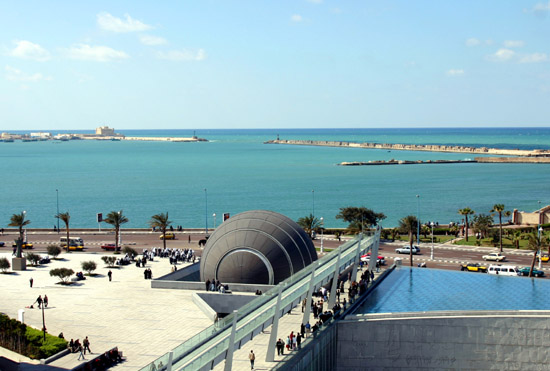
이집트 신 알렉산드리아 도서관에서 본 알렉산드리아 해안
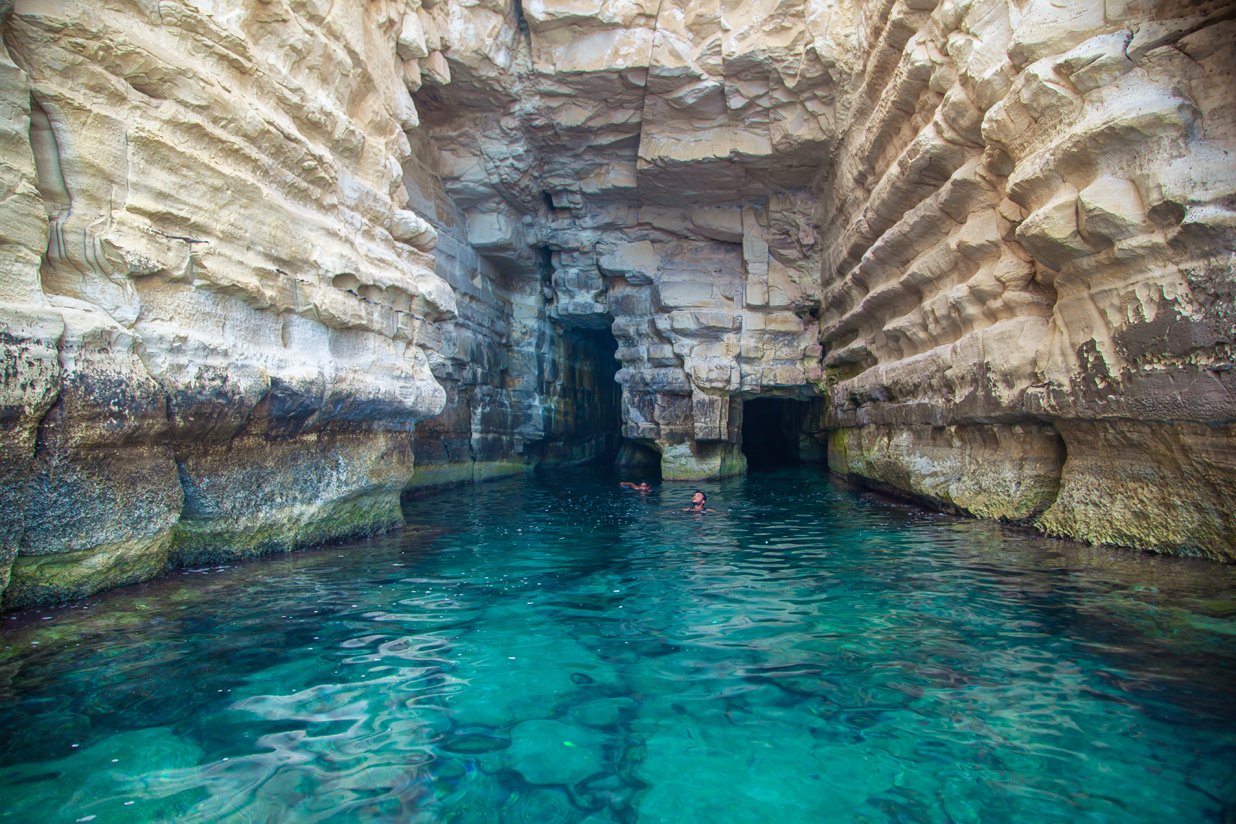
리비아 라스 엘 힐랄 해식 동굴
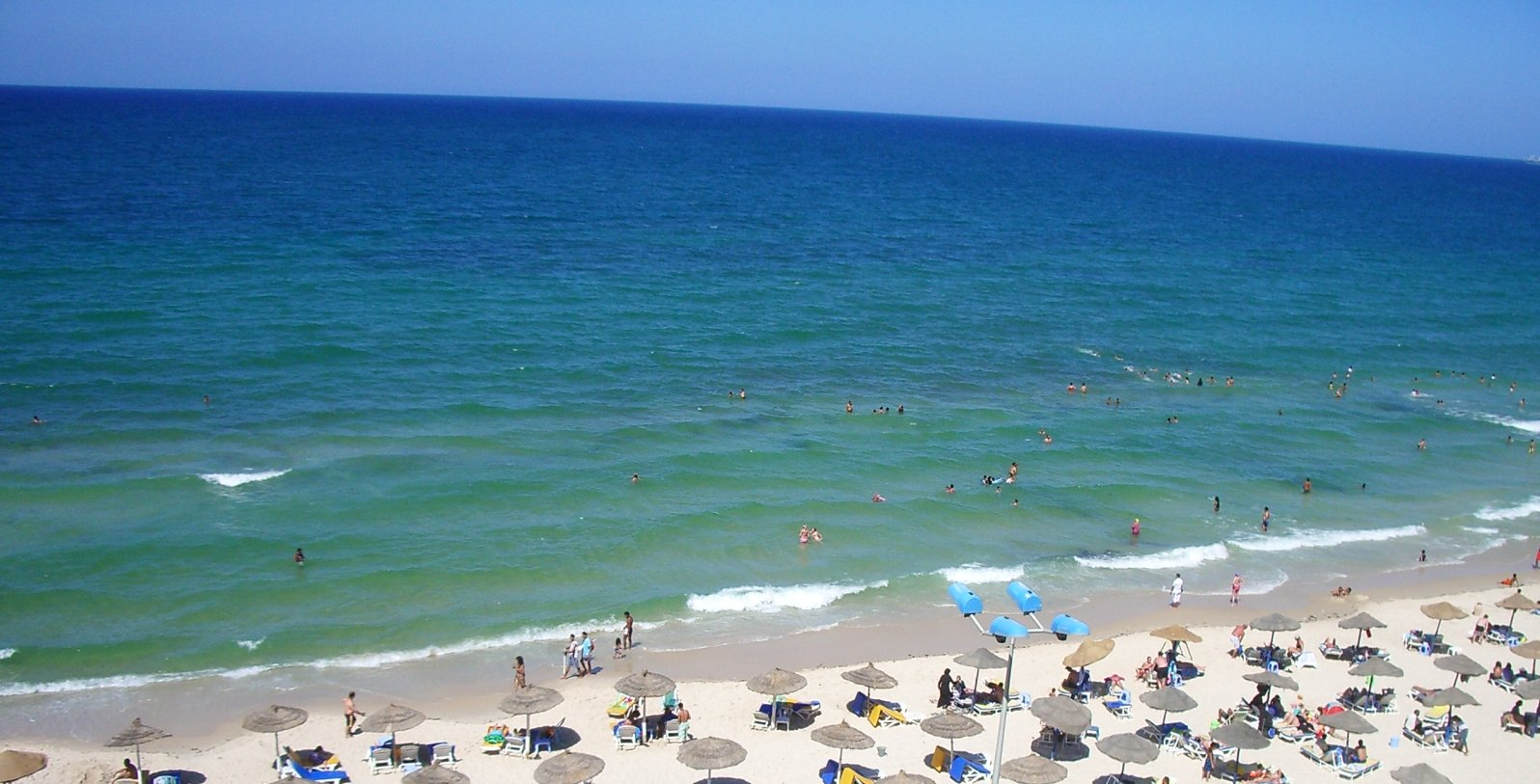
튀니지 함마메트 해변
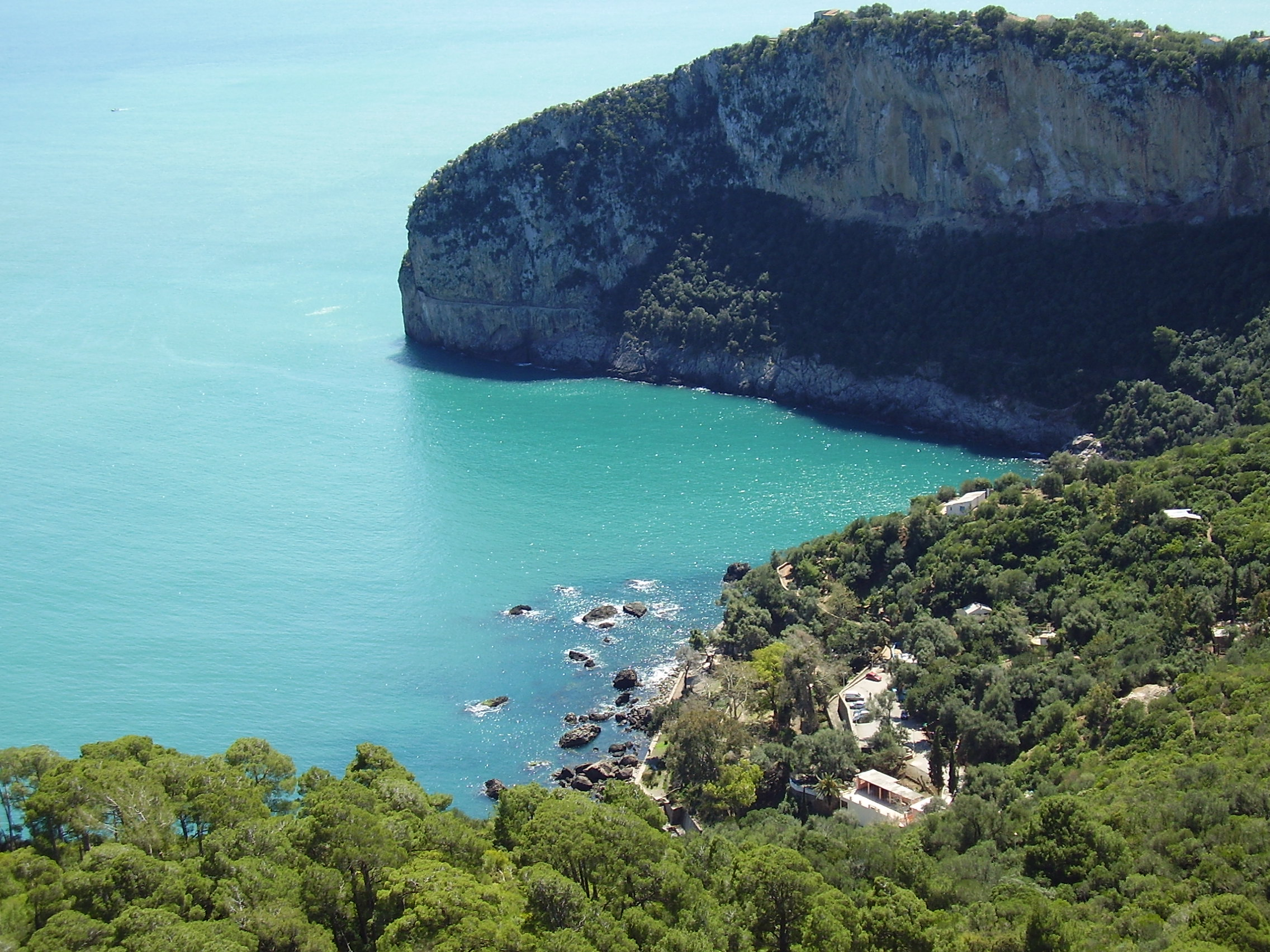
알제리 베자이아 근처의 레 에귀아데스
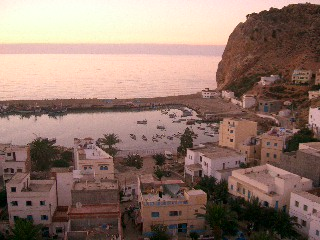
모로코의 항구 도시 엘 제브하

## 같이 보기
- 에게 분쟁
- 아틀란트로파
- 바벨메드, 지중해 문화 사이트
- 키프로스 분쟁
- 키프로스-튀르키예 해양 구역 분쟁
- 동지중해
- 유럽-지중해 의회 총회
- 그리스의 배타적 경제 수역
- 가족성 지중해열
- 지중해의 역사
- 신성 동맹 (1571년)
- 리비아-튀르키예 해양 협정
- 지중해의 섬 목록
- 지중해 국가 목록
- 지중해 식단
- 지중해성 삼림·소림·관목지
- 지중해 게임
- 지중해 인종
- 지중해 (해양학)
- 아흐메드 무힛딘 피리 레이스 – 지중해의 초기 지도 제작자
- 카타라 저지대 프로젝트
- 세토 내해 – 일본의 지중해라고도 알려져 있음
- The Mediterranean: Seaports and sea routes including Madeira, the Canary Islands, the coast of Morocco, Algeria, and Tunisia; handbook for travellers (1911), 카를 베데커 저
- 티레니아해
- 지중해 연합

## 주해
1. ↑  지중해 면적 제외
2. ↑  에브로강을 통해
3. ↑  스트루마강, 마리차강, 네스토스강을 통해, 불가리아의 지리#수문학 참조
4. ↑  드린강을 통해
5. ↑  드린강과 바르다르강을 통해
6. ↑  마레치아강을 통해[70]
7. ↑  스트루마강을 통해
8. ↑  론강, 포강, 아디제강을 통해, 스위스의 수문학 참조